# Wincenty Witos
Wincenty Witos (ur. 21 stycznia 1874 w Wierzchosławicach, zm. 31 października 1945 w Krakowie) – polski polityk, działacz ruchu ludowego, trzykrotny premier Rzeczypospolitej Polskiej.
Od 1895 w Stronnictwie Ludowym, w latach 1908–1914 poseł do galicyjskiego Sejmu Krajowego, od 12 kwietnia 1908 do 28 lipca 1931 wójt Wierzchosławic. Poseł do austriackiej Rady Państwa (1911–1918), członek Wydziału Finansowego Komisji Tymczasowej Skonfederowanych Stronnictw Niepodległościowych, od 1914 w PSL „Piast” (prezes ugrupowania od 26 czerwca 1916 roku do 1931 roku) i w Naczelnym Komitecie Narodowym, później w Lidze Narodowej (1917–1918), prezes Polskiej Komisji Likwidacyjnej. Od 1919 poseł na Sejm RP.
Trzykrotnie sprawował funkcję premiera (od 24 lipca 1920 do 13 września 1921, od 28 maja 1923 do 14 grudnia 1923 i od 10 maja 1926 do 14 maja 1926), jego rząd został obalony w wyniku przewrotu majowego. W latach 1929–1930 jeden z przywódców Centrolewu. W 1930 aresztowany przez władze sanacyjne, osadzony w twierdzy brzeskiej, oskarżony w tzw. procesie brzeskim o przygotowywanie zamachu stanu, skazany na 1,5 roku więzienia, udał się na emigrację do Czechosłowacji. Do kraju powrócił 31 marca 1939 po okupacji Czecho-Słowacji przez wojska niemieckie i utworzeniu Protektoratu Czech i Moraw. Po agresji III Rzeszy na Polskę internowany przez Niemców, odrzucił propozycję utworzenia rządu kolaboracyjnego. Po utworzeniu w czerwcu 1945 Tymczasowego Rządu Jedności Narodowej powołany na wiceprzewodniczącego Krajowej Rady Narodowej (nie podjął obowiązków), w 1945 prezes utworzonego przez Stronnictwo Ludowe „Roch” legalnego Polskiego Stronnictwa Ludowego (mikołajczykowskiego). Jeden z najważniejszych, a także najbardziej wyrazistych i wpływowych polityków II Rzeczypospolitej. Jeden z ojców niepodległej Polski.
Kawaler Orderu Orła Białego.

## Dzieciństwo i młodość

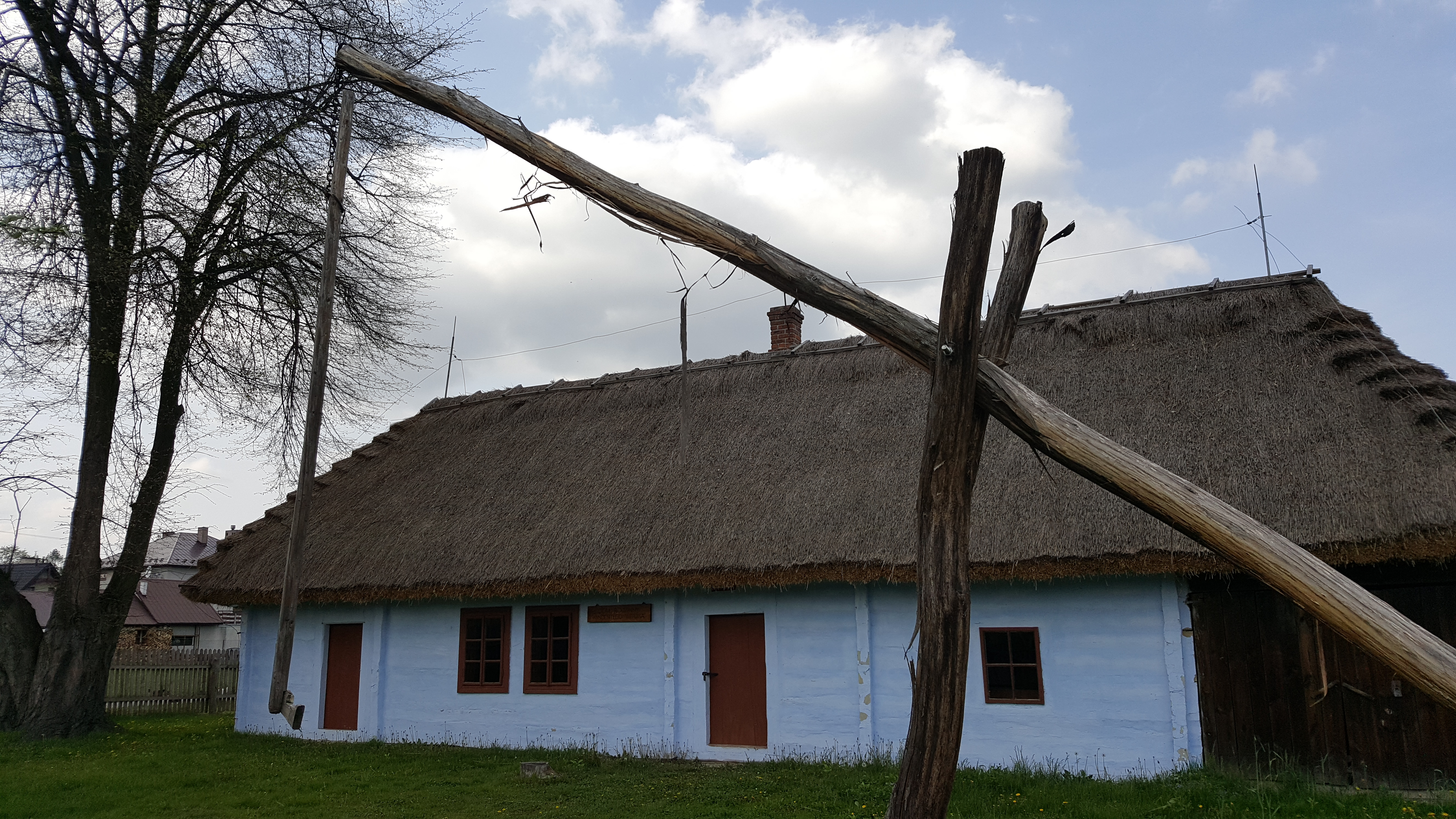
Stary dom, miejsce urodzenia Wincentego Witosa

Wincenty Witos urodził się 21 stycznia 1874 w przysiółku Dwudniaki, osadzie wchodzącej w skład gminy Wierzchosławice. Następnego dnia został ochrzczony w kościele parafialnym pod wezwaniem Matki Bożej Pocieszenia w Wierzchosławicach. Ceremonia ta odbyła się w czwartek, w dzień wspomnienia św. Wincentego, męczennika i św. Anastazji, dziewicy.
Wincenty Witos przyszedł na świat we włościańskiej rodzinie Wojciecha Witosa i Katarzyny ze Sroków. Rodzice przyszłego premiera odrodzonej Polski byli dość ubodzy. Posiadali dwie morgi ziemi rolnej oraz zajmowali część domu, na którą składała się izba przerobiona ze stajni oraz mała sień. Drugą część domu zajmowała siostra ojca Wincentego, Maria. Ojciec Wincentego Witosa posiadał liczne rodzeństwo – trzech braci i pięć sióstr. Wincenty Witos, najstarszy z rodzeństwa, miał dwóch braci – Jana, który zmarł w wieku dziecięcym, oraz Andrzeja, późniejszego posła na sejm RP I kadencji.

Dla niepiśmiennych rodziców Wincentego Witosa decyzja o rozpoczęciu edukacji ich najstarszego syna była niełatwa z powodu trudnych warunków materialnych, w jakich przyszło im egzystować. Jednakże każdego roku problem ten był ciągle dyskutowany na forum rodzinnym, gdyż ukończenie szkoły dawało nadzieję na lepsze jutro dla ich najstarszego syna. Sytuacja ta trwała do momentu, kiedy chłopiec ukończył 10 lat. Jak napisał w pamiętnikach: 

Nareszcie jednej jesieni ojciec się uwziął, poreperował mi jakieś stare na tandecie kupione buty, kupił też za parę szóstek mocno przechodzoną bluzę, przerobił ją na mnie i mimo zawodzenia matki, że krowa pozostanie bez opieki, polecił zaprowadzić mnie do szkoły.

W szkole, do której chodził „cztery zimy”, odznaczał się nadzwyczajną pilnością. Na samym początku nauki dogonił uczniów będących w klasie od początku roku szkolnego, a po nowym roku został przeniesiony na wyższy oddział. Z czasem nauczyciele dostrzegli jego potencjał, co poskutkowało powierzeniem mu funkcji gospodarza klasy i egzaminatora pozostałych uczniów. W związku z tym rówieśnicy odnosili się do niego z podziwem oraz szacunkiem. Dla Wincentego Witosa ukoronowaniem kilkuletniej nauki w szkole w rodzinnych Wierzchosławicach była nagroda specjalna wręczona mu za postępy w nauce przez inspektora przybyłego na ostatni egzamin z Tarnowa. Dalszą edukację Wincentego Witosa, pomimo starań dyrektora Marca, uniemożliwił brak pieniędzy. Od tego momentu przy dalszym wsparciu dyrektora Franciszka Marca rozpoczął samodzielne zgłębianie wiedzy o otaczającym go świecie.
Franciszek Marzec dostarczał Wincentemu Witosowi książki ze swojej biblioteki, jednakże w pewnym momencie jego źródła nowych lektur zostały wyczerpane. To doprowadziło do zapoznania Wincentego Witosa z Janem Głowackim, leśniczym w dobrach księcia Eustachego Sanguszki, który posiadał dużą liczbę książek w swoim domu. Od tego momentu datuje się jego zainteresowanie polityką, a zwłaszcza poprawą losu stanu włościańskiego. Oprócz rozmów z Janem Głowackim na temat stosunków politycznych panujących w Galicji i Cesarstwie oraz lektury książek otrzymywanych od niego, ważną rolę w kształtowaniu potrzeby rozpoczęcia działalności politycznej Wincentego Witosa odegrały pisma o charakterze społeczno-politycznym, takie jak „Gwiazdka Cieszyńska”, „Wieniec” i „Pszczółka”, a od roku 1892 także „Przyjaciel Ludu” redagowany przez Bolesława Wysłoucha, które to pismo Jan Głowacki specjalnie dla Wincentego Witosa zaprenumerował.
O tym czasie Wincenty Witos wspomina w ten sposób:

Czytanie książek, rozważanie zdarzeń i wypadków, przykłady w nich podawane, działały niesłychanie silnie na moją młodą wyobraźnię. Z jednej strony czułem się powołany do spełnienia jakichś nieokreślonych jeszcze zadań, z drugiej widziałem się małym, upokorzonym nędzarzem, który tylko z łaski innych może korzystać ze skarbów wiedzy, a swoje młode życie musi poświęcać ciągłej gonitwie za chlebem.

Prenumerata postępowego pisma dla młodego Wincentego Witosa była ciosem, jaki został wymierzony przez Jana Głowackiego, człowieka przy każdych wyborach agitującego na rzecz rodu Sanguszków, lecz niejawnie wspierającego takich polityków jak Henryk Rewakowicz, Karol Lewakowski i ks. Stanisław Stojałowski, w konserwatywne poglądy ówczesnego wikarego Wierzchosławic, ks. Józefa Franczaka, który z kościelnej ambony prowadził agitację polityczną sprzyjającą cesarskiemu dworowi oraz galicyjskiej wielkiej własności ziemskiej oraz potępiającą ruch ludowy.
W tym czasie sytuacja materialna rodziny Witosów uległa poprawie. Za zaoszczędzone pieniądze zarobione dzięki pracy m.in. przy karczowaniu lasu, koszeniu łąk i żniwach ojciec Wincentego Witosa odkupił od siostry Marii i wyremontował drugą część domu. W gospodarstwie pojawił się koń i wóz oraz trzy sztuki bydła w nowo wybudowanej stajni. Wieczory zaś upływały Wincentemu Witosowi na czytaniu okolicznym mieszkańcom wyklętego „Przyjaciela Ludu” i książek:

Czytanie, przeplatane opowiadaniem chłopów o gwałtach i nadużyciach, jakich się miejscowa szlachta, ekonomowie i różni służalcy na chłopach dopuszczali, przypominało te okropne czasy i mimo woli nawet utrwalało je w pamięci, budząc uczucie żalu, goryczy i wzniecając pragnienie zemsty. Oczy i myśl musiały się też zwracać na to, co najwięcej interesowało, przypominając przeszłość, a więc na las, dwór i ich właścicieli. W pismo w zupełności uwierzyłem, bo ono wyjmowało spod serca dążenia tam drzemiące, odgadywało myśl, rozumiało ból i krzywdę, dawało też choćby małą, odległą nadzieję poprawy. W miarę czytania pogłębiała się wiara, rozszerzały horyzonty, a pismo stawało się pokarmem, bez którego żyć było niepodobieństwem. Było ono też dla mnie wyrocznią i ewangelią nienaruszoną w każdej sprawie.

Witos nie pozostał głuchy na apele redakcji pisma kierującej prośby do czytelników o nadsyłanie artykułów i korespondencji ze swoich okolic, nawet krótkich. W roku 1893, postanowił odpowiedzieć na prośby redakcji i w ciągu dwóch wieczorów napisał swój pierwszy artykuł, wysłany do redakcji pod pseudonimem „Maciej Rydz”. W tym czasie, mimo braku pełnoletniości i czynnego prawa wyborczego, Wincenty Witos rozpoczął agitację na rzecz odsunięcia od władzy w gminie dotychczasowych włodarzy, którzy rządzili niepodzielnie gminą dzięki wpływom proboszcza, dworu oraz pieniądzom i czuli się bezkarnie. Przygotowania do ostatecznej rozprawy wyborczej ze starym porządkiem w gminie Wierzchosławice przerwało powołanie Wincentego Witosa do służby w cesarskim wojsku.
Służbę wojskową w armii austriackiej odbył w latach 1895–1897, najpierw w 11 kompanii 57 pułku piechoty stacjonującej w Tarnowie, w barakach zlokalizowanych na tzw. Pogwizdowie, a później w 2 pułku artylerii wałowej w Krakowie. Służbę dokończył jako kanonier w forcie we wsi Krzesławice, nie zdobywając żadnego awansu.
Po powrocie ze służby wojskowej 9 lutego 1898 ożenił się z Katarzyną Tracz, która 22 marca 1899 urodziła córkę, której nadano imię Julia.

## Działalność polityczna

### W gminie Wierzchosławice
Powrót ze służby wojskowej oraz małżeństwo z Katarzyną Tracz, kobietą rozsądną i pracowitą pozwoliły Wincentemu Witosowi na kontynuowanie pracy agitatorskiej w gminie, której pierwsze efekty widoczne były jeszcze zanim został powołany do cesarsko-królewskiej armii. Karierę polityczną rozpoczął jako korespondent antyklerykalnego tygodnika „Przyjaciel Ludu”. W 1893 roku jako radnego wybrano ojca Wincentego, Wojciecha. Rok później został on wybrany elektorem w wyborach do Rady Państwa jako przeciwnik ks. Franczaka. Wojciech Witos głosował w tych wyborach na Jakuba Bojkę, kandydata Stronnictwa Ludowego. Swój wkład w obalenie skorumpowanej rady gminnej Wincenty Witos ocenił w ten sposób:

Do niezadowolonych przyłączali się już i starsi gospodarze, nie mogąc dalej tych rządów znosić. Mimo że nasza robota postępowała widocznie, dotychczasowi władcy, niepodzielnie gminą rządzący, patrzyli na nas z lekceważeniem, traktowali kpinami, będąc pewni, że mając za sobą wpływy proboszcza, dwór i pieniądze, dadzą sobie z nami radę bez żadnego trudu. Wiedząc, że oni są gotowi na wszystko, starałem się jak najlepiej wieś przygotować na wszelki wypadek. Ustawę gminną znałem zupełnie na pamięć, ordynację wyborczą na wylot. Dla ośmielenia i przygotowania równocześnie ludzi, urządzałem nocami małe zebrania po wszystkich przysiółkach. Nigdy się też o minutę nie spóźniłem, ani też zebranych w niczym nie zawiodłem, czym zyskałem sobie takie zaufanie, że w każde moje słowo wierzono bez zastrzeżeń. Przeciw sobie stanęły dwa wyraźne obozy w gminie, tych co rządzili, i drugich, co ich chcieli od tych rządów usunąć.

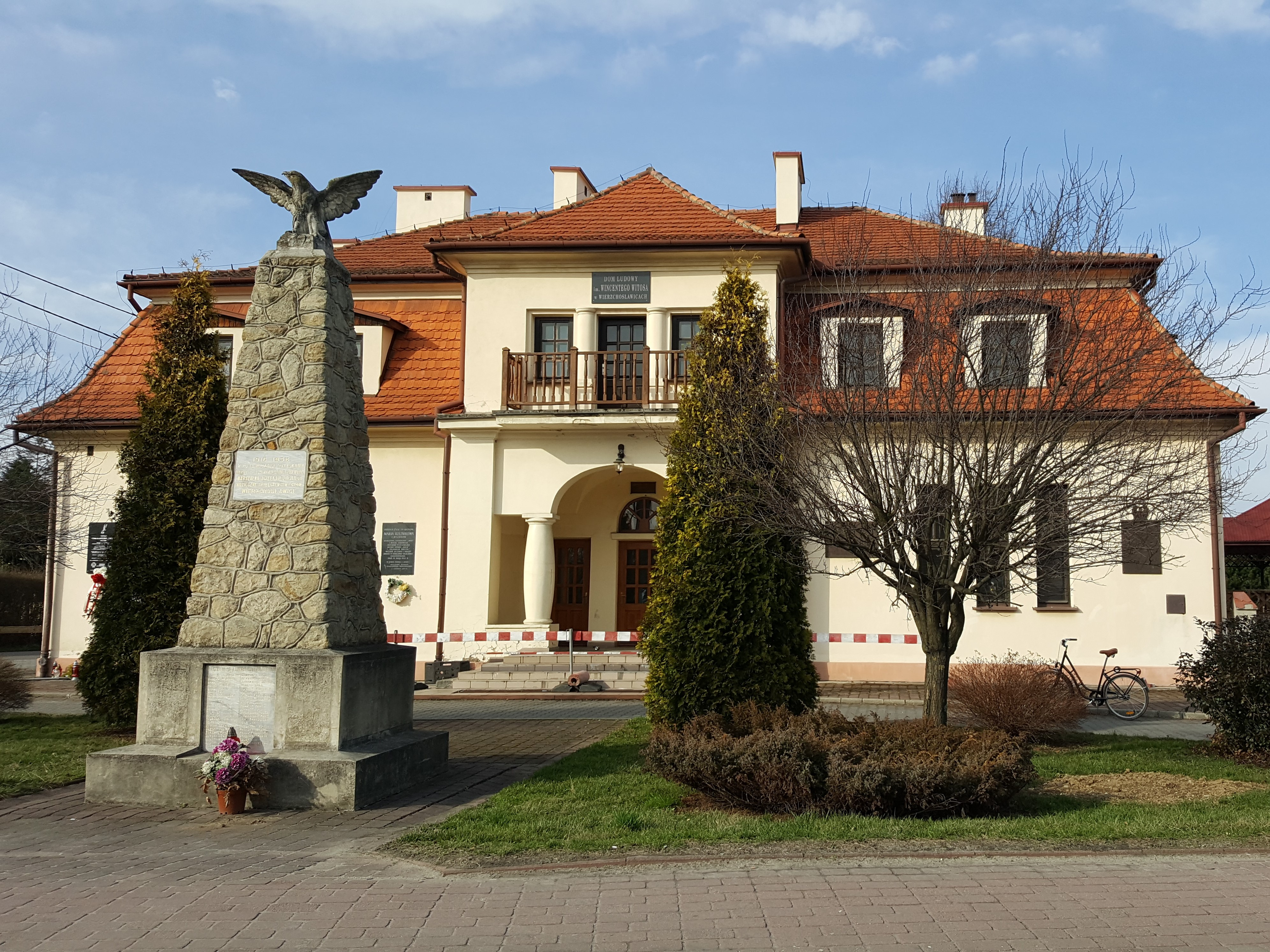
Wierzchosławice. Dom Ludowy zbudowany w czasie urzędowania Wincentego Witosa

Praca zapoczątkowana przed powołaniem do wojska przyniosła efekty w dalszych latach. W 1900 roku, kiedy odbyły się kolejne wybory do rady gminnej, Wincenty Witos wprowadził do niej niemal połowę swoich zwolenników. Wójtem został jednak Jan Stawarz, zięć Jana Głowackiego, osoba powiązana ze starymi porządkami w gminie. Wincenty Witos został wybrany asesorem.
W wyborach gminnych w 1908 roku Wincenty Witos odniósł pełne zwycięstwo. Rada gminy została w pełni obsadzona osobami z jego otoczenia, a on sam został wójtem. Swoje obowiązki pełnił nieprzerwanie samodzielnie lub w zastępstwie od 12 kwietnia 1908 aż do 28 lipca 1931. Podczas sprawowania tego urzędu wybudowano we wsi młyn, dom ludowy, poprawiono stan dróg, przeprowadzono prace melioracyjne, rozbudowano szkołę, powstało kółko rolnicze i rozwinął się ruch spółdzielczy. Dzięki cechom osobowościowym Witos stopniowo umacniał swą pozycję w ruchu ludowym.

### W Stronnictwie Ludowym
Polskie Stronnictwo Ludowe, jak pisze w swoich pamiętnikach Wincenty Witos, wzięło swój początek z Towarzystwa Demokratycznego. Członkowie tej organizacji, na czele z dr. Karolem Lewakowskim, w 1894 roku założyli we Lwowie oddział tego towarzystwa i w stosunkowo krótkim czasie, bo w 1895 roku, na zjeździe w Rzeszowie Polskie Towarzystwo Demokratyczne przekształcono w Polskie Stronnictwo Ludowe, które w opozycji do założonego przez ks. Stojałowskiego, Stronnictwa Chrześcijańsko-Ludowego określiło swój program działania jako liberalny i radykalny społecznie. W pierwszej kolejności ostrze walki zwracało się w kierunku szlachty i wielkiej własności, posiadającej w swoich rękach w tamtym czasie większość w Sejmie Krajowym we Lwowie i Kole Polskim w Wiedniu przychylne działaniom rządu. W drugiej kolejności, stronnictwo walczyło z biurokracją, która zabezpieczała interesy wielkiej własności oraz pomijała krzywdy wyrządzane przez obszarników chłopom. Powstanie nowego ruchu radykalnie sprzeciwiającego się zdzierstwu wielkiej własności nie ominęło także kleru, który pod względem zwyczajów nie różnił się zbytnio od szlachty. Pierwszym widocznym przejawem rozwoju organizacji w celu realizacji jej postulatów było założenie w 1895 roku biura bezpłatnej pomocy prawnej przez właściciela drukarni Józefa Pisza, w którym porad prawnych udzielali chłopom młodzi prawnicy: dr Jan Stec, dr Franciszek Winkowski oraz dr Tadeusz Tertil. 8 grudnia 1895 odbyło się w Tarnowie zebranie wszystkich posłów ludowych pod kierownictwem dr. Karola Lewakowskiego, na którym zostały ustanowione zasady organizacyjne Stronnictwa Ludowego i jego władz. Sam Wincenty Witos w swojej pracy na rzecz rozwoju struktur Stronnictwa Ludowego w powiecie tarnowskim opierał się na wielu współpracownikach. W 1899 roku dzięki popularności zdobytej wśród chłopów oraz uznaniu zasług dla rozwoju Stronnictwa Wincenty Witos został wybrany do Rady Naczelnej ugrupowania.

### W powiecie tarnowskim
W 1905 roku Wincenty Witos został wybrany z ramienia Stronnictwa Ludowego wraz z kilkoma innymi jego działaczami do Rady Powiatowej w Tarnowie. Wybór przedstawicieli Stronnictwa Ludowego pod wodzą Wincentego Witosa po raz pierwszy w historii działania tej instytucji doprowadził do zwiększenia siły przetargowej włościaństwa w powiecie tarnowskim. Do sukcesów frakcji włościańskiej Wincenty Witos zaliczył zniesienie wszystkich myt w powiecie w 1906 roku, uzyskanie subwencji dla koła gospodyń wiejskich w Szynwałdzie oraz organizację obchodów upamiętniających bitwę pod Grunwaldem w 1910 roku. Był także członkiem Towarzystwa Kółek Rolniczych we Lwowie oraz prezesem jego zarządu powiatowego w Tarnowie (1914).

### W sejmie krajowym we Lwowie
W wyborach, które odbyły się 25 lutego 1908, Wincenty Witos został wybrany posłem do sejmu galicyjskiego, otrzymując 98 głosów na 154 możliwe. Był to niewątpliwy sukces, gdyż w kampanii przedwyborczej Wincenty Witos przeprowadził kilka spotkań w różnych częściach powiatu tarnowskiego, jednakże jego kandydatura spotkała się z silną agitacją ze strony konserwatystów, których kandydat ks. Żyguliński otrzymał ostatecznie 41 głosów w wyborach. Pomocne w zwycięstwie okazały się także działania chłopów, którzy pomimo licznych nagabywań ze strony przeciwników kandydatury Wincentego Witosa, prowadzili samodzielną agitację, przekonując do głosowania za Witosem gminy, w których chłopi nie byli do końca przekonani.
W trakcie wyborów zaczęły pojawiać się pierwsze przesłanki, które wskazywały, iż ówczesny prezes Stronnictwa Ludowego, Jan Stapiński wszedł w układ wyborczy z namiestnikiem Potockim oraz konserwatystami, na co wskazywać miało dziwne zachowanie się starostów przy wyborach, którzy niektórych kandydatów ludowców wyraźnie popierali. Pewnego wyjaśnienia tej sprawy członkowie Stronnictwa Ludowego oczekiwali na kongresie zwołanym do Rzeszowa na dzień 8 marca 1908, gdzie ogół ludowców dowiedział się o zapowiedzi wprowadzenia nowo wybranych posłów ludowych do Koła Polskiego w Wiedniu w celu zmiany jego szkodliwej dla chłopów, jak i całego kraju polityki obszarniczej. Według Wincentego Witosa, układ ten miał tę dobrą stronę, że dał możność wprowadzenia do sejmu znacznej liczby ludzi inteligentnych, fachowo uzdolnionych, do pracy sejmowej naprawdę przygotowanych. Wśród wybranych 19 posłów reprezentujących Stronnictwo Ludowe byli m.in. Franciszek Stefczyk, Andrzej Kędzior, Bolesław Żardecki, Wiktor Skołyszewski, Władysław Długosz, Kazimierz Jampolski, Szymon Bernadzikowski, Stefan Zipser, Michał Olszewski, Wincenty Myjak, Adam Krężel, Jakub Bojko oraz Jan Bis, Jan Cieluch, Michał Łaskuda, Antoni Styła i najmłodszy ze wszystkich posłów Jan Wasung.
Zanim jednak doszło do pierwszego posiedzenia sejmu galicyjskiego, 12 kwietnia 1908 zmarł namiestnik Andrzej Kazimierz Potocki w wyniku zamachu przeprowadzonego przez ukraińskiego zamachowca Myrosława Siczyńskiego. Nowym namiestnikiem został dr Michał Bobrzyński, również przychylny politycznemu zbliżaniu się obozu ludowców i konserwatystów. Dopełnieniem obaw zwolenników Stronnictwa Ludowego związanych ze współdziałaniem Jana Stapińskiego z obozem konserwatywnym było jego przemówienie na pierwszym posiedzeniu sejmu krajowego, w którym wskazywał na zasługi rządu i partii konserwatywnych wobec kraju i ludu oraz wycofywał się z walki z duchowieństwem, określając ją jako tragiczną omyłkę. Przemówienie to dało podstawę do zdyskredytowania opinii Stronnictwa Ludowego wśród posłów pozostałych opcji politycznych zasiadających w sejmie. Przyczyną zmiany dotychczasowej polityki Stronnictwa Ludowego i rozpoczęcia współdziałania z partią konserwatywną była, jak się później okazało, pomoc obiecana przez ministra Bilińskiego w kwocie 2 milionów koron na ratowanie Banku Parcelacyjnego, założonego przez Jana Stapińskiego. Część posłów w tej sytuacji była zgodna, iż należy zerwać z tego typu działaniami, które są wyraźną zdradą chłopów i Stronnictwo w przeciwnym wypadku może utracić ich zaufanie. Ukoronowaniem działań Stapińskiego było włączenie do Stronnictwa nowych żywiołów, czego dowodem było dołączenie do klubu księdza Leona Pastora. Przemówienie w sejmie i otwarcie na przedstawicieli duchowieństwa jako potencjalnych członków Stronnictwa doprowadziły do zmniejszenia ataków na Stronnictwo Ludowe ze strony kleru.
W sejmie tym, który obradował w latach 1908–1913, Wincenty Witos brał udział w dyskusjach sejmowych kilkakrotnie. Do ważniejszych przemówień, jak sam określił to w swoich wspomnieniach, był jego udział w dyskusji nad ustawą budżetową. Budżet ten przewidywał znaczne podniesienie wydatków na budowę szkół ludowych i szkolnictwo, przewidywał budowę nowych dróg oraz meliorację gruntów, regulację kilku rzek i wielu potoków. W ogólnej sumie budżetu podniesieniu uległy także wydatki na rzecz ludności ukraińskiej. Posłowie ukraińscy pomimo tego sukcesu przez większość czasu prowadzonej dyskusji prowadzili bojkot obrad sejmowych. W wyniku wygłoszonego przemówienia Wincenty Witos został zauważony po raz pierwszy przez prasę galicyjską jako duży talent polityczny. Zwłaszcza w tym tonie o Wincentym Witosie wypowiadał się Wilhelm Feldman, publikując pochlebny artykuł w miesięczniku Krytyka.
Przemówienie Wincentego Witosa w sejmie krajowym, określiło też jego zapatrywania narodowe. Z początku Stronnictwo Ludowe prowadziło walkę przeciwko upośledzeniu i krzywdzie chłopów zarówno polskich, jak i ukraińskich, jednakże zachowanie posłów ukraińskich w sejmie oraz rozmowa z jednym z nich – dr. Iwanem Makuchem przed rozpoczęciem jego obrad doprowadziły Wincentego Witosa do zrewidowania swoich poglądów na temat możliwości współpracy Stronnictwa z posłami ukraińskimi. Zdarzenia te doprowadziły do sformułowania przez Wincentego Witosa następujących myśli:

Dziś – mówił – obszarnicy za San, a czy nie powie jutro, by się tam wszyscy Lachy wynieśli, a jak nie zechcą zrobić tego dobrowolnie, czy ich nie spróbuje siłą wyrzucić? Zaczynając od wielkich panów, jest duże pytanie, czy nie skończy na polskim parobku. A przecież utrzymanie Galicji wschodniej i wszystkich dóbr, jakie tam Polacy posiadają, nie jest tylko interesem szlachty, ale całego narodu polskiego, a więc i chłopów. Zachowanie się zaś w sejmie chłopów ukraińskich stwierdza wyraźnie, że o sielance nie może być żadnej mowy. Idzie walka i trzeba ją podjąć. Nie sięgając po niczyje, trzeba bronić swego i to bronić przed każdym, kto się ośmieli po nie sięgać. Ta sesja sejmowa, zachowanie się Ukraińców, nauki z tego wyciągnięte, zepchnęły mnie z wąskiego gościńca polityki Stronnictwa, rozszerzając znacznie moje niezbyt rozległe horyzonty. Tam też począł się u mnie ów „nacjonalizm”, którym mi często i niesłusznie ćwierkano w oczy, gdyż obrona swojej własności nie może być uważana ani za szowinizm, ani też za imperializm. Może jedyny tak pojęty w świecie polski liberalizm, godząc się łatwo z szowinizmem żydowskim, ukraińskim czy niemieckim, nie może tylko ścierpieć polskiego nacjonalizmu, który na nieszczęście zresztą kończy się tylko na słowach. Tam też nabrałem przekonania, że szlachta obronić się nie potrafi, a co gorsza – ziemi nie utrzyma i że jedynie chłopi dadzą sobie radę, jeżeli na ziemi szlacheckiej osiądą. Nosząc się z tymi myślami, nie umiałem jednak znaleźć żadnego rozwiązania, choć wiedziałem, że prowadzona parcelacja wcale tej wielkiej sprawy nie załatwi.

### W parlamencie austriackim w Wiedniu
Na rok 1911 zostały rozpisane powszechne wybory do parlamentu austriackiego. Wybory te dały Stronnictwu Ludowemu 23 mandaty i niewiele mniej mandatów partii konserwatywnej, pomimo iż w kraju ich poparcie drastycznie zmalało. Wynik ten był efektem nowego porozumienia, jakie Jan Stapiński zawarł z namiestnikiem oraz partią konserwatywną. Według informacji, które uzyskał w tym czasie przeciwnik polityki Jana Stapińskiego, Jan Dąbski, układ oddawał cały szereg okręgów wyborczych w ręce konserwatystów, a w tych, które zostały przyznane ludowcom, startujący kandydaci musieli być zatwierdzeni przez namiestnika. Oni też mieli otrzymać poparcie rządu i potrzebne fundusze. Wincenty Witos miał należeć do grupy osób, które nie otrzymają zgody namiestnika. Ostatecznie Witos został wybrany posłem do parlamentu głosami większości, posłem zaś mniejszości w powiecie tarnowskim został dr Antoni Matakiewicz, konserwatysta. Przy tej okazji Witos opisuje kulisy swojego wyboru na posła do parlamentu i jawnie opisuje zwierzenia jednego z komisarzy wyborczych, który otrzymał polecenie sfałszowania wyników wyborów w celu jego wyboru jako posła większości i dr. Matakiewicza jako posła mniejszości. Praktyki podobne stosowane również w innych powiatach wywołały wśród chłopów oraz kandydujących ogromne wzburzenie przeciwko osobie Stapińskiego. Witos w całym zamieszaniu był traktowany jako osoba niemająca związku z procederem fałszowania wyborów, czego dowodem były liczne skargi i protesty składane przez licznych obywateli na jego ręce. Szereg powiatów typował Witosa na osobę, która powinna całą sprawę ujawnić i odsunąć Stapińskiego od kierowania partią, gdyż w przeciwnym wypadku wszystkie wysiłki chłopów mogą być zaprzepaszczone. Pomimo skandalu, który został wywołany i podnoszeniu głosów o wyraźnej zdradzie Stronnictwa dokonanego na chłopach, klub wybrał ponownie Stapińskiego na prezesa partii.
Wydarzenia te pozostawały jednak w cieniu wielkiej polityki, której areną stał się parlament austriacki. Obrady parlamentu rozpoczynały się bowiem na tle zaciętej walki pomiędzy Niemcami i Czechami. Awantury pomiędzy nimi wybuchające przy każdej sposobności i przemówienia o obstrukcyjnym charakterze trwające po kilkanaście godzin wydłużały sesje sejmowe, co utrudniało podejmowanie decyzji i wprowadzało znużenie wśród posłów. Komisje sejmowe, zwłaszcza te o wyraźnie politycznym charakterze, często były paraliżowane. W państwie austriackim został wprowadzony Paragraf 14 oznaczający rządy bez parlamentu. Na jego podstawie rząd realizował takie sprawy, które konstytucyjnie były zastrzeżone parlamentowi. Sytuacja ta rozpoczęła nowe protesty stronnictw i klubów, jednakże bezskuteczne. Zawieszony parlament został zwołany po raz kolejny dnia 5 marca 1914, jednakże po jednodniowym posiedzeniu obrady zostały odroczone w celu przeprowadzenia prób ugody między Niemcami i Czechami. Bezskutecznie, obrady zaś zostały odroczone na czas nieograniczony. Mówiło się również o jego rozwiązaniu lub ponownym otwarciu obrad w listopadzie lub grudniu 1914.

#### Koło Polskie
Posłowie reprezentujący Polaków w parlamencie austriackim zrzeszeni byli w Kole Polskim. W ostatniej kadencji parlamentu austriackiego Koło Polskie często zmieniało swoich prezesów. Do ostatnich jego kierowników należeli: Stanisław Łazarski, Leon Biliński, Juliusz Leo, Jan Goetz, Jerzy Baworowski i Tadeusz Tertil. Wśród wybitniejszych członków Koła Wincenty Witos wymienia Włodzimierza Kozłowskiego, stałego referenta budżetu wojskowego, Władysława Leopolda Jaworskiego, Stanisława Głąbińskiego, Aleksandra Skarbka, Andrzeja Lubomirskiego z Przeworska, Henryka Kolischera, Natana Loewensteina, Leona Halbana, Antoniego Wodzickiego, Ignacego Rosnera, Bernarda Sterna, burmistrza Buczacza Ignacego Steinhausa, Dawida Abrahamowicza, Cezarego Hallera, Rudolfa Galla, Hipolita Śliwińskiego oraz Antoniego Matakiewicza i jego kolegę Jana Potoczka. Posłowie Stronnictwa Ludowego zrzeszeni w Kole Polskim byli reprezentowani przez Jana Stapińskiego, Jakuba Bojkę, Andrzeja Kędziora, Włodzimierza Tetmajera, Andrzeja Średniawskiego, Władysława Długosza, Mikołaja Reya, Zygmunta Lasockiego, Jana Siwulę, Stanisława Białego, Józefa Jachowicza, Klaudiusza Angermana, Antoniego Bombę, Józefa Rusina, Antoniego Banasia, Jana Kubika, Stanisława Śmiłowskiego, Ignacego Wróbla, Adama Ruebenbauera, Marka Łuszczkiewicza, Jana Łyszczarza, Jakuba Madeja, Michała Jedynaka, Antoniego Lewickiego i Wincentego Myjaka.
Pozycja Stronnictwa Ludowego w Kole Polskim, jako największego klubu i posiadającego szerokie poparcie w społeczeństwie, była bardzo silna. To skonsolidowanie stronnictw polskich w Kole przyczyniło się zaś walnie do umocnienia społeczeństwa polskiego, co w perspektywie takich wydarzeń jak wojna światowa i tworzenie odrodzonego państwa polskiego miało niebagatelne znaczenie. Przynależność Stronnictwa Ludowego do Koła Polskiego dawała jego posłom możliwość skuteczniejszego wpływania na rząd centralny oraz władze krajowe. Koło Polskie, jako stronnictwo parlamentarne o znaczącej liczbie członków i popierające rząd, miało zagwarantowany wpływ na obsadzanie różnych urzędów i stanowisk o charakterze politycznym. Desygnowało ono między innymi ministra dla Galicji. W tej kadencji zanosiło się do zmiany na jego stanowisku, a posłom ludowym przypadło w udziale wysunięcie swojej kandydatury. Ministrem dla Galicji z ramienia Stronnictwa został poseł Władysław Długosz, choć początkowo oficjalnym kandydatem był poseł Ignacy Wróbel.
Wybór Władysława Długosza na stanowisko ministra dla Galicji był początkiem końca dotychczasowej polityki Stronnictwa Ludowego kształtowanej przez Jana Stapińskiego. Także wybory do sejmu krajowego we Lwowie, które dla kurii gmin wiejskich rozpisano na dzień 30 czerwca 1913, przyniosły pomimo ponownego wyboru Witosa na posła odwrócenie się zwolenników Stronnictwa Ludowego od polityki prowadzonej przez Stapińskiego. Efektem jego polityki było obsadzenie przez Stronnictwo Ludowe tylko 14 mandatów we lwowskim sejmie.

### Rozłam w Stronnictwie Ludowym
Przyczyną rozłamu w Stronnictwie Ludowym na gruncie wiedeńskim było niezrozumiałe dla większości posłów Stronnictwa zasiadających w Kole Polskim zachowanie Jana Stapińskiego wobec nowo wybranego ministra dla Galicji, Władysława Długosza. Pomimo początkowego rozczarowania jego wyborem po pewnym czasie sytuacja uległa całkowitemu odwróceniu, gdyż minister Długosz wykazywał się wielką pracowitością i dbałością o interesy kraju, zwłaszcza drobnego rolnictwa. Jego praca uwieńczona licznymi sukcesami spotykała się z uznaniem, zwłaszcza ze strony chłopów. Dziwić zatem musiały członków Stronnictwa zarzuty o niekompetencji, które zaczął wysuwać Stapiński pod adresem ministra Długosza, który w klubie zdobywał coraz większą popularność w przeciwieństwie do osoby Stapińskiego, któremu przypisywano krętactwo i tendencje do kreowania intryg. Rozpoczęła się cicha i zacięta walka. Minister Długosz, nie będąc dłużnym ówczesnemu prezesowi Stronnictwa, rozpoczął rozpowszechnianie nowych wiadomości związanych z jego dotychczasowym postępowaniem w klubie. Minister Długosz oskarżał otwarcie prezesa Stapińskiego o jawną zdradę chłopów i Polskiego Stronnictwa Ludowego oraz łapownictwo. Witos w obecności posłów Tetmajera oraz Średniawskiego dowiedział się także od ministra Długosza o uzyskanych korzyściach majątkowych w wysokości 80 000 koron, które Stapiński miał otrzymać od rządu za pośrednictwem konserwatystów krakowskich, m.in. prof. Leopolda Jaworskiego w zamian za ustępstwa i koncesje polityczne poczynione w ostatnich latach i za zobowiązanie się do popierania ich polityki w przyszłości. Długosz oskarżał także Stapińskiego o szantaż.
Witos oraz posłowie Tetmajer i Średniawski wraz z ministrem Długoszem postanowili opracować plan działania mający na celu odsunięcie Stapińskiego od kierownictwa partią. Okazją do przeprowadzenia tej akcji było najbliższe posiedzenie klubu, na którym członkowie Stronnictwa zasiadający w parlamencie austriackim mieli za zadanie wybrać dwóch członków do delegacji wspólnych parlamentów austriackiego i węgierskiego. Wybór do delegacji był uważany za zaszczytne wyróżnienie. Stapiński zgłosił swoją kandydaturę i pewny swojego wyboru wyszedł z zebrania, nie czekając do końca głosowania. Jednak większość członków Stronnictwa, poinformowana o zamiarze odsunięcia Stapińskiego od prezesury klubu, jako delegatów wybrała posłów Tetmajera i Bombę. Spisek wyszedł na jaw, a jego efektem było natychmiastowe złożenie prezesury przez Stapińskiego. Ponowne zebranie klubu przyjęło rezygnację Stapińskiego i dokonało wyboru nowego prezesa, którym został Andrzej Średniawski.
Natychmiast po dokonanym w Wiedniu puczu Stapiński, mając jeszcze za sobą wielu zwolenników w kraju i dobrze rozwinięty aparat organizacyjny, zwołał do Rzeszowa na dzień 13 grudnia 1913 Radę Naczelną klubu jako jej prezes. Organ ten, jako ciało najbardziej odpowiednie w Stronnictwie Ludowym do podejmowania wiążących decyzji, miał zadecydować o jego dalszym losie. Także i tym razem Witos i inni posłowie Stronnictwa przeciwni polityce Stapińskiego obawiali się podstępu. Witos obawiał się, iż posiedzenie to poprzedzone wielką robotą mobilizacyjną zostanie zdominowane przez przepłaconych ludzi Stapińskiego. Istotnie tak się stało i w oznaczonym dniu sala, w której miało się odbyć zebranie, wypełniona była podstawionymi przez Stapińskiego agitatorami.
Po przemowie Stapińskiego, w której zaznaczył swoje liczne zasługi dla Stronnictwa i chłopów oraz przyznał się do brania łapówek głos, zabrał minister Długosz. W swojej przemowie zarzucił Stapińskiemu m.in.: odstąpienie od postulatów Stronnictwa dotyczących reformy wyborczej, podpisanie w styczniu 1913 roku kompromisu między Prawicą Narodową i Polską Demokracją a PSL bez wiedzy i upoważnienia klubu parlamentarnego Stronnictwa Ludowego, w którym zgodził się na zmniejszenie mandatów chłopskich z 36 do 32, akceptację, mimo sprzeciwu Stronnictwa, kurii średniej własności, ustawową petryfikację obszarów dworskich lub też 25% opust podatkowy na rzecz obszarów dworskich na wypadek połączenia z gminami oraz podpisanie dodatkowej deklaracji w pierwszych dniach lutego 1913 roku, w której zgodził się na petryfikację rad powiatowych. Minister Długosz zarzucił także Stapińskiemu przyjęcie w styczniu i lutym 1913 roku kwoty 80 000 koron w trakcie podpisywania układów kompromisowych i zobowiązanie się do popierania rządu, ministra Zalewskiego i namiestnika Bobrzyńskiego oraz polityki Prawicy Narodowej. Minister Długosz dodatkowo oskarżył Stapińskiego o uzyskiwanie korzyści majątkowych z dostarczania towarzystwu okrętowemu Canadian-Pacific polskich chłopów.
Po tym wystąpieniu na sali zaległa cisza, jednakże demoralizujący wpływ Stapińskiego sięgał głęboko, gdyż po krótkiej naradzie zarówno Witos, jak i pozostali przeciwnicy Stapińskiego postanowili nie zabierać więcej głosu, lecz przejść od razu do głosowania. Jak się okazało Stapiński jako prezes Stronnictwa otrzymał wotum zaufania większości zebranych członków sfałszowanej Rady Naczelnej Stronnictwa Ludowego. Witos wraz z innymi przywódcami puczu złożył stosowne oświadczenie i wyszedł z sali. Rozłam w Stronnictwie Ludowym stał się faktem.

### Powstanie PSL „Piast”
Kongres założycielski nowej partii został wyznaczony na dzień 2 lutego 1914. Poprzedzony został szeroko zakrojoną pracą organizacyjną komitetu tymczasowego, którego celem było ogarnięcie jak najszerszej połaci kraju w celu utrzymania ludzi i przygotowania odpowiedniego gruntu dla nowego stronnictwa. Plan pracy obejmował wszystkie powiaty Galicji zachodniej oprócz tych, w których wpływy Stapińskiego były znaczne. Ustalono, iż nowe stronnictwo będzie nosiło nazwę „Piast” i taką samą nazwę będzie nosił jego organ prasowy.
Na kongresie założycielskim zjawiło się około trzech tysięcy uczestników z czterdziestu kilku powiatów. Do ugrupowania przystąpił także Jan Dąbski. Witos wygłosił referat polityczny, w którym przedstawił program nowego stronnictwa i jego stosunek do wielu zagadnień społecznych, ekonomicznych i narodowych. Na kongresie tym wybrano Radę Naczelną składającą się z 46 członków. Po ukonstytuowaniu się nowej Rady Naczelnej nastąpił wybór jej władz. Prezesem został Jakub Bojko, wiceprezesami Wincenty Witos i Jan Babicz, sekretarzami zaś Gabriel Dubiel i Jan Dąbski.

#### Rezolucje Wincentego Witosa
Na kongresie założycielskim nowej partii Wincenty Witos przedstawił w swoim referacie podstawy programowe nowego stronnictwa. Brzmiały one następująco:

Kongres PSL, stając na gruncie programu ludowego, uznaje, że najwyższe wiecznie żywe prawo narodu polskiego do budowania niepodległej Polski Ludowej powinno być punktem wyjścia i ośrodkiem wszelkich dążeń i praw ludu polskiego, w PSL zorganizowanego.
Polskie Stronnictwo Ludowe budzić będzie w ludzie polskim świadomość państwotwórczą i dążności niepodległościowe, aby ten lud stał się czynnikiem świadomym i odpowiedzialnym w polityce polskiej, zdolnym do organizowania jej.
Przeciw Wszelkim zamachom na całość naszego samorządu, lub przeciw podziałowi Galicji na część polską i ruską PSL opowiada się jak najbardziej stanowczo i zamachy takie odeprze jak najenergiczniej.
Celem utrzymania siły i reprezentacji polskiej w państwie austriackim uważa kongres PSL solidarność reprezentacji polskiej za rzecz konieczną, a próby rozbicia Koła Polskiego, które dziś ma większość demokratyczną, wychodzą tylko na korzyść konserwatystów i czynników, którym zależy na osłabieniu naszej delegacji wiedeńskiej. Wobec rządu PSL zachowa stanowisko zupełnie niezależne, a stosunek swój do konieczności państwowych uzależniać będzie zawsze od uwzględnienia przez rząd konieczności narodu i ludu polskiego.
W taktyce politycznej uważa PSL za jedynie dopuszczalną politykę narodową, jawną, idącą po linii dążeń ludu i stwierdza, że polityka brudnych dróg, przekupstw i samowładztwa szerzy w masach ludowych spustoszenie moralne, podkopuje organizację ludową i polityce polskiej przynosi niepowetowaną szkodę i hańbę wobec Europy.

Rezolucje te zostały przez Kongres PSL przyjęte jednomyślnie.

### Ostatni sejm galicyjski
Po rozłamie w Stronnictwie Ludowym i utworzeniu PSL „Piast” klub poselski Stronnictwa Ludowego zmniejszył się liczebnie z 14 do 12 członków. Pracy sejmowej nie ułatwiały także zobowiązania, które w imieniu klubu poselskiego przyjął były już członek klubu Stapiński. Z członkostwa zrezygnował także poseł Jędrzej Bosak. Pewne ułatwienie pracy nastąpiło po dymisji namiestnika Bobrzyńskiego. Nowym namiestnikiem został były minister skarbu Witold Korytowski, w ocenie Wincentego Witosa człowiek bardziej reakcyjny niż namiestnik Bobrzyński, będący przedstawicielem najbardziej konserwatywnego skrzydła w sejmie, tzw. „Podolaków”.
Dnia 14 lutego 1914 został zwołany sejm galicyjski na sesję nadzwyczajną. Miał on za zadanie przyjąć uchwały, które od dłuższego czasu opracowywał Subkomitet do spraw reformy prawa wyborczego. Celem jego działania było ustalenie zasad reformy prawa wyborczego oraz podział mandatów między dwa narody – Polaków i Rusinów, poszczególne kurie i okręgi. Sejm ten miał za zadanie, dzięki ustaleniu nowego podziału mandatów w sejmie pomiędzy dwa narody, doprowadzić do końca konfliktu pomiędzy nimi. Sama reforma prawa wyborczego wprowadzała dość daleko idące zmiany na lepsze. Wprowadzała rozszerzone prawo wyborcze dla kurii gmin wiejskich i zwiększała dość znacznie liczbę posłów chłopskich, zwłaszcza w zachodniej części kraju. Podnosiła ogólną liczbę mandatów chłopskich w stosunku do całości sejmu. Na żądanie Stronnictwa Ludowego podniesiono liczbę mandatów dla kurii gmin wiejskich do 67, z czego chłopi polscy na zachodzie mieli otrzymać 36, o 6 więcej niż żądał Stapiński. Usunięto także kurię średniej własności.
Sejm ten po przyjęciu uchwał dotyczących zmiany ordynacji wyborczej, został rozwiązany i ustalono nowy termin wyborów na dzień 7 października 1914 lub względnie 14 października 1914 w razie potrzeby. Stało się to już po zamachu na arcyksięcia Ferdynanda dnia 28 czerwca 1914.

### I wojna światowa
Zabójstwo arcyksięcia Ferdynanda przez serbskiego zamachowca nie spowodowało natychmiastowych działań odwetowych ze strony Austrii. Spodziewano się raczej utrzymania pokoju toteż po kilku dniach od zamachu sytuacja w kraju uspokoiła się i partie polityczne przystąpiły do gorączkowych przygotowań przedwyborczych. Dla odnowionego Stronnictwa była to gra o wielką stawkę, gdyż wybory te miały przesądzać za kim polska wieś się opowie – za PSL „Piast”, za Stapińskim czy konserwatystami. Wincenty Witos, przygotowując PSL „Piast” do walnej rozprawy ze Stapińskim, zaczął dobierać kandydatów, zbierać fundusze na działalność partii i objeżdżać powiaty, w których jego partia rozporządzała znacznymi siłami. Zdarzały się jednak głosy, iż lepiej zaniechać tej roboty, gdyż wojna wybuchnie na pewno. Z biegiem czasu coraz więcej ludzi spotykanych podczas odbywanych spotkań przedwyborczych wieszczyło o nadciągającej wojnie. W końcu, jak pisze w swoich wspomnieniach Wincenty Witos:

Gdy taką rozmowę kończyłem w jednym z miast powiatowych, zatrzymawszy się jeszcze z kilkoma wpływowymi chłopami z powiatu, którzy wylewali żale na dotychczasowego posła, otworzyły się gwałtownie drzwi maleńkiego pokoju, w którym odbywaliśmy zebranie. Wtłoczyło się przez nie kilkunastu zdyszanych chłopów krzycząc jeden przez drugiego: „Rany boskie, wojna!”. Skoczyliśmy na równe nogi. Chłopi jedni pchali się jeszcze do pokoju, inni odchodzili do koni i wozów niepewni, czy tej wojny nie ma już gdzieś blisko. Pozbierawszy papiery i notatki, za parę minut wyszedłem na miasto. Tam już wrzało niesłychanie, ludzie latali, zwoływali się, zaprzęgali konie do wozów, uciekali z szynków i sklepów, opowiadali jeden drugiemu, choć nikt nic pewnego nie wiedział.
Poszedłem z paru chłopami do starostwa, ażeby się tam prawdy dowiedzieć. W starostwie był rwetes niewiele mniejszy niż na rynku. W odpowiedzi na moje pytanie urzędnik starostwa, do którego się zwróciłem, pokazał mi pismo cesarza Franciszka Józefa, z datą o ile pamiętam, 28 lipca, skierowane do prezydenta ministrów hr. Stürgkha, notyfikujące wojnę z Serbią. Między nadeszłymi do starostwa papierami był też manifest cesarza: „Do moich ludów”.

Wybuch wojny światowej spowodował wśród odpowiedzialnych polityków i kierowników polskiej opinii publicznej nowe trudności. W tej nowej sytuacji spoczywało na nich zrealizowanie obowiązku, ażeby sprawa polska osiągnęła w toczącym się konflikcie jak największą korzyść. Sposoby prowadzenia polityki zgodnej z dążeniami społeczeństwa polskiego do niepodległości w zaistniałej sytuacji nie mogły być realizowane poprzez parlament, gdyż poprzez toczone działania wojenne był on całkowicie sparaliżowany, a cała niemal władza przeszła w ręce wojskowości i rządzącej kliki, które to czynniki jak się później okazało nie były Polakom przychylne. Czas ten wymagał zatem oparcia o jedyny pewny czynnik, jakim było jednolicie nastawione społeczeństwo polskie. Jedyną trudnością w zorganizowaniu skoordynowanej akcji była duża rozbieżność poglądów oraz rozbicie partyjne.

#### Naczelny Komitet Narodowy
Organem powołanym do realizacji zadania konsolidacji możliwie całego społeczeństwa we wszystkich zaborach było Koło Polskie i jego prezydium na czele z jego prezesem, dr. Juliuszem Leo, prezydentem Krakowa, który uchodził za człowieka mądrego i energicznego. Na dzień 15 sierpnia 1914 zostało zwołane w sali rady miejskiej w Krakowie posiedzenie komisji parlamentarnej Koła Polskiego, na którym Leo przedstawił sprawozdanie z podróży do Wiednia i rozmów tam przeprowadzonych. Efektem jego podróży była deklaracja Franciszka Józefa o jego pozytywnym nastawieniu do samodzielnej akcji wojskowej Polaków, jednakże rząd uważał to jako pożądaną pomoc, dającą pewną liczbę bagnetów.
Wiadomości te wywołały ogólne rozgoryczenie i zdziwienie oraz stały się zarzewiem do łączenia się rozbieżnie działających organizacji m.in. Komisji Skonfederowanych Stronnictw Niepodległościowych i Centralnego Komitetu Narodowego. Obradująca komisja parlamentarna uchwaliła następujące wnioski: 1) Dla zespolenia sił narodowych, koniecznego w obecnej chwili, utworzyć jedną jawną organizację narodową. 2) Przez tę organizację przystąpić do utworzenia legionów jako siły zbrojnej polskiej, na razie dwóch, a to jednego w zachodniej, drugiego we wschodniej części kraju. Mają one, według słów uchwały, pod polską komendą w ścisłej łączności z naczelnym dowództwem armii austro-węgierskiej pójść w bój, ażeby na szalę wojny rzucić także godny narodu polskiego czyn, jako warunek i zadatek lepszej dla niego doli.
Drugiego dnia odbyło się plenarne posiedzenie Koła Polskiego, na którym zatwierdzone zostały uchwały komisji parlamentarnej i tekst odezwy do narodu wzywający go „do wspólnego największego wysiłku i czynu”. Tego samego dnia odbyły się narady, w wyniku których doszło do zjednoczenia wszystkich stronnictw politycznych w Galicji działających na gruncie narodowym i utworzono Naczelny Komitet Narodowy. Na jego czele stanął prezes Koła Polskiego, dr Juliusz Leo. Wincenty Witos został wybrany jednym z dwóch wiceprezesów sekcji zachodniej.
Początkowy zapał, jaki towarzyszył powstaniu NKN został szybko ostudzony. Prezes dr Leo nadal nie mógł podać nic konkretnego w związku ze stanowiskiem rządu austriackiego w sprawie polskiej. Odezwa zarówno Koła Polskiego, jak i Naczelnego Komitetu Narodowego po przeminięciu pierwszych uniesień zaczęła budzić zastrzeżenia, nawet wśród jej sygnatariuszy. Uważano, iż NKN wziął na siebie zbyt dużą odpowiedzialność wobec narodu, nie dając mu w zamian żadnych gwarancji, czy jego ofiary i wysiłki nie będą zmarnowane. Czarę goryczy, przelała debata na posiedzeniu sekcji zachodniej NKN dnia 22 sierpnia 1914 w sprawie stanowiska stronnictw polskich w Królestwie oraz zbrodni niemieckiej dokonanej na mieszkańcach Kalisza i Częstochowy. Na tym samym posiedzeniu prof. Surzycki przedstawił członkom NKN wieści z Królestwa, z których wynikało iż większa część organizacji działających w Królestwie potępia działalność Naczelnego Komitetu Narodowego i jego austriacką koncepcję odzyskania niepodległości. Memoriał realistów i Narodowej Demokracji potępiał proklamację koła sejmowego z dnia 16 sierpnia i wskazywał, iż „tylko zwycięstwo koalicji daje Polakom widoki zjednoczenia wszystkich ziem polskich z dostępem do Bałtyku”. Jak pisze Wincenty Witos: Pod wpływem różnych nowych wypadków szły też dalsze zmiany w poglądach. Ludzie zaczęli się pytać jedni drugich, czy to wszystko nie jest wielką i szkodliwą farsą, która się musi katastrofalnie skończyć. Nawet na głębokiej wsi chłopi kiwali głowami, zastanawiając się, czy nie lepiej byłoby wszelkiej roboty zaniechać. Rozumowano, że przecież nie może być możliwa wspólna walka o najważniejsze ideały i kulturę z tymi, co wywołali Wrześnię, wprowadzili wywłaszczenie, pozbawiając drogą gwałtu Polaków ich odwiecznej własności, kierując się w stosunku do nich bezprawiem i brutalnymi metodami.
Pomimo ofiarności, jaką ludność Galicji się wykazała, przekazując znaczne sumy na działalność Komitetu, zapał wśród ludności dla realizowanej przez niego idei ostygł. Wynikało to z bierności i dalszego postępowania rządu austriackiego, odmiennego stanowiska zarówno Królestwa, jak i Poznańskiego, ale także działalności różnych działaczy socjalistycznych i drużyn strzeleckich wobec chłopów w Królestwie. Już 27 sierpnia naczelny wódz odrzucił następujące żądania prezesa NKN: przysięga legionów na wolność Polski, traktowanie ich jako jednej całości, wpływ NKN na użycie legionów przeciw Rosji na ziemiach polskich, odpowiednie uzbrojenie jednostek bojowych. Następnie legiony zostały podzielone, a gdy ofensywa rosyjska zbliżała się pod Kraków, pułki 2 i 3 zostały wysłane na Węgry, gdzie wielu legionistów poniosło śmierć. Następnie o postępowaniu legionów w Królestwie Wincenty Witos pisze w sposób następujący: Na dobitek złego, niektóre oddziały legionowe wcale się u ludności dobrze nie zapisały. Dotyczyło to szczególnie żandarmerii legionowej, która na terenie niektórych powiatów Królestwa nie gorzej od Madziarów chłopów katowała, a nawet wieszała. Odbiło się to silnym echem po kraju, a dotarło także do NKN, który się zbytnio tą sprawą nie przejął. Szczególnym okrucieństwem miał się odznaczać wielki piłsudczyk Kostek Biernacki, komendant żandarmerii legionowej. I dalej: Niektóre oddziały legionistów zrażały ogromnie ludność rekwizycjami bezwzględnymi i zachowaniem się przy nich. Najgorzej dawali się we znaki legioniści pochodzący z miasta, którzy sobie używali na „chamach”, opowiadając przy tym o ofiarach krwi i poświęceniu, jakie oni robią. Ich też najwięcej na wsi nienawidzono i najbardziej lekceważono, nazywając zwykle „gołębiarzami”. Ani się ludzie biedni nie domyślali, że ci „gołębiarze” to przyszli udekorowani, uprzywilejowani obywatele, trzęsący nimi i państwem.
Nowym problemem, który stał się zarzewiem pierwszego rozłamu, była niechęć wielu legionistów do składania przysięgi według formuły austriackiego pospolitego ruszenia, która czyniła faktycznie polskie siły zbrojne jedynie częścią austriackiej armii. Tak się też stało z legionem wschodnim, który wyruszywszy ze Lwowa na Kraków, wskutek postępów armii rosyjskiej w sile 4000 żołnierzy powiększył się następnie w drodze do Jasła i Mszany Dolnej o kolejne 2000 ochotników. Na miejscu jednak okazało się, iż formułę tą złożyło 900 ludzi na czele z Józefem Hallerem. Legion Wschodni w zaistniałej sytuacji przestał istnieć. Wypadki te doprowadziły do pierwszego rozłamu w łonie NKN na posiedzeniu, które odbyło się w dniu 20 października 1914. Po żarliwej dyskusji przyjęto uchwałę małą większością głosów o przeciwstawieniu się rozwiązaniu legionu wschodniego oraz osobom odpowiedzialnym za zaistnienie całej sytuacji.
W związku z treścią uchwał i tonem dyskusji tego dnia złożyli swoje członkostwo w NKN: Głąbiński, Cieński, Skarbek, Vogel, Rozwadowski, Lubomirski, Surzycki, Stroński i Witold Czartoryski, co w praktyce oznaczało rozbicie się Komitetu, gdyż osoby te reprezentowały znaczne siły w społeczeństwie polskim tj. Narodową Demokrację, Podolaków, autonomistów, centrum i grupę krakowskiej „Rzeczypospolitej”. PSL „Piast” zachowało się do całej sprawy z rezerwą.
Działalność Wincentego Witosa w Naczelnym Komitecie Narodowym przyczyniła się w głównej mierze do życzliwego usposobienia chłopów wobec działalności NKN i podległych tej organizacji Legionów. Jak sam pisze w swoich wspomnieniach: Zaraz od rozpoczęcia akcji legionowej pracowałem dla niej nie tylko z obowiązku, ale także z głębokiego przekonania. Dla niej też usposabiałem jak najżyczliwiej chłopów, a często moje słowo i życzenia równały się rozkazowi u nich. Tym się też w pewnej mierze tłumaczy bardzo silny udział synów chłopskich w legionach. Działania wojenne, represje wobec ludności cywilnej stosowane przez wojsko niemieckie i austriackie oraz oskarżenia władz austriackich o sprzyjanie Polaków zamieszkujących Galicję wojskom rosyjskim doprowadziły do całkowitego upadku poparcia w społeczeństwie polskim dla idei możliwości odrodzenia państwowości polskiej w oparciu o Austrię i Niemcy. Na niekorzyść postulatów głoszonych przez NKN wpływały dalsze zarządzenia rządu austriackiego. W kwietniu 1917 roku rząd wiedeński wystąpił z projektem wprowadzenia języka niemieckiego jako państwowego i obowiązującego we wszystkich krajach wchodzących w skład państwa austriackiego.
Wśród przedstawicieli PSL „Piast” w zaistniałej sytuacji powzięto decyzję o zupełnym wyjaśnieniu sprawy dalszego funkcjonowania NKN. Na zwołanym przez Wincentego Witosa, dnia 6 maja 1917 roku do Krakowa posiedzeniu parlamentarnego i sejmowego klubu posłów oprócz innych uchwał i dyskusji powzięto także rezolucję dotyczącą Naczelnego Komitetu Narodowego, która w treści swojej brzmiała: Posłowie sejmowi i parlamentarni PSL „Piast” przyjmują do wiadomości uchwałę komisji wykonawczej NKN o postanowionym rozwiązaniu NKN. Z uwagi, że istnieje zamiar dalszego podtrzymania NKN, do czego PSL „Piast” ręki nie przyłoży i żadnej odpowiedzialności za działalność NKN nie przyjmuje, Klub Posłów sejmowych i parlamentarnych PSL odwołuje niezwłocznie swoich zastępców z NKN. Opieka nad legionistami i ich rodzinami, która musi przeżyć NKN, winna być oddana osobnemu stowarzyszeniu, opartemu na jak najszerszych podstawach, a wszelkie fundusze NKN powinny być temu, mającemu powstać towarzystwu opieki w całości oddane.

#### W Kole Polskim
Po uchwale podjętej w sprawie wycofania się ludowców z NKN jako siły politycznej reprezentującej największą część społeczeństwa polskiego w Galicji prezes Koła Polskiego, p. Biliński zwołał jego posiedzenie na dzień 14 maja 1917 roku. Spotkanie to okazało się punktem zwrotnym w dotychczasowej polityce Koła. PSL „Piast” opierając się na powziętej dnia 6 maja uchwale poprzez usta posła Kędziora oświadczyło, iż sprawa wyodrębnienia Galicji staje się bezprzedmiotowa i w obecnej sytuacji ważniejszą sprawą jest całość i niepodległość Polski. Wincenty Witos na tym posiedzeniu oświadczył w imieniu ludowców, iż należy w tej sytuacji zwołać w najbliższym czasie do Krakowa Polskie Koło Sejmowe, w którego skład wchodzili posłowie polscy do parlamentu austriackiego, członkowie Izby Panów i posłowie na sejm galicyjski. Zespół ten miał za zadanie powziąć postanowienia, odpowiadające pragnieniom całego narodu i stosowne do powagi chwili obecnej.
Na tym posiedzeniu po dwóch dniach burzliwych debat, dnia 16 maja przyjęto rezolucję posła Tetmajera, która najbardziej wyrażała wolę narodu, a która głosiła, iż jedynym rozwiązaniem sprawy polskiej jest utworzenie niezależnego państwa polskiego, złożonego ze wszystkich ziem polskich z dostępem do morza. Rezolucja ta w dużej mierze była zasługą współdziałania PSL „Piast” z niektórymi posłami z Narodowej Demokracji i została ogłoszona za obopólnym porozumieniem. Rezolucja ta przeszła przez głosowanie niedużą liczbą głosów – głosami narodowej demokracji, ludowców i socjalistów oraz głosami kilku posłów innych grup, którzy wyłamali się spod solidarności partyjnej.
Uchwała ta, aby móc nabrać sankcji najwyższej instancji politycznej i narodowej musiała zostać przegłosowana przez Polskie Koło Sejmowe. W tej sytuacji rząd austriacki poprzez Polaków ministrów czynił wszelkie wysiłki, aby uniemożliwić do jej uchwalenia przez Koło Sejmowe. Obawy te odnosiły się zwłaszcza do Izby Panów, którego członkowie, w większości dawne dworskie ekscelencje, dla których cesarz, jego wola i życzenie rządu były jeszcze najwyższym prawem. W rozpoczęciu obrad, które wyznaczono na dzień 27 i 28 maja 1917 roku stanęły na przeszkodzie, przyczyny o charakterze formalnym – mianowicie czy posłowie rozwiązanego niedawno sejmu galicyjskiego mogą brać w obradach udział na równych prawach czy jako goście. Wyrażono zgodę na nadanie im równych praw. Kolejnym problemem powstrzymującym zebranych przed rozpoczęciem obrad było otoczenie magistratu krakowskiego, w którym odbywało się zebranie kordonem policji pieszej i konnej nie dopuszczając tym samym publiczności do gmachu, jak i placu do niego przylegającego. Okazało się, iż służby policyjne zostały postawione w stan gotowości na prośbę klubu konserwatystów i niektórych posłów demokratycznych blisko związanych z konserwatystami i rządem. Wincenty Witos wraz z innymi przedstawicielami stronnictw biorących udział w zebraniu podjęli decyzję o nierozpoczynaniu obrad, do momentu aż policja nie zostanie usunięta z gmachu, jak i z dziedzińca, na którym ulokowano silne oddziały.
Jak pisał w swoich wspomnieniach Wincenty Witos:

Sytuacja stawała się niesłychanie napięta i gorąca. Rząd wiedeński został telefonicznie powiadomiony o panującym wzburzeniu i naprężeniu wśród ludności Krakowa i dopiero po długim naleganiu zgodził się, ażeby policję spod magistratu usunąć. Wtenczas już bez przeszkód dopłynęła pod magistrat dalsza ogromna fala publiczności, łamiąc trzymające się jeszcze w oddali kordony policyjne. Dziesiątki tysięcy ludzi zaległo plac Wszystkich Świętych, korytarze i dziedzińce magistratu, gniotąc się w niesłychany sposób, stało wznosząc bezustannie okrzyki przyjazne pod adresem koła i jego poszczególnych członków, domagając się rozpoczęcia obrad. Konserwatyści, którzy wprowadzenie policji nawet w tym czasie uważali za rzecz nie tylko naturalną, ale nawet konieczną, złożyli przed rozpoczęciem obrad oświadczenie, w którym stwierdzili, iż nie mogą brać odpowiedzialności ani za obrady, ani też za ich wyniki, gdyż odbywają się pod terrorem ulicznego motłochu. Na protest ten jednak nie zważano, lecz przystąpiono do obrad.

Przewodnictwo nad obradami przejął dr Łazarski, który został prezesem Koła po rezygnacji p. Bilińskiego wskutek uchwał powziętych dnia 16 maja. Po otworzeniu obrad rozpoczęły się długie dyskusje, podczas których zebrani wypominali sobie liczne błędy i przewinienia. Obrady miały charakter porachunków. Konserwatyści przyszli na obrady z zamiarem obalenia uchwały z dnia 16 maja. Kiedy jednak to okazało się niemożliwe, próbowali doprowadzić do zmian w jej treści. Przeciwnicy zarzucali im w sposób niezwykle silny sprzyjanie zaborczym rządom z niesłychaną szkodą dla kraju, przypominając o odpowiedzialności i następstwach, jakie ciążyły na każdym w tak ważnej dla narodu chwili.
W końcu obrona konserwatystów z budowana na słabych podstawach, opierająca się na kompromitujących i śmiesznych argumentach została przełamana. Widać było to nawet z tonu przemówień, aż w końcu niektórzy z posłów którzy poprzednio oświadczyli się przeciwko rezolucji z dnia 16 maja zmienili zdanie. Z ramienia PSL „Piast” przemawiał Wincenty Witos, oraz posłowie Tetmajer i Bojko. Po ukończeniu dyskusji rezolucja została poddana pod głosowanie i przeszła niemalże jednomyślnie. Przeciw niej odważyli się zagłosować jedynie posłowie – Dawid Abrahamowicz i książę Andrzej Lubomirski z Przeworska. Dalsze wypadki w Krakowie Wincenty Witos opisuje w sposób następujący:

Na drugi dzień odbyło się, już więcej tylko uroczyste i manifestacyjne, posiedzenie Polskiego Koła Sejmowego, na którym rezolucja Tetmajera została przyjęta jednomyślnie wśród niesłychanego entuzjazmu na sali. Tłumy ludności zebrane przed magistratem, gdy im podano do wiadomości zapadłe uchwały, prawie szalały z radości, wznosząc okrzyki na cześć zjednoczonej Polski – Koła Polskiego, twórców rezolucji, w pierwszym rzędzie posła Tetmajera, stronnictwa ludowego i różnych wybitniejszych, i więcej znanych posłów. Tłum ten nie wstrzymywany już przez nikogo udał się w pochodzie spod magistratu także przed redakcję „Piasta”, gdzie długo manifestował na cześć Stronnictwa i posłów, po czym odśpiewał: Nie rzucim ziemi...

Przyjęta przez Polskie Koło Sejmowe uchwała dnia 28 maja zrobiła piorunujące wrażenie na całym społeczeństwie polskim. Wiadomości o niej dotarły nawet do Poznańskiego, które przez wielu polityków tego okresu było dzielnicą przeznaczoną na pożarcie przez Niemcy. Uchwała ta dla jej mieszkańców stała się drogowskazem. Bardzo dobrze została przyjęta przez państwa koalicji, gdyż była wymownym sygnałem po czyjej stronie są sympatie i dążenia narodu polskiego. W rządzie austriackim zapanowało przerażenie i wielkie zaskoczenie. Nikt jednak nie łudził się, iż uchwała z dnia 28 maja będzie miała realne i widoczne następstwa. Stała się jednak ona osią wokół, której zaczęła się obracać polska polityka i zamknęła mało pożyteczne i pożądane dyskusje. Wyznaczała kierunek i drogę, o którą długo i daremnie pytała znaczna część społeczeństwa.
Podjęto też decyzję, iż rezolucja posła Tetmajera powinna zostać obwieszczona światu z trybuny parlamentarnej. Wybrano zatem w Kole Polskim osoby, które powinny zrobić to w sposób, który nie urażał by zbytnio uczuć zaborczego rządu. Mówcą wybrano prezesa Koła, posła Łazarskiego, który w sposób szczery wyjaśnił główne założenia rezolucji, jednakże gubiąc się w szczegółach nie zdołał istoty sprawy wyjaśnić w sposób na jaki ona zasługiwała. W sprawie rezolucji przemawiał także poseł Daszyński, jednakże pomimo używania dość silnych akcentów, była ona dość dużą niespodzianką, gdyż w swojej mowie poseł Daszyński dostęp do morza odrodzonej Polski ograniczył do wąskiego przesmyku skanalizowanej Wisły wpadającej pod Gdańskiem do Bałtyku. W tej sytuacji duża liczba posłów Koła Polskiego domagała się, aby Wincenty Witos również przemówił w tej sprawie chociaż nigdy tego nie robił z powodu nieznajomości języka niemieckiego.
W swoim przemówieniu z dnia 16 czerwca 1917 roku, wygłoszonym w całości po polsku, Wincenty Witos starał się podsumować i przedstawić wszystkie krzywdy wyrządzone ludowi polskiemu tak przez władze cywilne jak wojskowe zarówno austriackie, jak i niemieckie. Podkreślił także stanowisko narodowe Koła Polskiego powołując się na tradycję, historię i przeszłość narodu polskiego.

#### Związek Międzypartyjny
Rząd austriacki podjął starania, ażeby uchwały z dnia 28 maja nie tylko osłabić, ale i całkowicie obalić. Pod jego wpływem pierwsi z wyrażonej poprzez te uchwały woli narodu polskiego wycofali się konserwatyści wydając oświadczenie, iż głosowali oni za rezolucją pod naciskiem zebranego w trakcie obrad tłumu krakowskiego i z obawy o swoje życie. Tak samo Izba Panów, w której zasiadali w większości przedstawiciele skrzydła konserwatywnego nie miała dość odwagi na postawienie sprawy jasno i z wolą narodu polskiego. W zaistniałej sytuacji wśród miarodajnych kół politycznych, stojących otwarcie na pozycji realizacji powziętych kilka tygodni wcześniej uchwał podjęto decyzję o ich obronie w formie skonsolidowanej. Idąc tym śladem Polskie Stronnictwo Ludowe, Narodowa Demokracja i Zjednoczenie Narodowe podjęły decyzję o utworzeniu, na wzór działaczy z Królestwa, Związku Międzypartyjnego. Organizacja ta postawiła sobie za pierwszy cel dążenie wszelkimi siłami i środkami do utworzenia wolnej, niepodległej Polski, złożonej ze wszystkich ziem polskich z dostępem do morza, bez związku z kimkolwiek. Oznaczało to wspólne działanie nie tylko na gruncie Koła Polskiego i parlamentu, ale także wśród społeczeństwa na wsi i w mieście.
Istnienie formalnego porozumienia w celu obrony uchwał podjętych 28 maja 1917 roku zdało egzamin dojrzałości już z końcem sierpnia 1917 roku kiedy to przedstawiciele skrzydła konserwatywnego i demokraci polscy przystąpili do agitacji na rzecz utrzymania linii głoszonej przez Naczelny Komitet Narodowy, który przed kilkoma miesiącami został zmarginalizowany w oczach opinii publicznej po wycofaniu się z niego Polskiego Stronnictwa Ludowego, Narodowej Demokracji i innych mniejszych organizacji politycznych. Próby reaktywacji NKN przez konserwatystów były obliczone na przedstawienie dowodu rządowi wiedeńskiemu, iż rezolucja podjęta 28 maja została przez naród polski przekreślona. To się jednak nie udało. W dniu 2 września 1917 roku zwołano posiedzenie Koła Sejmowego w krakowskim ratuszu, na które przybyli licznie posłowie sejmowi, parlamentarni, jak i członkowie Izby Panów. Na posiedzeniu tym pierwszy zabrać miał głos prof. Jaworski, prezes rozbitego NKN w celu złożenia sprawozdania z jego działalności. Wincenty Witos od razy wystąpił jednak z wnioskiem formalnym. Pomimo sprzeciwu członków klubu konserwatywnego, prezes Koła Polskiego i przewodniczący obrad, p. Łazarski udzielił głosu Wincentemu Witosowi, który w swojej przemowie stwierdził: Stwierdzając, że NKN, który wedle uchwały z dnia 16 sierpnia 1914 r. miał składać się z przedstawicieli wszystkich stronnictw politycznych, nie może istnieć wobec tego, że szereg stronnictw do niego już nie należy i w przyszłości też należeć nie chce, Koło Sejmowe powierza Prezydium Koła Polskiego ustanowienie Komisji likwidacyjnej dla spraw NKN.
Wywiązała się długa i namiętna debata, w której wzięli udział m.in. Cezary Haller, Moraczewski, Śliwiński, Stapiński oraz ks. Okoń. Wiążące dla całej debaty okazało się jednak przemówienie hr. Zdzisława Tarnowskiego, w którym wystąpił przeciwko uchwale Koła Sejmowego z dnia 28 maja. Doprowadziło ono do rozbicia Koła Sejmowego. Wincenty Witos zabrał głos po raz drugi tego dnia, tym razem w obronie uchwał krakowskich po czym przedstawiciele wszystkich stronnictw złożyli deklaracje przeciwko oświadczeniu konserwatystów. Przedstawiciele Polskiego Stronnictwa Ludowego, posłowie narodowo-demokratyczni i członkowie Zjednoczenia Narodowego opuścili salę obrad w celu odbycia narady. W jej wyniku Związek Międzypartyjny wydelegował do złożenia stosownego oświadczenia dr. Bardla, które stwierdzało co następuje:

Polskie Koło Sejmowe, zwołane na dzień 2 września, miało za zadanie załatwienie sprawy rozwiązania tak zwanego NKN. Polskie Stronnictwo Ludowe, Narodowa Demokracja oraz Zjednoczenie Narodowe wypowiedziały się zaraz na początku posiedzenia, że NKN, który winien składać się z przedstawicieli wszystkich stronnictw faktycznie nie istnieje.
Tymczasem partia konserwatywna wykorzystała dzisiejsze posiedzenie Koła Sejmowego w tym celu, aby w sposób niegodny i tchórzliwy wyprzeć się uchwały z 28 maja br., będącej wyrazem całej Polski. Nie możemy pozwolić na to, aby dzisiejsze Koło miało być nadużyte do celów, nie mających nic wspólnego z porządkiem dziennym dzisiejszego posiedzenia i aby jedna partia polityczna mogła bezkarnie urągać opinii całego społeczeństwa polskiego i dlatego w dalszym posiedzeniu Koła Sejmowego udziału nie weźmiemy.
Równocześnie prosimy pana prezesa, aby wobec nieobecności znacznej większości członków Koła Sejmowego do dalszych obrad nie dopuścił i posiedzenia zamknął. W każdym razie protestujemy przeciwko dalszemu używaniu przez NKN nazwy „narodowy”, gdyż po wystąpieniu z niego przedstawicieli ludu polskiego nie ma Komitetu Naczelnego ani Narodowego.

W związku z wypadkami krakowskimi dymisję złożył prezes Koła Polskiego w Wiedniu, dr Łazarski. Nową sprawą więc został wybór prezesa. Przedstawiciele Związku Międzypartyjnego uznali za słuszne wysunięcie przedstawiciela Polskiego Stronnictwa Ludowego. W klubie poselskim PSL „Piast” opowiedziano się jednomyślnie za Wincentym Witosem. Jego kandydatura pomimo sprzeciwu samego zainteresowanego ze względu na brak znajomości języka niemieckiego została zgłoszona. Tłumaczono ją jako wyraźny symbol demokratyzacji społeczeństwa polskiego, a także dowód na to iż lud polski dorósł do tego, aby przewodzić polityce narodowej.
Dnia 23 września 1917 roku na posiedzeniu Koła Polskiego wybrano nowego prezesa. Obawy Wincentego Witosa przed podjęciem nowych obowiązków, które przerastały jego możliwości zostały jednak rozwiane, gdyż prezesem został ponownie dr Łazarski w trzecim głosowaniu, w wyniku porozumienia socjalistów z konserwatystami i demokratami polskimi.

#### Negocjacje pokojowe i traktaty brzeskie
W grudniu 1917 roku rozpoczęły się w Brześciu pertraktacje pokojowe między państwami centralnymi a bolszewikami, którzy przejęli władzę w Rosji w konsekwencji przewrotu (rewolucji październikowej), który obalił sprzymierzony z Ententą Rząd Tymczasowy. Zarówno Wiedeń, jak i Berlin były pewne dużych ustępstw ze strony bolszewików, ze względu na pomoc jaką otrzymali od Niemiec w dojściu do władzy w Rosji oraz trudności jakie napotykali w tym kraju. Ze względu, iż duże połacie okupowanych terenów Rosji zamieszkane były przez miliony Polaków, polskie społeczeństwo miało naturalne prawo do żądania, ażeby w układach brali udział także przedstawiciele Polski. Było to o tyle naturalne, gdyż w tym czasie sprawa niepodległości Polski nabrała wyraźnie charakteru międzynarodowego. W związku z tym dnia 29 grudnia 1917 roku Wincenty Witos zwołał posiedzenie klubu poselskiego PSL „Piast” do Krakowa celem zajęcia stanowiska i przygotowania planu działania. Ruch ten podyktowany był obawami, iż państwa centralne mogą z całą premedytacją pominąć kwestię polską przy zawieranych układach pokojowych. Społeczeństwu polskiemu podjęte na posiedzeniu uchwały wskazywały realne zagrożenie, jakie płynęło z potencjalnych decyzji podejmowanych w tym czasie w Brześciu. Obawy te nie były bezpodstawne. Chociaż uchwała z dnia 5 listopada 1916 roku włączała okupowane przez Niemcy i Austrię ziemie polskie w granice odrodzonego państwa polskiego to w układach pominięto przedstawiciela Polaków.
Kolejne posiedzenie klubu poselskiego PSL „Piast” zwołane do Krakowa na dzień 21 stycznia 1918 roku, na którym podjęto stosowne uchwały do czynu Niemiec i Austrii hańbiących dobre imię Polski i dążących do nowego rozkawałkowania ziem polskich, pozorując to postępowanie potrzebą uregulowania granic. Podjęte tego dnia uchwały zostały przesłane Kołu Polskiemu w Wiedniu, z żądaniem aby wnioski zatwierdzone w Krakowie zostały złożone w parlamencie w formie uroczystego oświadczenia. Informacje na temat układów prowadzonych w Brześciu wzbudziły wśród posłów polskich przebywających w Wiedniu konsternację i wielkie oburzenie. Posłowie konserwatywni wciąż jednak trzymali się starej wiary w dobroć cesarza. Dalsze wiadomości z Brześcia zburzyły jednak ich zapatrywania.
Zawarty 9 lutego 1918 traktat pokojowy pomiędzy państwami centralnymi a proklamowaną 22 stycznia 1918 Ukraińską Republiką Ludową przewidywał odstąpienie Ukraińskiej Republice Ludowej Chełmszczyzny z Chełmem i części Podlasia, a w tajnej klauzuli tego dokumentu Austro-Węgry zobowiązywały się do wyodrębnienia Galicji Wschodniej wraz ze Lwowem i Przemyślem jako osobnego (autonomicznego) kraju koronnego monarchii. Postanowienia traktatu, w którego stroną nie było Królestwo Polskie, stały się powodem masowego zrywu Polaków, którzy 18 lutego 1918 rozpoczęli ogólnonarodowy protest. Na całym obszarze Galicji i częściowo na Śląsku Cieszyńskim pomimo pozostawania kraju pod władza wojskową stanęły koleje, praca w urzędach, fabrykach i zakładach. W kościołach odbywały się nabożeństwa żałobne ze stosownymi kazaniami, wygłaszanymi odważnie przeważnie przez młodszych księży. W każdym zaś mieście, miasteczku i wsi odbywały się demonstracyjne wiece, na których mówcy w słowach najostrzejszych piętnowali postępowanie rządów austriackiego i niemieckiego. Liczni dygnitarze państwowi, Polacy, odsyłali zaś wprost do kancelarii cesarskiej w Wiedniu ordery i odznaczenia, zrzekali się nadanych im tytułów, w listach motywując swoje postępowanie. Stosowne oświadczenia wydało zarówno Koło Polskie, jak i polscy członkowie Izby Panów. Znakiem protestu przeciwko układowi brzeskiemu było też przejście 15 lutego 1918 linii frontu austriacko-rosyjskiego pod Rarańczą przez Polski Korpus Posiłkowy pod dowództwem Józefa Hallera. Oddziały korpusu połączyły się 6 marca z II Korpusem Polskim w Rosji. Na osobnym posiedzeniu Koło Polskie uchwaliło jednomyślnie uroczysty protest przeciw pokojowi brzeskiemu, który został odczytany w parlamencie austriackim w dniu 20 lutego 1918 roku.
Traktat ten wywołał wśród posłów Koła Polskiego znacznie silniejsze dążenia do współdziałania z innymi narodami słowiańskimi monarchii habsburskiej, jednakże, jak wspomina Wincenty Witos, ciągle na przeszkodzie stawały stare uprzedzenia i niechęć. Zarzucano Czechom samolubstwo, pozostawanie pod wpływami rosyjskimi, niechęć do Polaków i nieszczerość w postępowaniu. Wskazywano na liczne przykłady działań urzędników i oficerów czeskich, którzy nie różnili się niczym od Niemców.
Czesi też z największą zaciętością uderzali w gmach walącego się państwa austriackiego posiadając plan obmyślony do ostatnich szczegółów. Okazją do wprowadzenia go w życie były obchody pięćdziesięciolecia założenia kamienia węgielnego pod Teatr Narodowy w Pradze, które odbyły się w dniach od 13 do 17 maja 1918 roku. W dniach tych zorganizowali również nakładem niesłychanych sił i środków zjazd przedstawicieli wszystkich narodów słowiańskich pozostających pod panowaniem austriackim, a także i poza granicami tego państwa. Na zjazd zaproszono także Polaków, których z różnych części kraju przybyło ich około 60. Wśród nich był także Wincenty Witos. Między innymi wybitniejszymi politykami polskimi na zjazd przybyli także Bolesław Limanowski, Jan Kasprowicz i malarz Ludwik Stasiak. W zjeździe pomimo licznego przedstawicielstwa innych narodów słowiańskich – Słoweńców, Słowaków i Chorwatów, udziału nie wzięli Ukraińcy oraz Serbowie Łużyccy, ze względu na zakaz rządu niemieckiego. W zjeździe wzięli udział także przedstawiciele Włoch. Zjazd podzielony był na dwie części, pierwszą kulturalną oraz drugą – polityczną, która miała charakter tajny ze względu na obawy przed represjami ze strony rządu austriackiego. W trakcie publicznej uroczystości o charakterze kulturalnym z zebranych tłumów dość często słychać było okrzyki wznoszone przeciwko Austrii i rządowi oraz równocześnie wznoszono okrzyki na cześć prezydenta Masaryka. Na tajnych naradach przemawiali wszyscy polscy posłowie na czele z Wincentym Witosem oraz Bolesław Limanowski i Jan Kasprowicz. Tajne zebranie było zaś kontynuacją Kongresu Narodów Słowiańskich, który odbył się w Rzymie w pierwszej połowie kwietnia 1918 roku.
Tymczasem rząd austriacki rozpoczął działania mające na celu złamać dążenia Polaków do niepodległości. Rozpoczęły się szykany i prześladowania. W lipcu 1918 roku gen. Huyn wydał tajny okólnik do podwładnych sobie władz i urzędów, w treści którego zwracał się przeciwko „wszechpolskiej propagandzie” i rozprzestrzenianiu zgubnych rewolucyjnych idei „skierowanych przeciw monarchii, dynastii i sprzymierzeńcom, nawoływaniu do utworzenia polskiej demokratycznej republiki, stworzonej na gruncie zjednoczenia całego narodu i połączenia w jedno wszystkich polskich krajów”. W wydanym dokumencie brał nie tylko w obronę dynastię i państwa centralne, ale także Radę Regencyjną w Warszawie i rząd polski przez Niemców utworzony. Polecał również zwrócenie bacznej uwagi na osoby związane z tym ruchem i zarządzał dyskretny nadzór oraz wskazywał na potrzebę wystąpienia z całą energią i wszystkimi środkami prawnymi przeciwko jego objawom, zaś agitujących za ruchem podlegających służbie wojskowej, którzy byli by na czasowym zwolnieniu polecał odwołać z urlopów.
Był to dodatkowy wyraz represji, wobec ludności Galicji, która doświadczała od dłuższego czasu specjalnej polityki rządu austriackiego mającej na celu skupiać możliwie największą liczbę mężczyzn w środowiskach strzeżonych, ażeby się oni nie stali materiałem palnym wśród rosnącego fermentu. Osoby te rozlokowane po etapach i na tyłach armii snuły się w każdym większym mieście, żebrząc o kawałek chleba lub parę kartofli, których często całymi tygodniami nie widzieli. Odmawiano im także umieszczenia w szpitalach i lazaretach. Rząd austriacki z jednej strony głodząc tych ludzi, wypłacał ich rodzinom prawie zawsze regularnie zasiłki.

#### Polska Komisja Likwidacyjna
Działania podjęte przez gen. Karla Georga Huyna jako ostatniego austriackiego namiestnika Galicji były ostatnimi drgnieniami państwowości austriackiej. Żołnierze na froncie byli już zmęczeni i informacje, które otrzymywali o stosunkach wewnętrznych w państwie zaczęły przekonywać ich o bezcelowości ponoszenia dalszych ofiar. Dopełnieniem klęski państw centralnych było wystąpienie Bułgarii z sojuszu. Klęska wojsk austriackich w bitwie nad Piavą przypieczętowała przegraną na froncie włoskim. W parlamencie przepowiadano kapitulację Niemiec, oczekując jej z dnia na dzień. Ze stanowiska prezydenta ministrów ustąpił Max Hussarek, a cesarz Karol I powierzył utworzenie nowego rządu prof. Heinrichowi Lammaschowi, znanego z pokojowych poglądów. Próba wciągnięcia do nowego rządu Polaków i przedstawicieli innych narodów słowiańskich nie powiodła się pomimo dawanych obietnic o gotowości do daleko posuniętych ustępstw. W tym czasie każdy z narodów wchodzących w skład dawnej monarchii Habsburgów zaczął organizować się państwowo. Wśród polskich posłów przebywających w tym okresie w Wiedniu zapadła decyzja o wyjeździe ze stolicy Austrii, ażeby rozpocząć organizację życia państwowego w Galicji.
W pierwszych dniach października 1918 roku administracja austriacka w Galicji jak dawniej odbierała rozkazy z Wiednia, które sumiennie wypełniała. Jednakże w związku z ostatnimi wydarzeniami Wincenty Witos zwołał posiedzenie klubu poselskiego i Zarządu Głównego PSL „Piast” do Krakowa w celu podjęcia decyzji co należy robić w zaistniałej sytuacji międzynarodowej. W wyniku długich narad postanowiono, iż należy przejąć władzę w kraju w porozumieniu z innymi stronnictwami, aż do czasu formalnego rozstrzygnięcia państwowej przynależności Galicji. W razie potrzeby postanowiono wystąpić w tym celu zbrojnie. Organizacją sił zbrojnych z ramienia PSL „Piast” powierzono jednemu z wybitnych oficerów, który przedstawił plan działania przez siebie przygotowany.
Na posiedzeniu wszystkich polskich stronnictw parlamentarnych zwołanym przez Wincentego Witosa upoważniono go, jako przewodniczącego najliczniejszego klubu parlamentarnego, do zwołania wszystkich polskich posłów z Galicji w celu powzięcia postanowienia wobec zdarzeń minionych i jakich można było spodziewać się w najbliższej przyszłości. Posiedzenie to zwołane na dzień 28 października 1918 do sali magistratu krakowskiego uchwaliło rezolucję stwierdzającą iż ziemie polskie znajdujące się dotychczas w obrębie monarchii austro-węgierskiej należą do państwa polskiego. Na posiedzeniu tym podjęto decyzję o utworzeniu Komisji Likwidacyjnej dla tych ziem złożonej z 22 posłów wybranych według klucza partyjnego oraz jednego przedstawiciela Rady Narodowej Śląska Cieszyńskiego. W skład jej prezydium weszli: Wincenty Witos, Aleksander Skarbek, dr. Tadeusz Tertil oraz ks. Józef Londzin.
Następnie przejęto w trybie natychmiastowym formalną władzę cywilną i wojskową. Wezwano ludność cywilną do zachowania spokoju i porządku. Wojsko zostało wezwane do poddania się rozkazom brygadiera Bolesława Roji, który mianowany został komendantem polskiej siły zbrojnej. Przejęcie władzy nastąpiło w sposób bezkrwawy i spokojny. Jedynie Kraków jako twierdza obsadzona dość licznie załogą składającą się w większości z żołnierzy niepolskiej narodowości stanowił pewne niebezpieczeństwo. Pomimo to kapitulacja krakowskiego garnizonu odbyła się na zasadach dobrowolnej kapitulacji, chociaż z początku opór stawiali podkomendni dowódcy bastionu, gen. Benigniego, m.in. podpułkownik Ludwik Morawski, który oświadczył, iż chociaż jest Polakiem to jako oficer broni składać nie może, nie będąc zwolnionym od przysięgi wojskowej. Jednakże po przeczytaniu pisma ministra wojny skierowanego do prezesa Tertila ustąpił.
Dnia 4 listopada 1918 roku doszło do formalnego ukonstytuowania się Polskiej Komisji Likwidacyjnej i wybrania jej prezydium złożonego z posłów: Jędrzeja Moraczewskiego, dr. Tadeusza Tertila i dr. Józefa Ptasia. Wincenty Witos został zaś przewodniczącym PKL. Wyłoniono także 12 działów administracji tj. administracyjnego, wojskowego, rolnictwa, robót publicznych, sprawiedliwości, skarbowego, komunikacji, aprowizacji, opieki społecznej, górnictwa, przemysłu i handlu oraz oświaty.
Funkcja przewodniczącego PKL i niezbyt częste posiedzenia plenarne Komisji nie dostarczały Wincentemu Witosowi wielu obowiązków toteż czas, który posiadał do dyspozycji mógł przeznaczyć na wyjazdy w różne części kraju w celu utrzymania porządku i walki z anarchią. Wskutek nagromadzonych krzywd w ciągu okresu zaborów i w trakcie trwania działań wojennych wielu chłopów i robotników czuło głęboki żal do urzędów, dworów, żandarmerii oraz Żydów. Nieskoordynowana demobilizacja dostarczyła dużą liczbę zdemoralizowanych mężczyzn, którzy nie licząc się z niczym i nie rozumiejąc powagi chwili nie chcieli uznać obowiązków, jakie zaczęły w nowo tworzonym państwie ich obciążać. Problemem była także agitacja prowadzona przez nieodpowiedzialne osoby, przez które masy ludności stawały się niebezpieczne dla utrzymania porządku w kraju. Wincenty Witos podaje tutaj jako przykład agitację byłego posła Wojciecha Wiącka, ks. Eugeniusza Okonia i kapitana Tomasza Dąbala w powiecie tarnobrzeskim i okolicach, którzy doprowadzili do wybuchu ekscesów antyżydowskich m.in. w Zakliczynie, Mszanie Dolnej, Brzesku, Trzebini, Jaworznie i kilku innych miejscowościach. Nie wszędzie jednak atakowano tylko Żydów, gdyż zdarzały się rabunki wśród kupców katolickich i chłopów. Osobnym problemem były bandy zbiegłych z armii austriackiej żołnierzy, tzw. zielone brygady, przeważnie chowające się po lasach i urządzające rabunkowe wypady, których ofiarami przeważnie padali miejscowi Żydzi.

#### Proklamowanie Zachodnioukraińskiej Republiki Ludowej i wojna polsko-ukraińska
Dnia 31 października 1918 roku Wincenty Witos udał się do Lwowa w celu rozpoznania nastrojów w mieście i przeniesienia siedziby PKL. W związku ze swoją misja z ramienia PKL Wincenty Witos odbył szereg rozmów z przedstawicielami lwowskiego świata polityki i urzędnikami na czele z prezydentem Lwowa Józefem Neumanem, dyrektorem policji Reinlaenderem, redaktorem Voglem, Aleksandrem Raczyńskim, późniejszym ministrem rolnictwa, Władysławem Stesłowiczem, posłem i sekretarzem Izby Handlowo-Przemysłowej oraz prof. Julianem Nowakiem i kilkoma bliższymi przyjaciółmi politycznymi. Osoby te upewniły Wincentego Witosa o braku niebezpieczeństwa ze strony Ukraińców i braku potrzeby podejmowania jakichkolwiek kroków zapobiegawczych ze strony polskiej. Na drugi dzień Wincenty Witos po powrocie do Krakowa ze swojego krótkiego pobytu we Lwowie dowiedział się o słuszności informacji, które niejawnymi kanałami docierały do PKL.
Ukraińcy w nocy z 31 na 1 listopada opanowali namiestnictwo, ratusz i szereg różnych urzędów, a następnie niemal cały Lwów, proklamując powstanie niezależnego państwa, które 13 listopada 1918, po abdykacji cesarza Karola I, przyjęło formę republikańską i nazwę Zachodnioukraińskiej Republiki Ludowej. Krótkotrwale internowany został także ostatni austriacki namiestnik Galicji gen. Huyn, który według przypuszczeń Wincentego Witosa mógł wiedzieć o zamiarach Ukraińców lub nawet z nimi współdziałał, a swą władzę przekazał wiceprzewodniczącemu Namiestnictwa Wołodymyrowi Decykewyczowi. Władze wojskowe austriackie pomagały Ukraińcom wszystkimi możliwymi środkami, którymi rozporządzały oddając im do dyspozycji żołnierzy, sprzęt wojenny, amunicję i wszystko co posiadały. Prawdą było, iż przygotowania Ukraińców do zajęcia Lwowa i Galicji Wschodniej w kooperacji z armią austriacką trwały dużo wcześniej i z uwzględnieniem niezwykłej ostrożności, tak aby Polacy niczego się nie domyślali. Ludność polska miasta stawiła akcji ukraińskiej opór z bronią w ręku już 1 listopada 1918.
Organizacja pomocy dla Lwowa wobec akcji ukraińskiej znajdowała się w tym czasie w rękach Polskiej Komisji Likwidacyjnej. Do niej należało zarządzenie poboru kilku młodszych roczników, który pomimo piątego roku wojny odbył się w zupełnym porządku. Zanim to jednak nastąpiło mieszkańcy Lwowa przez trzy tygodnie bronili się sami. Widoczne jednak było iż wyniszczona przez wojnę Galicja nie zdoła obronić się sama toteż Wincenty Witos wraz z posłem Kędziorem zostali oddelegowani do misji uzyskania pomocy od rządu w Warszawie. W rozmowie z Józefem Piłsudskim, który właśnie powrócił z Magdeburga przedstawiciele PKL nie uzyskali żadnej pomocy.
Polska odsiecz dla Lwowa dotarła do miasta 20 listopada 1918, w nocy z 21/22 listopada wojska Ukraińskiej Armii Halickiej opuściły miasto, utrzymując wokół niego pierścień okrążenia, Lwów łączyła z terytorium Polski jedynie linia kolejowa Lwów-Przemyśl, obsadzona przez Wojsko Polskie, atakowana przez wojska ukraińskie. Miasto zostało ostatecznie odblokowane w końcu maja 1919 w konsekwencji ofensywy polskiej, w której niebagatelną rolę odegrały oddziały przybyłej do Polski z Francji w kwietniu 1919 Armii Hallera, skierowane na front polsko-ukraiński przez Naczelne Dowództwo Wojska Polskiego. 16 lipca 1919 resztki Ukraińskiej Armii Halickiej zostały wyparte przez polską ofensywę za Zbrucz, a Zachodnioukraińska Republika Ludowa przestała istnieć.

#### Ocena działalności Legionów i Józefa Piłsudskiego
Wincenty Witos chociaż od początku wierzył w ideę utworzenia Legionów jako samodzielnej polskiej siły zbrojnej to sceptycznie wyrażał się o działalności Józefa Piłsudskiego. Początkiem tego zapatrywania na postępowanie Józefa Piłsudskiego przez Wincentego Witosa było utworzenie przez Józefa Piłsudskiego Rządu Narodowego w Warszawie i wydanie odezwy do narodu bez uprzedniego porozumienia z przedstawicielami politycznymi całego społeczeństwa polskiego. Rządem narodowym, który powołał Józef Piłsudski nie mogło być ciało złożone z przedstawicieli marginalnej części społeczeństwa, lecz mógł on tylko wyłonić się jako reprezentacja poglądów większości Polaków. Józef Piłsudski, według słów jednego z posłów, nie mógł być też komendantem polskiej siły zbrojnej, gdyż za taką nie można było uważać kilkudziesięciu ludzi, którzy otrzymali przepustkę wojskowości austriackiej, wystawioną przez kapitana Rybaka w celu przejścia granicy rosyjskiej. Według Wincentego Witosa działania tego typu mogły rodzić obawę zamącenia sprawy odrodzenia państwowości polskiej i prowadziły do szkodliwej działalności nieznanych i nieodpowiedzialnych czynników. Informacje o utworzeniu Rządu Narodowego przez Józefa Piłsudskiego w Warszawie zostały poddane pod dyskusję na posiedzeniu komisji parlamentarnej Koła Polskiego w Krakowie w dniu 15 sierpnia 1914 roku, na którym doszło również do utworzenia Naczelnego Komitetu Narodowego. Tego dnia jednomyślną uchwałą uznano Rząd Narodowy w Warszawie za nieistniejący.
W porównaniu do legalności Naczelnego Komitetu Narodowego i mających powstać z ramienia tej instytucji Legionów Polskich, jako legalnej polskiej siły zbrojnej działania Józefa Piłsudskiego ze strony rządu austriackiego oraz wojska austriackiego nie miały żadnego wsparcia w postaci oficjalnego dokumentu. Za takie wsparcie nie można było też uważać przepustki jaką otrzymali ludzie Piłsudskiego od szefa oddziału wywiadowczego, kapitana Rybaka. Wincenty Witos opisując to wielkie zagadnienie przywołuje rozmowę prof. Grabskiego z posłem Daszyńskim. Ten ostatni dziwił się, iż prof. Grabski domaga się gwarancji od rządu austriackiego mówiąc:Wy chcecie sankcji z Wiednia do rozpoczęcia walki, my zaś tylko manlicherów.
Brak ekwipunku i usankcjonowania działań Piłsudskiego ze strony rządu austriackiego próbowano zakryć kłamstwami o odnoszonych w Królestwie zwycięstwach nad armią rosyjską. Do tego rodzaju chwytów propagandowych ze strony socjalistów, którzy wspierali działania Józefa Piłsudskiego należały kolportowane przez dziennik „Naprzód” informacje o zwycięstwie I kompanii kadrowej nad wojskami rosyjskimi w bitwie pod Miechowem, która jak się później okazało nigdy nie miała miejsca.
Wszystko to odbywało się w czasie kiedy w zaborze rosyjskim większa część ludności była usposobiona do Rosjan przyjaźnie poprzez agitację Narodowej Demokracji wskazującej państwa koalicji jako gwarantów odzyskania przez Polskę niepodległości. W Królestwie większa część społeczeństwa wypowiadała się przeciwko dążeniom Naczelnego Komitetu Narodowego i tworzonym przez tę instytucję Legionom. Jak wspomina Wincenty Witos, w tym czasie do Krakowa przedostawały się raczej liczne odezwy uchwalane przez różne stronnictwa polskie, organizacje i skupienia, które w swojej treści były podziękowaniem za manifest cara Mikołaja Mikołajewicza. W tym czasie Rząd Narodowy, na który powoływał się Józef Piłsudski milczał.
Tymczasem, jak pisze Wincenty Witos w swoich wspomnieniach: Rozkolportowana bardzo szeroko wiadomość, że Piłsudski z bardzo znacznymi siłami przekroczył granicę rosyjską i w zwycięskim pochodzie posuwa się naprzód, poruszyła ogromnie wyczekującą niecierpliwie młodzież. Pod wpływem tych wiadomości, a często dla uniknięcia poboru do wojska austriackiego, zaczęła się ona masowo garnąć do formacji legionowych. Nie było też prawie najbardziej zapadłej wsi, z której by się nie zgłosiło bodaj kilku czy kilkunastu ochotników. Zapał ten był jednak studzony przez zachowanie rządu austriackiego, odmienne od motywów działania NKN stanowisko Królestwa i dzielnicy poznańskiej, a także brutalne zachowanie się wobec chłopów z Królestwa różnych działaczy socjalistycznych i podkomendnych Piłsudskiego. Szczególnym okrucieństwem miał się odznaczać, komendant żandarmerii legionowej, Wacław Kostek-Biernacki.
W momencie, gdy było już jasne, iż rząd austriacki nie pozwoli Józefowi Piłsudskiemu na objęcie stanowiska komendanta Legionów Polskich w wyniku jego zatargów z władzami wojskowymi austriackimi i podsycaniem walk wewnętrznych w tej formacji Józef Piłsudski zaczął współpracować z Niemcami. Stało się to zwłaszcza w momencie gdy szczęście wojenne opuściło Austrię, a zaczęło dopisywać Niemcom. W związku z tym Wincenty Witos przytacza swoją rozmowę z prof. Jaworskim ma temat Józefa Piłsudskiego, której część odnosi się do tajnego porozumienia Józefa Piłsudskiego z armią niemiecką: Na podstawie osobnego układu zawartego przez jego mężów zaufania, Sokolnickiego i Jodkę, legioniści Piłsudskiego mają się zajmować wyłącznie wywiadami na rzecz armii niemieckiej, aresztowaniem osób podejrzanych i odstawianiem ich do niemieckich sądów wojskowych. Znając tych ludzi, można się spodziewać, co się tam dziać będzie. Ja jestem tym zmartwiony i przerażony. Nie tylko że służba podobna stała się niesłychanie upokarzająca dla legionistów, ale wywołała ona ogromne oburzenie u ludności, która się jeszcze więcej odwróciła od nich.
Jakie następstwa mogło mieć takie postępowanie świadczy niezbicie fakt z życia Wincentego Witosa, który w trakcie przygotowań do przeprowadzenia operacji gorlickiej przez połączone armie niemiecką i austriacką musiał niezwłocznie opuścić teren swojego zamieszkania z obawy przed utratą życia ze strony Niemiec. Przyczyną tego była zasadzka rosyjskiej armii w jaką wpadli Niemcy we wsi Rudka niedaleko Wierzchosławic. Jak wspomina Wincenty Witos:

Gniew swój natychmiast wywarli na chłopach, a w szczególności na mnie. Widocznie dobrze poinformowani oficerowie pruscy zjawili się na drugi dzień w moim mieszkaniu, szukając czegoś w każdym jego kącie. Następnie zażądali ode mnie, jako wójta, dania im kwater na 20 000 ludzi, obiadów dla nich, miejsca i furażu dla paruset koni i wysłania 400 robotników do zgarnywania błota.
Kiedy na te żądania wcale niewykonalne uśmiechnąłem się, skoczyło dwóch żołnierzy do mnie. Jeden z nich przystawił mi bagnet do piersi, drugi skierował rewolwer w moją głowę, a żandarmowi kazali oświadczyć, że swoim zachowaniem armię niemiecką obraziłem. Gdy przez dłuższą chwilę ani się nie ruszyłem, ani nie odezwałem jednym słowem, cofnęli się ode mnie.
Żołnierzy rozmieścili sami, to samo zrobili z końmi. Postarali się o obiady i karmę dla koni, na drogę wypchali gwałtem kilkudziesięciu wyrostków i trochę kobiet.
Na drugi dzień przybył do mnie podoficer armii niemieckiej, Polak z Poznańskiego, przydzielony do sztabu armii, który stał we wsi Bielcza. Dość niespokojnie powiedział mi, iż słyszał jak oficerowie niemieccy wczoraj wieczór rozmawiali ze sobą zaznaczając, iż zanosi się tu na długą walkę pozycyjną na kilka miesięcy co najmniej obliczoną. Wobec tego zapadło postanowienie ewakuowania wszystkiej ludności z wiosek nad Dunajcem położonych, i to jeszcze w tym tygodniu.
Mnie zaś uważają za swojego niebezpiecznego wroga, z którym muszą jak najprędzej zrobić porządek. On wie z praktyki, co znaczy podobna groźba i dlatego przybył umyślnie, by mi to donieść i radzić, ażebym jak najprędzej mieszkanie i wieś opuścił. Podziękowałem mu, oświadczając, że się nie myślę ruszać nigdzie.
Na drugi dzień wczas rano wpadł znowu do mnie zdenerwowany, mówiąc, że los mój jest przesądzony, a jeśli chcę się ratować, to muszę bez zwłoki z tej okolicy się usunąć. Radzi przy tym iść jakimiś bocznymi drogami, ażeby się na którego z moich prześladowców nie natknąć.

#### Ludność cywilna w trakcie działań wojennych
Od początku wojny ludność cywilna zamieszkująca państwo Habsburgów dręczona była rekwizycjami mienia na potrzeby wojska i ciągłym poborem do wojska. Wincenty Witos w tym czasie pełniąc funkcje urzędowe zarówno wójta Wierzchosławic, jak i posła na sejm krajowy i do parlamentu wiedeńskiego starał się przyjść z pomocą udręczonej wojną ludności. Liczba poszkodowanych drastycznie wzrosła w trakcie działań związanych z operacją gorlicką, kiedy wszystkie gminy po lewej stronie Dunajca z zarządzenia armii pruskiej zostały całkowicie wysiedlone, zaś ludność ich ze strony rządu nie otrzymała żadnej natychmiastowej pomocy w zaistniałej sytuacji. Ludzie Ci wyciągani siłą z mieszkań z powodu nie dostosowania się do rozkazu dobrowolnej ewakuacji przebywali długą drogę na wozach wojskowych bez dostatecznego ubrania, przez co wielu z powodu dużych mrozów ciężko się zaziębiło. Niektórzy z powodu oporu jaki stawiali przed wysiedleniem było pobitych i pokaleczonych lub mieli połamane ręce i nogi. Wyrzucani z wozów na drogę po wioskach położonych pod drugiej stronie lasu szukali schronienia wśród miejscowych gospodarzy. Niektórzy pomimo zakazu pod groźbą kary śmierci wracali nocami do swoich domów zabierając przyodziewę, jedzenie i inny dobytek – w tym bydło, konie i wozy. Wincenty Witos w swoich wspomnieniach zawiera taki obraz stanu w jakim znajdowała się wysiedlona ludność: Wyrzuconymi ludźmi nikt się początkowo nie zajmował. Władze jakby zupełnie nie istniały. Sami więc szukali pomieszczenia gdzie mogli, pchając się obcesowo do domów, stajen i stodół niechętnie na nich patrzących miejscowych gospodarzy. Kilkaset ludzi umieściło się w budynkach leśniczówki, należącej do księcia Sanguszki. Poszedłem tam do nich. Wyglądali straszliwie. Stali lub siedzieli dzwoniąc zębami z zimna. Dzieci krzyczały wniebogłosy, kobiety szlochały po cichu, mężczyźni przeklinali i odgrażali się, sami nie wiedząc komu.
Początkowo z pomocą przyszedł wysiedleńcom hr. Łubieński z powiatu pilzneńskiego, major armii austriackiej jednakże zaczął wśród chłopów agitować przeciwko Wincentemu Witosowi oskarżając go o spowodowanie swoją ucieczką przymusowego ich wysiedlenia przez armię pruską. On też doradzał chłopom, aby wybrali sobie innego wójta, gdyż przez Wincentego Witosa niewinnie przyszło im cierpieć. On też zorganizował deputację do starosty tarnowskiego, aby usunąć Wincentego Witosa z funkcji wójta Wierzchosławic. Chłopi, którzy zostali wybrani do delegacji zamiast jednak do starosty udali się do Wincentego Witosa z zapytaniem co w takiej sytuacji mają zrobić. Do starosty ostatecznie delegacja chłopów się nie udała, lecz poprosiła Wincentego Witosa, aby swoimi wpływami pomógł im w tej ciężkiej dla nich sytuacji.
Zaraz po tym wydarzeniu Wincenty Witos udał się do Brzeska, gdzie mieściły się liczne ewakuowane starostwa i inne urzędy oraz mieszkali liczni znajomi Wincentego Witosa zarówno w samym mieście, jak i gminach podmiejskich. W mieście Wincenty Witos spotkał swojego znajomego, Tomasza Plutę, legionowego komendanta placu w Bochni i oficera werbunkowego. W tym czasie zajmował się pisaniem artykułów do gazet na temat sytuacji w okolicy placu boju. On to poinformował Wincentego Witosa o istnieniu urzędu w Brzesku, który miał zajmować się rozmieszczaniem ewakuowanej ludności i wypłacaniem przewidzianego ustawą zasiłku na jej utrzymanie. On to doradził Wincentemu Witosowi udać się do prezesa Koła Polskiego, dr. Leo przebywającego w tym czasie w Krakowie i poprosić o interwencję. On sam obiecał napisać artykuł w „Nowej Reformie” na temat sytuacji ludności wytworzonej ewakuacją.
W Krakowie Wincenty Witos otrzymał zapewnienie dr Leo, o jego dotychczasowych zabiegach poprzez swoich zaufanych ludzi, między innymi posła Długosza, jednakże działania te nie przyniosły pożądanych skutków. Obiecał również Wincentemu Witosowi zainterweniować osobiście u namiestnika Korytowskiego. Na drugi dzień dr. Leo wręczył odpis telegramu namiestnika Korytowskiego do dr. Leo w którym zapewniał, iż władze wojskowe udzieliły pomocy ewakuowanym w postaci zapasów żywności na trzy dni oraz wysłały osiem wagonów mąki z Budapesztu, dwa osypki z Krakowa, dwa siana z Oświęcimia, które były w tym czasie w drodze do Brzeska. Starostowie mieli posiadać także odpowiednie fundusze na doraźne zapomogi, a przy operujących armiach działali komisarze cywilni, Polacy. Namiestnik przedłożył także skargi ludności z linii Dunajca i Białej prezydentowi ministrów i naczelnej komendzie armii.
Z tym dokumentem Wincenty Witos udał się drugiego dnia do starosty powiatu p. Hellera i poprosił go o rozlokowanie ewakuowanej ludności w dalszej części powiatu, przyznanie zasiłków, jakie się na mocy ustawy należą poszkodowanym oraz natychmiastowe dostarczenie żywności. Starosta Heller odpowiedział, iż zna doskonale sytuację ewakuowanej ludności, jednakże żadnych dodatkowych środków na ten cel nie posiada. Poprosił także Wincentego Witosa o pełnomocnictwo do podejmowania tego typu działań. Wincenty Witos odpowiedział, iż jako poseł nie potrzebuje żadnego pełnomocnictwa do zajęcia się losem pokrzywdzonej ludności pokazując także w tej samej chwili odpis telegramu namiestnika Korytowskiego do dr. Leo, w którym stwierdzone jest iż posiada on fundusze na ten cel, żywność dla ludzi i paszę dla bydła.
Po wyjściu ze starostwa Wincenty Witos przechadzał się po mieście w poszukiwaniu znajomych. Właśnie w tym czasie władze wojskowe przygotowywały egzekucję przez powieszenie dwóch chłopów z powiatu limanowskiego i brzeskiego. Sąd wojskowy skazał ich na karę śmierci, gdyż uznał ich winnych szpiegostwa na rzecz Rosjan. Ich wina miała polegać na tym, iż mieli informować wojska rosyjskie przez wskazanie ręką kierunku pochodu wojsk austriackich.
Po kilku dniach Wincenty Witos spotkał starostę tarnowskiego, p. Reinera, który zaprosił go do swojego biura, zaznaczając iż ma mu coś ważnego do powiedzenia. W rozmowie z p. Reinerem Wincenty Witos dowiedział się, iż namiestnik przyznał mu większą ilość mąki, cukru i słoniny dla ludności ewakuowanej z powiatu tarnowskiego i poprosił Wincentego Witosa o pomoc w rozdzieleniu tych produktów pomiędzy ewakuowanych, częściowo bezpłatnie, częściowo po zaniżonych cenach. Jako swojego zastępcę w celu przeprowadzenia akcji p. Reiner wydelegował komisarza Dobiję. Wincenty Witos w celu przeprowadzenia akcji miał przygotować spisy potrzebujących.
Zaraz na drugi dzień ludność otrzymała obiecaną pomoc, a p. Pluta sporządził spisy obdarowanych. W wyniku tej akcji ludzie przez kilka tygodni odżywiali się lepiej. P. Reiner upoważnił nawet nie oficjalnie p. Dobiję, aby w większości dokonał bezpłatnego rozdziału produktów żywnościowych. Większa część ewakuowanych w tych dniach została pomimo ich oporu przeniesiona do powiatów: bocheńskiego, wadowickiego i myślenickiego, gdzie znaleźli lepsze warunki egzystencji oraz zaczęto regularnie wypłacać zasiłki. Pomimo wykonanych w tych dniach działań ciągle napływali nowi ludzie potrzebujący pomocy, dlatego Wincenty Witos zaczął poszukiwać nowych dróg pomocy.
W tym celu wyjechał do Krakowa, gdzie po otrzymaniu pozwolenia na stały pobyt w twierdzy, we współpracy z redaktorem Rączkowskim zorganizował akcję zbierania pieniędzy dla ewakuowanych poprzez wysyłanie list składkowych do różnych instytucji i ludzi, ogłaszanie gorących odezw w „Piaście” i innych gazetach krakowskich. Ofiary płynęły ze wszystkich stron kraju, gdzie tylko Polacy się znajdowali. Razem z pieniędzmi
przysyłali również rozrzewniające listy z których wynikało iż niejednokrotnie był to ich ostatni grosz, aby tylko pomóc poszkodowanym. Akcja zakończyła się zebraniem sumy kilkunastu tysięcy koron. Wydarzenia te działy się w ostatnich miesiącach 1914 roku i na początku roku 1915.
Pomimo pomocy jaką Wincenty Witos zorganizował w tych miesiącach jeszcze w marcu 1915 roku wiele osób nie opuściło najbliżej frontu położonych wsi przez co egzystowali nadal w warunkach urągających ludzkiej godności. Sytuację wielu ewakuowanych ludzi w tym czasie Wincenty Witos opisuje w sposób następujący:

Jakoś w marcu 1915 po rozdzieleniu żywności, zaprosili mnie do siebie moi sąsiedzi, ażeby z bliska na ich los popatrzeć i trochę porozmawiać. Mieszkali u gospodarza Jana Hynka w Bielczy, a byli w tym szczęśliwym położeniu, że ich przyjął do izby. Wchodzę więc do niej. We drzwiach uderza straszny odór, jakby pochodził ze zgniłego mięsa. Udaję, że nic nie czuję i siadam na ławie. W izbie, mającej przestrzeni około 30 m kw. znajduje się 47 ludzi, między nimi kilkanaście drobnych dzieci, które brudne i głodne krzyczą z całej siły. Gospodarz, mój dawny znajomy i bardzo porządny człowiek, opowiada mi, że tym jeszcze dzieje się najlepiej, ale wiele więcej cierpią ci, co mieszkają już trzeci miesiąc w stodole. To po prostu opisać się nie da.
Niektórzy chodzą prawie nago, jadają raz na dzień, nie zmieniają bielizny, robactwo chodzi po nich aż czarno, a tu jeszcze wojsko ich poniewiera i popycha, miejscowi gospodarze nienawidzą. Sami też często zatruwają sobie do reszty życie, czy to kłótniami, czy też kradzieżą rozmaitych drobiazgów.
Nie mogąc wytrzymać w tym strasznym zaduchu, ani też patrzeć na straszne położenie tych ludzi, pożegnałem się ze wszystkimi i wyszedłem trzymany za rękawy przez płaczące kobiety.
Na polu czekali na mnie drudzy, pragnąc, ażebym zobaczył także i ich dolę. Musiałem wstąpić jeszcze do kilkunastu domów, stodół i stajen, i wszystkim przyrzec, iż zrobię co tylko będzie możliwe, ażeby im dopomóc. Wyszedłem rozbity i oszołomiony, błądząc po drodze znanej mi doskonale, gdyż nią często chodziłem.

Oczywistym było, iż dużą część winy za stan w którym znalazła się ewakuowana ludność ponosiła ona sama, która nie pozwoliła ruszyć się z miejsca i pozostała w Bielczy i innych bliżej frontu położonych miejscowościach. Kolejnym problemem, który powstał były odbywające się stale asenterunki wśród ewakuowanych. Władze dla których problemem było ustalenie spisów ludności w celu wypłaty zasiłków trafiały do niej zabierając do wojska ślepych i kulawych, nie patrząc przy tym na wiek, prawa i przepisy, ani zdolność do służby. Zabiegi robione przez Wincentego Witosa u wszystkich możliwych władz, u namiestnika i prezesa Koła Polskiego były w dużej mierze bezskuteczne.
Z czasem pracy na rzecz pokrzywdzonej wysiedleniem ludności było coraz więcej. Wincenty Witos doszedł do wniosku, iż musi powołać do niej więcej chętnych osób. Rozpoczął poszukiwania posłów ludowych, zbierając z trudem informacje na temat miejsca ich zamieszkania. W kilka tygodni później zebrała się kilkuosobowa grupa posłów chętnych do pomocy poszkodowanej ludności. Wśród nich byli: poseł Długosz, Lasocki, Średniawski, Rey i Jedynak, a w późniejszym czasie dołączył do zespołu także poseł Tetmajer. Na wspólnej naradzie postanowiono rozpocząć akcję polityczną, mającą w pierwszym rzędzie na celu ochronę życia i mienia poszkodowanej ewakuacją ludności. W tym czasie w miejscowościach znajdujących się najbliżej frontu armia austriacka już nie tylko rabowała i niszczyła dobytek mieszkańców wsi, ale zaczęła także masowo wieszać zupełnie niewinnych ludzi, bardzo często bez sądu, przeważnie chłopów polskich i ruskich. Liczba ofiar bestialstwa armii austriackiej liczona była w tysiącach. Dla postronnego obserwatora widoczne było, iż niektóre komendy wojskowe zmierzają do zupełnego wytępienia ludności polskiej z tych terenów. Poseł Długosz, który powrócił niedawno z Wiednia oświadczył, iż całe społeczeństwo niemieckie w Austrii zieje nienawiścią do Polaków domagając się jak najostrzejszych represji i zarządzeń. W Wiedniu zaś i innych miejscowościach zaczęły powstawać spółki z ogromnymi kapitałami w celu wykupywania ziemi polskiej w Galicji i dzielenia jej wyłącznie pomiędzy Niemców.
W tej sytuacji nastąpiła pełna denuncjacja zamiarów niemieckich zarówno wśród chłopów, jak i na arenie międzynarodowej. W kraju sprawę opisywał tygodnik „Piast”, a następnie klub poselski PSL „Piast” na osobnym posiedzeniu demaskując haniebne zapędy Niemców uchwalił odpowiednią rezolucję pod adresem rządu austriackiego, zwracając się również do prezydium Koła Polskiego i informując je o wszystkim. Osobna uchwała wzywała do zwołania parlamentu w celu uzyskania trybuny w celu informowania świata o tej zbrodni jaką szykowali Niemcy austriaccy na narodzie polskim. W celu ułatwienia pracy nad tym zagadnieniem postanowiono wejść w kooperację ze wszystkimi stronnictwami polskimi.

#### Zarzut zdrady Polaków i jego następstwa
Przyczyną bestialskiego zachowania wojska austriackiego w stosunku do Polaków i postulatów wysuwanych przez różne koła w samej Austrii, była nagonka na Polaków rozpętana przez Niemców austriackich, którzy zarzucali Polakom zdradę państwa. Zarzut ten nie ominął także urzędników i kolejarzy. Sfery rządowe i wojskowe podchwyciły to jako dobrą monetę, aby usprawiedliwić swoje klęski na froncie wschodnim i fakt zajęcia przez Rosjan prawie całej Galicji. Zarzuty o zdradę państwa austriackiego nie ominęły także polskich żołnierzy, chociaż w sztabie głównym dobrze wiedziano, iż Polacy należą do najbardziej bitnych i wiernych cesarzowi żołnierzy. Z tego też powodu krwią polskich żołnierzy szafowano bez opamiętania wysyłając całe pułki na pewną śmierć. Wiele tych pułków już w pierwszych miesiącach wojny zostało wybitych doszczętnie czy to na froncie rosyjskim czy serbskim.
Wincenty Witos wskazuje na trzy powody zaistniałej nagonki. Pierwszy, najważniejszy powód leżał w kompromitacji naczelnego dowództwa armii austro-węgierskiej już w pierwszych miesiącach wojny. Cały sztab generalny składał się z ludzi niekompetentnych, którzy stacjonując w Cieszynie, kilkaset kilometrów od frontu prowadzili beztroski żywot, niewiele zajmując się sprawami wojny. Klęski na froncie rosyjskim trzeba więc było usprawiedliwić zasłaniając się kozłem ofiarnym, którego znaleziono w Polakach. To właśnie z kwatery głównej armii austriackiej po raz pierwszy poszła wiadomość w świat, że Polacy dopuścili się zdrady. Co warte podkreślenia, także naczelny wódz armii austriackiej, książę Fryderyk znany był ze swej nienawiści do Polaków, zaś arcyksiążę Józef, wódz jednej z armii operujących w Galicji, nienawidził Polaków do tego stopnia, iż z lubością przypatrywał się egzekucjom dokonywanym na niewinnej polskiej ludności podejrzanej o zdradę. Polaków wieszano często choćby tylko za to, że nie umieli rozmówić się z żołnierzami niemieckimi, węgierskimi lub innej narodowości. Nie zwracano w tych przypadkach większej uwagi ani na płeć, ani na wiek.
Drugi powód leżał po stronie Ukraińców, którzy wspierani przez Berlin i za niemieckie pieniądze dążyli do utworzenia niepodległej Ukrainy. Nie było w tym czasie niczym nowym twierdzenie, iż jednym z niemieckich celów wojennych jest oderwanie od Rosji Ukrainy i utworzenie niepodległego państwa ukraińskiego, oczywiście pod protektoratem Niemiec. Koncepcja ta napędzała działalność ukraińskich posłów ze wschodniej Galicji takich jak Petruszewicz i Konstanty Lewicki. Ci ludzie, wraz z niektórymi członkami dynastii Habsburgów i rządem wiedeńskim, z nienawiści do Polaków robili wszystko, by narodowi polskiemu i sprawie polskiej jak najwięcej zaszkodzić. Co więcej, było przecież rzeczą stwierdzoną ponad wszelką wątpliwość, iż Ukraińcy ze wschodniej Galicji agitowani przez Rosjan powitali wojska rosyjskie jak wybawców i pomagali im we wszystkim. Chcąc zatem odwrócić podejrzenie od siebie, a nawet zatuszować skutki jawnej zdrady politycy ukraińscy sami kolportowali informacje o zdradzie Polaków, które prasa, wojskowość i społeczeństwo niemieckie przyjmowało za pewnik. O tyle łatwiej było im to robić, gdyż Niemcy austriaccy wierzyli, iż wojna z Rosją będzie dziecinną igraszką. Ci ludzie nie umieli pojąć dlaczego Rosjanie robią ciągłe postępy w kierunku Wiednia. Ponoszone klęski były więc tłumaczone zdradą Polaków.
Trzecim powodem była chęć germanizacji Galicji. Pewni zwycięstwa Niemcy marzyli o stworzeniu z Galicji zmilitaryzowanego pasa odgradzającego żelaznym niemieckim murem resztę krajów Austro-Węgier od Rosji. Zamiary te ujawniała prasa codzienna nawołująca do wywłaszczania przymusowego ziemi w Galicji i osadzania na niej niemieckich kolonistów. Rozumowała ona w sposób typowo germański, iż im więcej zdrajców się powiesi tym więcej będzie darmowej ziemi dla germańskich kolonistów.
Przedstawiciele PSL „Piast” widząc, iż działania społeczeństwa austriackiego, jego rządu, niektórych członków dynastii i prasy oraz wielu Ukraińców zmierzają w kierunku niebezpiecznym dla egzystencji Polaków w Galicji omówili tę sprawę bardzo szczegółowo na jednym z posiedzeń klubu. Następnie przygotowawszy jeszcze kilka innych spraw zażądali zwołania posiedzenia pełnego Koła Polskiego do którego doszło 20 lutego 1915 roku. Na posiedzeniu Koła Polskiego klub PSL „Piast” wystąpił z szeregiem postulatów, także natury gospodarczej. Jego przedstawiciele zażądali zupełnego zaprzestania rekwizycji bydła, koni, paszy i żywności w celu uchronienia ludności od grożącego jej głodu oraz zapewnienia jej możliwości dokonania uprawy roli i zasiewów. Poruszono także kwestię ewakuowanej ludności z miejscowości położonych najbliżej frontu.
W obradach tych dużą uwagę zwrócono na problem ewakuowanej ludności, którą wywieziono do Czech i Styrii. Problemem tych ludzi zajął się gorliwie poseł Lasocki, który starał się pomóc im nie zważając na przeciwności i niebezpieczeństwa. W związku z tą sprawą Koło Polskie poparło wszystkie wnioski, złożone przez posła Lasockiego w tej sprawie. Ludność ta przeważnie pochodziła z ewakuowanych twierdz takich jak Przemyśl i Kraków. Ludzi tych wyrzucano z wielką brutalnością z domów, gnano na kolej i ładowano do bydlęcych wagonów. Żołnierze niemieccy lub węgierscy eskortujący te pociągi nie umieli się z tymi nieszczęśliwymi ludźmi porozumieć, gdyż nie umieli mówić po polsku. Dodatkowo, skoro naczelne dowództwo uznało Polaków za zdrajców to mają oni prawo i obowiązek traktować tych ludzi jak przestępców. Te bydlęce wagony naładowane szczelnie mężczyznami, kobietami i dziećmi nieraz nie były przez żołnierzy otwierane przez kilka dni, lub nie wolno było wychodzić z nich nikomu nawet gdy pociąg zatrzymał się na jakimś dworcu. Ludzie Ci niejednokrotnie konali z pragnienia, bo zabroniono im dać wody do picia. Trzymani w wagonach całymi dniami, musieli załatwiać w nich swoje potrzeby fizjologiczne. W tych nieludzkich warunkach większa część dzieci zmarła zanim pociągi dotarły do swoich miejsc przeznaczenia, a starsi nabawiali się różnych chorób w takich warunkach.
Pociągi te miały kilka miejsc przeznaczenia. Najtragiczniejszymi jednak miejscami pamięci dla narodu polskiego są dwa obozy dla ewakuowanych: Choceń na Morawach i Libnica w Styrii. One bowiem stały się prawdziwym miejscem kaźni dla wywiezionych w tym czasie Polaków, którzy doświadczyli z rąk austriackich żołnierzy bezmyślnego okrucieństwa. O wydarzeniach tych z całą mocą informował ogół społeczeństwa polskiego poseł Lasocki w słowach pełnych oburzenia i wstrętu do tego typu działań.
Poseł Lasocki wielokrotnie podróżował do tych miejsc w celu zebrania informacji na temat warunków panujących w barakach, w których rozmieszczono ewakuowanych ludzi. Robił to pomimo świadomości, iż wśród osób przebywających w tych miejscach wielu choruje na tyfus i inne zaraźliwe choroby. Następnie interweniował w ich sprawie u władz czeskich, jak i styryjskich oraz nieustannie zwracał uwagę rządowi w Wiedniu na los przebywających w tych obozach ludzi, nie omijając także samego cesarza, któremu przedłożył stosowny memoriał w tej sprawie. Szukał też dróg pomocy wśród różnych dostojników państwa austriackiego, pomimo iż często pałali do niego nienawiścią w związku z zajmowaniem się przez niego tą sprawą.
Z opisu Wincentego Witosa wyłania się taki obraz życia ludzi uwięzionych w barakach, które wizytował poseł Lasocki:

Twierdził też, że tak w Choceniu, jak i w Libnicy umieszczano mężczyzn, kobiety i dzieci razem, bez względu na wiek, stan zdrowia i pochodzenie, rozrywając bardzo często rodziny. Odżywiano wszystkich niesłychanie nędznie, bo rząd kuchnię wydzierżawił przedsiębiorcom, którzy się na żołądkach ewakuowanych dorabiali grubych fortun. Niechlujstwo rodziło różne zaraźliwe choroby, na które masowo wymierali ewakuowani, a szczególnie dzieci. Stwierdził, że z tych dzieci, które tam przybyły, nie wróciło do kraju ani 10%; resztę zabił tyfus plamisty i zapalenia płuc.
Dozorcy, przeważnie młode chłopaki, wyreklamowani od służby wojskowej przez protekcję, najczęściej indywidua o zbrodniczych instynktach, dopuszczali się na ewakuowanych dziewczętach niejednokrotnie gwałtów. Urządzali też sobie zabawę w ten sposób, iż rzekomo ze względów higienicznych zmuszali dziewczęta i starsze kobiety, by się rozbierały do naga, nagie zaś przeprowadzali przez baraki, a w końcu dokonywali operacji na całym ciele. Kobiety się broniły, płakały i mdlały nieraz, ale to nie robiło na zwyrodnialcach żadnego wrażenia.
Z baraków w Libnicy zarząd, złożony z Niemców, wysyłał masowo mężczyzn do robót ziemnych na froncie, zdawało się rozmyślnie, ażeby ich tam wytępić. I rzeczywiście tak się działo, gdyż – jak p. Lasocki stwierdził – z paru tysięcy ludzi wysłanych do tych robót na front serbski nie wróciła ani czwarta część. Reszta została wymordowana już to ogniem serbskim, lub wyginęła od chorób zakaźnych, a nierzadko także z głodu.

Zabiegi posła Lasockiego, poparte przez klub poselski PSL „Piast” oraz Koło Polskie z czasem zaczęły przynosić pozytywne skutki. Ze stu tysięcy ewakuowanych znaczna ich liczba powróciła do kraju. Wincenty Witos oraz inni posłowie wspomagali działania posła Lasockiego. Do nich zaliczali się m.in. posłowie: Średniawski, dr Banaś i Długosz. Gorszy jednak los spotkał osoby uwięzione w obozach dla internowanych, rozrzuconych po Dolnej i Górnej Austrii. Ludzie Ci pochodzący z Galicji, jak i dawnego Królestwa Kongresowego byli najczęściej ofiarami oskarżeń o zdradę państwa. Ludzie Ci często trafiali tam po akcji donosicielskiej lub przez zwykłe podejrzenie ze strony niemieckich lub węgierskich żołdaków. Nie szukano dowodów. Jeżeli osoba podejrzana o zdradę nie została stracona od razu, to trafiała do obozu internowanych, gdzie los jej był przypieczętowany. Ludzie oskarżeni o zdradę spędzali miesiące w obozach bez wytoczenia procesu sądowego i przeprowadzenia dochodzenia. Nieludzkie warunki w jakich byli przetrzymywani tworzyły warunki do rozprzestrzeniania się chorób zakaźnych. W obozie w Drosendorfie wymarła ponad połowa przetrzymywanych więźniów, przeważnie na tyfus plamisty. W obozach tych nie prowadzono żadnej dokumentacji, która mogła by świadczyć o zbrodniczej działalności państwa austriackiego. Wielu z tych ludzi zawdzięczało swoje życie wysiłkom posła Lasockiego.
Problemem nadużyć w wojsku ze strony oficerów niemieckich, węgierskich i czeskich zajął się poseł Długosz, który w mowie wygłoszonej na posiedzeniu wspólnych delegacji w 1917 roku napiętnował zachowanie oficerów austriackich wobec polskich żołnierzy. Podawał też cały szereg przykładów, z których wynikało iż do służby frontowej używano ludzi kalekich i chorych. Oficerowie zaś gnębili Polaków w dość wyrafinowany sposób, Niemcy i Węgrzy – gnębili ich za brak gorliwości w służbie, Czesi zaś za ich zbytnią gorliwość. Wszyscy zaś obciążali ich nadmierną służbą, wysyłali na najgorsze posterunki. Polskim żołnierzom odmawiano urlopów. Z kolei żołnierze czescy i niemieccy korzystali z nich bardzo często. Do okopów nie dopuszczano polskich pism i konfiskowano listy przez co nieraz miesiącami żołnierze nie wiedzieli co dzieje się z ich rodzinami.

#### Wyjazd do Szwajcarii
Wybuch wojny światowej i rozpoczęcie działań wojennych spowodowały, iż w państwie austro-węgierskim wzmogła się cenzura. Dotyczyła ona także informacji pochodzących z zagranicy. W związku z tym przedstawiciele PSL „Piast” na czele z Wincentym Witosem mieli problem z podejmowaniem wiążących decyzji w związku z faktycznymi wydarzeniami na świecie. Rząd austriacki w tym czasie fałszował obraz rzeczywistości dając społeczeństwu złudny obraz armii państw centralnych dążących do zwycięstwa. Brak było zatem rzetelnych informacji na temat działań państw koalicji. Rozwiązanie tego problemu zaproponował poseł Długosz, aby w najbliższym czasie wysłać posła Tetmajera do Szwajcarii w celu zasięgnięcia aktualnych informacji na temat wydarzeń na świecie – rozwoju sytuacji wojennej oraz aktualnego stanu sprawy polskiej.
Na posiedzeniu klubu PSL „Piast” trzej posłowie, Długosz, Tetmajer i Wincenty Witos otrzymali upoważnienie do wyjazdu za granicę i wieczorem dnia 23 lutego 1915 roku, tuż po zakończeniu posiedzenia Koła Polskiego na temat zarzutów zdrady Polaków, wyruszyli z Wiednia do Szwajcarii. Oficjalnym powodem wyjazdu delegacji PSL „Piast” były cele humanitarne. Austriackie władze przed wyjazdem delegatów zostali poinformowani, iż celem wyjazdu do Szwajcarii jest uzyskanie pomocy finansowej dla polskiej ludności zaboru austriackiego z funduszów jakimi rozporządzał komitet na którego czele stał m.in. Henryk Sienkiewicz i mecenas Antoni Osuchowski.
Delegacja wjechała do Szwajcarii następnego dnia około godziny 9 rano. Na pierwszym najbliższym dworcu poseł Tetmajer zakupił dużo gazet włoskich, francuskich, angielskich i szwajcarskich, które zaczął reszcie gorączkowo czytać i tłumaczyć na język polski. Wiadomości z gazet miejscowych przedstawiały zupełnie odmienny obraz sytuacji międzynarodowej, niż wskazywały oficjalne komunikaty rządu austriackiego. W tym przekonaniu utwierdzał też przybyłych do Szwajcarii posłów, kuzyn posła Długosza, szwajcarski Niemiec spotkany w pociągu zmierzającym do Lucerny, który w zwycięstwo państw centralnych nie wierzył.
Przyjazd delegacji PSL „Piast” do Szwajcarii spowodował duże poruszenie wśród Polaków zamieszkałych w Szwajcarii. Po spotkaniu kilku bardziej zasłużonych polskich emigrantów uznano za słuszne zorganizowanie trójzaborowego zebrania wybitniejszych polskich działaczy przebywających w Szwajcarii czy to dobrowolnie czy z powodu represji ze strony zaborców. Miejscem spotkania został wybrany Fryburg. Udział w nim wzięli m.in. hrabia Aleksander Skarbek, prof. Józef Wierusz-Kowalski, rektor Uniwersytetu Krakowskiego, Franciszek Fierich, mecenas Antoni Osuchowski, Stanisław Zieliński, ówczesny zarządca muzeum polskiego w Rapperswilu, hrabia Konstanty Broel-Plater, hrabia Hipolit Korwin-Milewski, poseł Felicjan Niegolewski. Henryk Sienkiewicz odwołał swoją obecność na zebraniu z powodu choroby.
W trakcie zebrania scharakteryzowana została sytuacja w trzech zaborach. Najpierw na temat sytuacji w kraju wypowiadali się przedstawiciele zaboru rosyjskiego i pruskiego. Przedstawiciele Poznańskiego wskazywali na duże siły Niemiec, które uznawali za nie wyczerpane jeszcze przez długi czas. Sytuację w zaborze austriackim przedstawili posłowie: Skarbek i Długosz. Poseł Tetmajer zaś przedstawił plan pracy dla Polaków w trzech zaborach. Wincenty Witos omówił sytuację chłopów w Galicji oraz zajętej przez Austrię i Niemcy części zaboru rosyjskiego. Przemówienie Wincentego Witosa szeroko było wykorzystane przez prasę polską w Stanach Zjednoczonych. Zjazd ten ustalił, iż należy nie pokazywać państwom centralnym całkowitego odwrócenia się od koncepcji odzyskania przez Polskę niepodległości przy ich pomocy, lecz należy utrzymywać jak najściślejszy kontakt z państwami koalicji i wskazać na dowody świadczące, iż olbrzymia część społeczeństwa polskiego popiera państwa koalicji i swoją przyszłość wiąże z ich zwycięstwem.
W trakcie późniejszej rozmowy delegatów PSL „Piast” z Henrykiem Sienkiewiczem w Vevey, na temat możliwości połączenia idei odzyskania niepodległości przez Polskę z państwami centralnymi wyraził się w sposób następujący: Moi panowie! Przez blisko półtora wieku panowali nad nami tak Niemcy, jak i Moskale. Gdy zaś Moskale odeszli, we wsi Oblęgorek, w której mam majątek, nie pozostał tam żaden ślad ich pobytu. Proszę mi pokazać choćby jedną miejscowość, w której gospodarowali przez ten czas Niemcy, ażeby o niej po ich odejściu można to samo powiedzieć. Wincenty Witos oceniał poglądy Henryka Sienkiewicza na temat sprawy polskiej jako zachowawcze. Nie ufał Anglii, która prowadziła samolubną politykę, ani Francji, która jak sądził, w tamtym czasie nie mogła sama udźwignąć ciężaru obrony przed Niemcami, ani nie mogła by mieć decydującego głosu w trakcie układów pokojowych.
Po powrocie do kraju zostało zwołane posiedzenie klubu PSL „Piast”, na którym posłowie biorący udział w delegacji złożyli sprawozdanie członkom klubu. To nie był jednak koniec zebrań, które miały na celu przedstawić wyniki podróży do Szwajcarii. Delegaci na czele z Wincentym Witosem jeszcze przez kilka tygodni organizowali po całym kraju zebrania ze znaczniejszymi przedstawicielami polskiego życia publicznego, na których dzielili się zdobytymi w Szwajcarii informacjami.

#### Sprawa ustroju rolnego
Wiosną 1915 roku pismo „Piast”, w szeregu nieocenzurowanych artykułów, rozpoczęło akcję demaskowania dążeń niemieckich do wywłaszczenia drogą wykupu ziemi polskiej w Galicji. W tym czasie poseł Włodzimierz Tetmajer wydał też gorącą odezwę do Braci Chłopów w Ameryce, nawołującą emigrantów polskich w Stanach Zjednoczonych do obrony i utrzymania ziemi ojczystej. Jak pisze w swoich wspomnieniach Wincenty Witos, odzew tej akcji był bardzo szeroki, przez co, zarówno ze wsi, jak i z okopów, płynęły listy do redakcji tygodnika „Piast”, będące wyrazem umiłowania przez chłopów polskich ziemi ojczystej. Z wielu listów można było wyczytać głęboką znajomość sprawy. W listach pojawiały się szczegółowe opisy rozwiązania tej kwestii. Nierzadko pojawiały się też opinie o konieczności uregulowania stosunków posiadania ziemi.
Jesienią 1915 roku klub PSL „Piast” przystąpił do realizacji postulatów zgłaszanych przez czytelników pisma „Piast” odnośnie do tej sprawy. W dniu 14 listopada 1915 roku na posiedzeniu klubu poświęconemu zagrożeniu ze strony germańskiego imperializmu i stosunkom posiadania ziemi w Galicji powzięto uchwałę, w wyniku której utworzono komisję w celu zbadania możliwości rozwiązania tej sprawy. W jej skład oprócz Wincentego Witosa weszli również posłowie: Długosz, Lasocki, Średniawski, Rey i Jedynak. W dniu 15 grudnia 1915 roku na kolejnym posiedzeniu klubu PSL „Piast”, które odbyło się w Krakowie nastąpiło ustalenie programu prac mających na celu zapoczątkowanie akcji obrony ziemi polskiej przed obcym wywłaszczeniem oraz mającej za zadanie ułatwić zakup ziemi polskim chłopom. Do akcji włączeni zostali także tacy wybitni fachowcy jak prof. Franciszek Bujak, Franciszek Stefczyk oraz przedstawiciele wielkiej własności. W celu realizacji tych zamierzeń poseł Długosz założył towarzystwo „Nasza Ziemia”, którego status został zatwierdzony w 1917 roku. Wypadki wojenne przedłużały prace nad ostatecznym kształtem rozwiązania sprawy ustroju rolnego w Galicji. W dniach 28 i 29 maja 1916 roku na zwołanej przez PSL „Piast” naradzie poseł Żardecki w obszernym referacie wskazywał na konieczność reformy ustroju rolnego w Galicji, stwierdzając przy tym iż najlepszą dla państwa sytuacją jest kiedy stosunek posiadania ziemi w kraju wynosi 90% dla chłopów i najwyżej 10% dla wielkiej własności. Profesor Bujak zaś napisał w owym czasie broszurę, wydaną nakładem pisma „Piast”, w której w sposób naukowy ujmował ten ważny dla rozwoju gospodarczego kraju problem. Podjęcie problemu reformy rolnej w trakcie trwania działań wojennych i próby jego rozwiązania były zaś dla PSL „Piast” jednym z najważniejszych źródeł kapitału politycznego po upadku państw centralnych, już w odrodzonej Polsce. Był to też jeden z najistotniejszych problemów w polityce wewnętrznej pierwszych lat odrodzonego państwa polskiego.

### Komisja Rządząca
Sytuacja wytworzona konfliktem polsko-ukraińskim spowodowała rozbicie władzy wykonawczej w Galicji na PKL w zachodniej jej części z siedzibą w Krakowie i Komitet Rządzący we Wschodniej Małopolsce z siedzibą we Lwowie, który został utworzony dnia 23 listopada 1918 roku. Po zwycięstwie nad Ukraińcami nastąpiła potrzeba unifikacji obydwu ciał. Problemem okazało się jednak samo wyznaczenie siedziby tej nowej instytucji. W końcu zdecydowano się na pozostawienie części agend w Krakowie. Komisja rządząca składająca się z 48 członków ukonstytuowała się 28 stycznia 1919 roku na mocy rozporządzenia rządu z dnia 10 stycznia 1919 roku. W wyniku walki politycznej prowadzonej przez PSL „Wyzwolenie” z PSL „Piast” oraz chęć zemsty ks. Okonia na pośle Lasockim, który doprowadził go do uwięzienia w Rzeszowie za wszczęcie anarchii tarnobrzeskiej Komisja nie spełniła swojego zadania jako tymczasowa władza wykonawcza w Galicji. Zarówno rząd warszawski, jak i duża część stronnictw dążyła jednak do pełnej unifikacji państwa polskiego wskutek czego dnia 7 marca 1919 roku na zebraniu posłów małopolskich znaczną większością głosów uchwalono zniesienie Komisji Rządzącej. Wincenty Witos wraz z Narodową Demokracją wyrazili zgodę na rozwiązanie Komisji Rządzącej pod warunkiem iż zastąpi ją instytucja, która przygotuje unifikację bez szkody dla kraju. W jej miejsce rząd warszawski ustanowił generalnym delegatem rządu dla Małopolski dr. Kazimierza Gałeckiego, z radą przyboczną składającą się z 15 członków wśród których znalazło się miejsce dla przedstawicieli stronnictw Jana Stapińskiego i ks. Okonia, odpowiedzialnego za wszczęcie anarchii w powiecie Tarnobrzeskim.

### Tymczasowy Rząd Ludowy Republiki Polskiej
Wkrótce otrzymał propozycję wejścia do rządu Ignacego Daszyńskiego, a później także i gabinetu Moraczewskiego. W obu przypadkach odmówił, wskazując na fakt zbytniej ich lewicowości, co nie odzwierciedlało jego zdaniem ówczesnych podziałów społecznych. Na jego decyzję wpływ miało także to, że we wspomnianych rządach nie zasiadali przedstawiciele byłego zaboru pruskiego.

### Sejm Ustawodawczy
W 1919 wszedł w skład Sejmu Ustawodawczego. Miał bardzo poważne szanse na objęcie stanowiska marszałka izby, ale nie chciał nim zostać jako kandydat lewicy. Jednocześnie był dość popularny w kręgach centrowych i umiarkowanie prawicowych. Po rozpoczęciu prac Sejmu został przewodniczącym komisji rolnej i wszedł w skład komisji spraw zagranicznych. Był bardzo aktywny we wszelkich zakulisowych rozgrywkach partyjnych, wykorzystując przy tym swój talent polityczny. Bernard Singer nazwał Witosa nawet „włodarzem Sejmu”. W tym celu wykorzystywał siłę własnego ugrupowania parlamentarnego, jak również tworzył doraźne sojusze z innymi partiami politycznymi reprezentowanymi w Sejmie. Przyczynił się np. do utworzenia rządu Leopolda Skulskiego (13 grudnia 1919). Po jego ustąpieniu 9 czerwca 1920 i niepowodzeniu utworzenia nowego gabinetu przez Skulskiego, Jana Brejskiego, Ignacy Daszyński zaproponował stworzenie koalicji centrolewicowej, na czele której stanąłby Witos. Ten zgodził się stworzyć nowy rząd, ale jego misja zakończyła się fiaskiem po dwóch dniach negocjacji. Wobec tego powstał gabinet Władysława Grabskiego.

### Rząd Obrony Narodowej
Klęski na froncie wojny bolszewickiej i nieudane posunięcia gabinetu Grabskiego skłoniły Radę Obrony Państwa do wysunięcia propozycji utworzenia Rządu Obrony Narodowej grupującego wszystkie siły parlamentarne. 20 lipca 1920 zdecydowano się wysłać do Wierzchosławic przedstawiciela Rady z propozycją objęcia teki szefa gabinetu Witosowi. Sam opisywał moment przyjazdu wysłannika w następujący sposób: 

Jednego dnia, który nie był ani świątecznym, ani jarmarcznym, a przez to na zgromadzenia nieodpowiednim, zostałem w domu celem orki pod łubin i wywiezienia trochę nawozu w pole. Około godziny trzeciej po południu zwrócił mi uwagę parobek zaznaczając, że jakieś auto zajechało na podwórze domu, zapewne więc do mnie. Roboty nie przerywałem wiedząc, że jak kto ma do mnie interes, to mnie na pewno znajdzie. Nie omyliłem się, gdyż za parę minut przybył na pole oficer, z miną ogromnie poważną, a upewniwszy się, że ma ze mną do czynienia, oświadczył bardzo uroczyście, że przyjeżdża od Naczelnika Państwa, Piłsudskiego i na jego rozkaz, żeby mnie natychmiast przywiózł do Warszawy.

Rząd Obrony Narodowej został utworzony 24 lipca 1920. Poza podejmowaniem bieżących decyzji Witos zwracał szczególną uwagę na kwestie morale żołnierzy i społeczeństwa w ciężkich chwilach, gdy Armia Czerwona była coraz bliżej stolicy. Sam premier kilkakrotnie wyjeżdżał na linię frontu (pod Marki, Radzymin, Nasielsk, Modlin i Okuniew). Gdy pojawiły się tendencje separatystyczne w Wielkopolsce, Witos udał się do Poznania, gdzie udało mu się zażegnać niebezpieczeństwo niekorzystnych działań ze strony endecji.
12 sierpnia 1920 Józef Piłsudski złożył dymisję z funkcji Naczelnika Państwa i Naczelnego Wodza na ręce Wincentego Witosa jako premiera, który jednak dymisji tej nie ujawnił.

Po zwycięstwie nad bolszewikami premier Witos pozostawał nadal aktywny – późnym latem i jesienią 1920 odbył szereg podróży, podczas których spotykał się z przedstawicielami różnych grup społecznych. Odwiedził m.in. Pomorze, Mazowsze, Kujawy, Lwów, Podlasie, Nowogródek, Suwałki, Wołyń i Małopolskę. Historyk Andrzej Paczkowski zwraca uwagę, że 

Witos był pierwszym i jednym z nielicznych najwyższych urzędników państwowych Drugiej Rzeczypospolitej, którzy tak często spotykali się z przedstawicielami najróżniejszych grup społecznych z różnych regionów kraju, dając im poczucie bliskości władzy nader często reprezentowanej „w terenie” przez urzędników niekompetentnych, czy nawet wykorzystujących przyznane im uprawnienia niezgodnie z zasadami państwa demokratycznego.

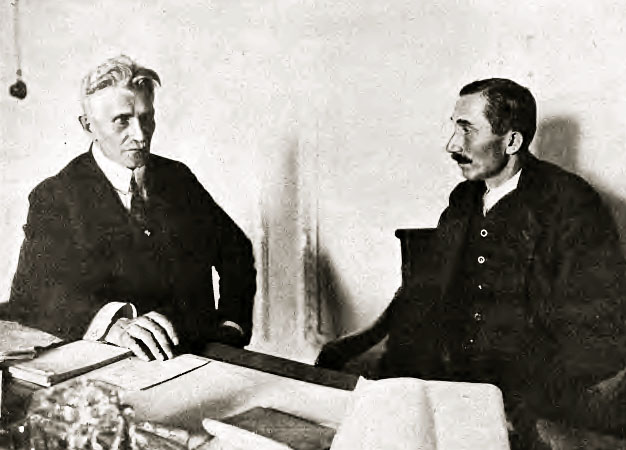
Szef Rządu Obrony Narodowej Wincenty Witos z wicepremierem Ignacym Daszyńskim

Tymczasem już we wrześniu rozpoczął się powolny proces rozpadu koalicji, która wyniosła Witosa do władzy. Spory wokół konferencji pokojowej w Rydze i projektu konstytucji sprawiły, iż z rządu występowały kolejno poszczególne partie. Gdy z rządu odszedł minister spraw zagranicznych Eustachy Sapieha, a Narodowa Partia Robotnicza odwołała z gabinetu ministra pracy i opieki społecznej Edwarda Pepłowskiego, premier złożył dymisję 27 maja 1921. Naczelnik Państwa Józef Piłsudski nie przyjął jej jednak i nalegał, aby Witos pozostał szefem rządu. Doszło do rekonstrukcji gabinetu, który popierały PSL „Piast”, Narodowe Zjednoczenie Ludowe, Zjednoczenie Mieszczańskie i Klub Pracy Konstytucyjnej (razem 188 posłów w 412-osobowej izbie). Nieco później jednak, ze względu na rozłam w NZL, wyjście z rządu ministra sprawiedliwości Leona Nowodworskiego i rezygnację ministra skarbu Jana Kantego Steczkowskiego, Witos zmuszony był do ponownego złożenia dymisji, która została przyjęta 13 września 1921.
W maju 1922 r. zraniony został przez bojówkę narodowców.
W listopadzie 1922 Wincenty Witos ponownie zapewnił sobie mandat parlamentarny. W nowej rzeczywistości politycznej stał się on głównym przywódcą sił centrowych w parlamencie. Początkowo skłaniał się do współpracy z prawicą – dzięki nieformalnemu porozumieniu Maciej Rataj z PSL „Piast” został marszałkiem Sejmu, a związanego z narodową demokracją Wojciecha Trąmpczyńskiego wybrano na przewodniczącego Senatu. Później jednak partia Witosa głosowała za wyborem Gabriela Narutowicza (wystawionego przez PSL „Wyzwolenie”) na stanowisko prezydenta RP, a po jego zabójstwie opowiedziała się za Stanisławem Wojciechowskim (kandydat PPS). PSL „Piast” wspierał także rząd gen. Władysława Sikorskiego.

### Drugi rząd Witosa

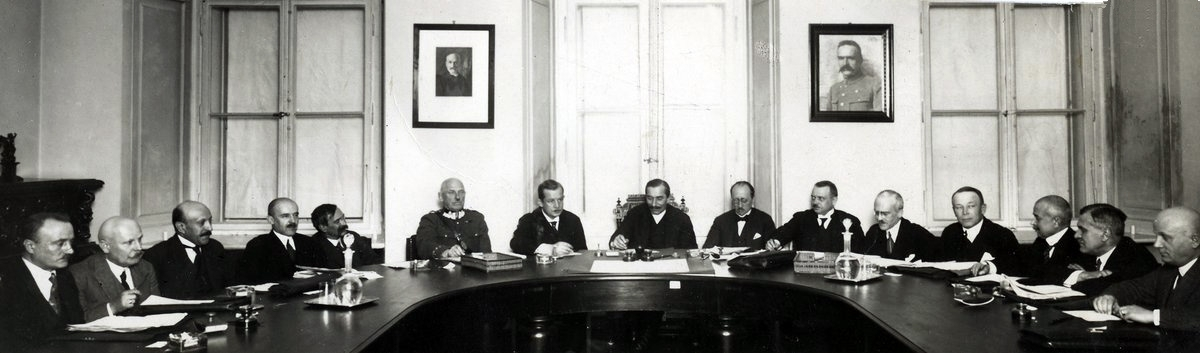
Drugi rząd Wincentego Witosa po zmianach personalnych 27 października 1923

17 maja 1923 PSL „Piast”, ZLN i Polskie Stronnictwo Chrześcijańskiej Demokracji zawarły umowę koalicyjną nazywaną paktem lanckorońskim. Głównym postanowieniem dokumentu było ustalenie formy reformy rolnej – ustalono, że parcelacji poddawane będzie 200 tys. ha ziem rocznie (posiadłości o powierzchni 100-400 ha na kresach wschodnich i powyżej 180 ha w innych województwach). Zawierał on także wiele elementów silnie nacjonalistycznych (np. postanowienie o wprowadzeniu numerus clausus w szkołach wyższych, średnich i zawodowych). Pod treścią paktu ze strony PSL „Piast” podpisał się Witos i Władysław Kiernik.
Nowa koalicja, na czele której jako premier stanął Wincenty Witos, została nazwana przez jej oponentów Chjeno-Piastem (od nazw głównych partii wchodzących w jej skład). Drugi rząd Wincentego Witosa został utworzony 28 maja 1923. W swoim exposé Witos zasygnalizował plany wprowadzenia podatku progresywnego, rozparcelowanie 400 tys. morgów ziemi, reformę walutową, a także uchwalenie ustaw o inspekcji pracy i ubezpieczeniach od bezrobocia. Gabinet Witosa stosunkowo szybko skonfliktował się z Piłsudskim, który pełnił wówczas stanowisko przewodniczącego Ścisłej Rady Wojennej. Rząd przekazał Sejmowi projekt ustawy o organizacji najwyższych władz wojskowych bez konsultacji z marszałkiem. Zakończyło się to rezygnacją Piłsudskiego z przewodniczenia Radzie i wycofaniem z życia politycznego. Na pożegnanie wygłosił przemówienie w Sali Malinowej Hotelu Bristol, w którym skrytykował parlamentaryzm, a zwłaszcza endecję. Zachęciło to siły lewicowe do ataków na rząd. Popularność gabinetu Witosa spadała także ze względu na pogarszającą się sytuację gospodarczą – hiperinflację, obniżkę płac realnych, załamanie produkcji, akcje strajkowe. Dodatkowo rząd wprowadził oszczędności budżetowe, co wywołało niezadowolenie wśród zatrudnionych w sektorze państwowym.
Sytuacja stawała się coraz bardziej napięta – 27 października 1923 doszło do rekonstrukcji gabinetu Witosa. Do rządu weszli m.in. Roman Dmowski (objął stanowisko ministra spraw zagranicznych), Stanisław Grabski (resort oświaty) i Wojciech Korfanty (minister bez teki, wicepremier). Odpowiedzią lewicowej opozycji było ogłoszenie strajku powszechnego, na co gabinet zarządził militaryzację kolei. Doprowadziło to do strajku generalnego proklamowanego 5 listopada 1923 przez PPS oraz starć w Krakowie. Podczas wydarzeń krakowskich doszło do walk ulicznych robotników (którzy zdobyli broń) z policją i wojskiem. Podobne zajścia miały miejsce w Tarnowie i Borysławiu. Ostatecznie rządowi udało się opanować sytuację, ale w wyniku wydarzeń krakowskich zginęło 18 cywilów, 3 oficerów i 11 szeregowców. Wincenty Witos wraz z Wojciechem Korfantym spotkał się z przywódcami PPS, pragnąc nie dopuścić do zupełnego wymknięcia się sytuacji spod kontroli. Ostatecznie niebezpieczeństwo rozlania się fali przemocy na cały kraj zostało zażegnane.

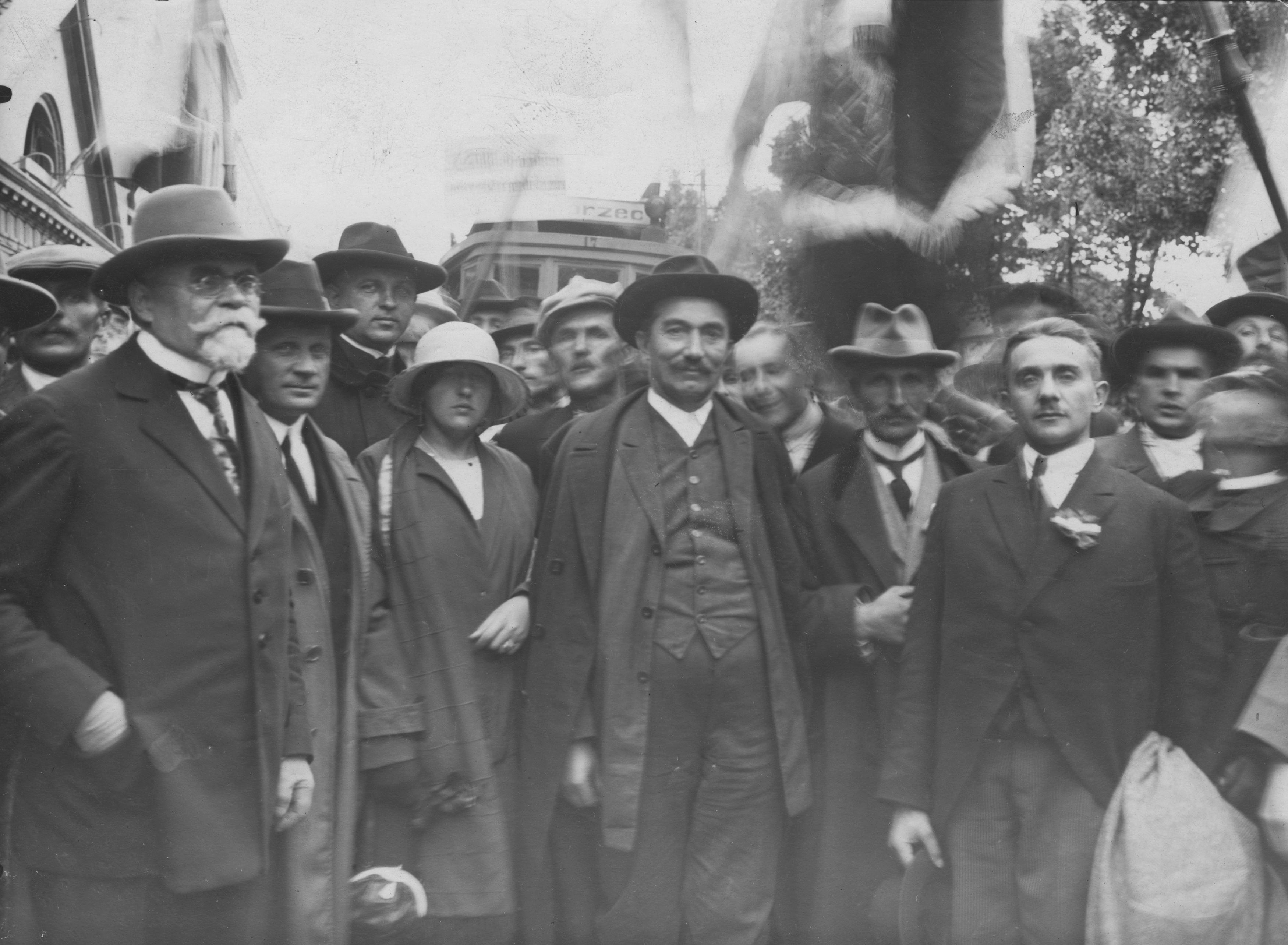
Witos z wizytą w Grudziądzu w czerwcu 1925

16 listopada 1923 głosowano w Sejmie nad wotum zaufania dla rządu Witosa. Za przyjęciem uchwały opowiedziało się 195 posłów, a przeciw – 176. Wkrótce jednak w PSL „Piast” miał miejsce rozłam – 15 posłów opuściło partię. W tym samym czasie grupa secesjonistów, którzy wyszli z ugrupowania wcześniej (grupa PSL Jedność Ludowa Jana Dąbskiego), połączyła się z PSL „Wyzwolenie”. W ten sposób partia Witosa w trakcie pełnienia przez niego stanowiska premiera straciła 1/3 członków. To skłoniło go do złożenia dymisji 14 grudnia 1923. Jak pisał Andrzej Paczkowski: 

Drugi z kolei rząd kierowany przez przywódcę PSL „Piast” niewątpliwie wpłynął negatywnie na opinie o Witosie. Nie tylko doszło w tym czasie do rozlewu krwi na skalę nieznaną w wewnątrzpolitycznej walce odrodzonego państwa, ale gabinet ten nie potrafił zrealizować zasadniczej części swych programowych obietnic. Witosa jakby opuściły zarówno umiejętności kierownicze, jak i zmysł polityczny.

Kolejne przesilenia rządowe skłoniły Witosa do opublikowania w połowie marca 1926 broszury pt. Czasy i ludzie, w której proponował on wprowadzenie zmian w konstytucji. Postulował m.in. wzmocnienie władzy wykonawczej, wyeliminowanie z Sejmu małych partii politycznych, ograniczenie prawa do strajku i praw mniejszości narodowych.

### Trzeci rząd Witosa

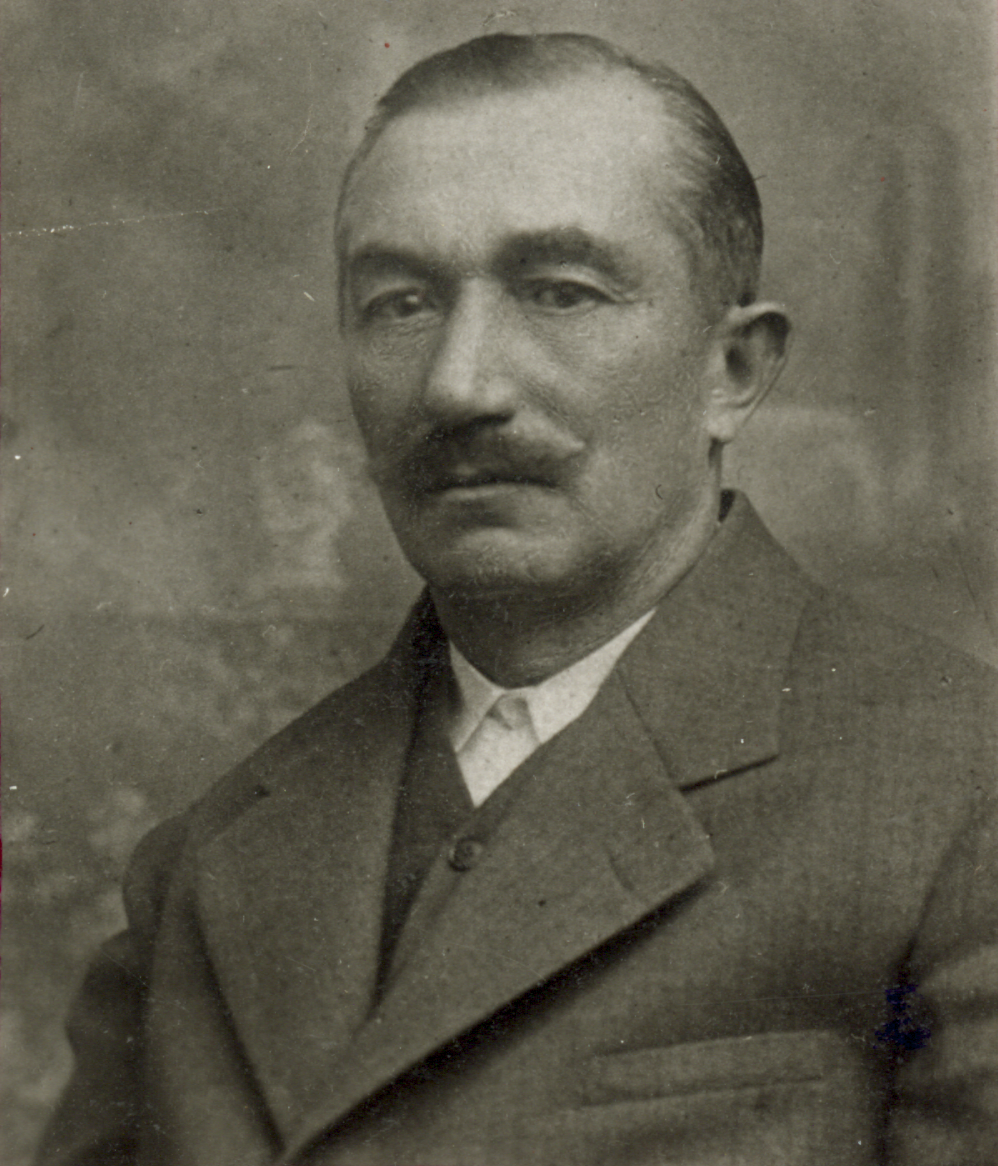
Witos na fotografii portretowej, lata 20.

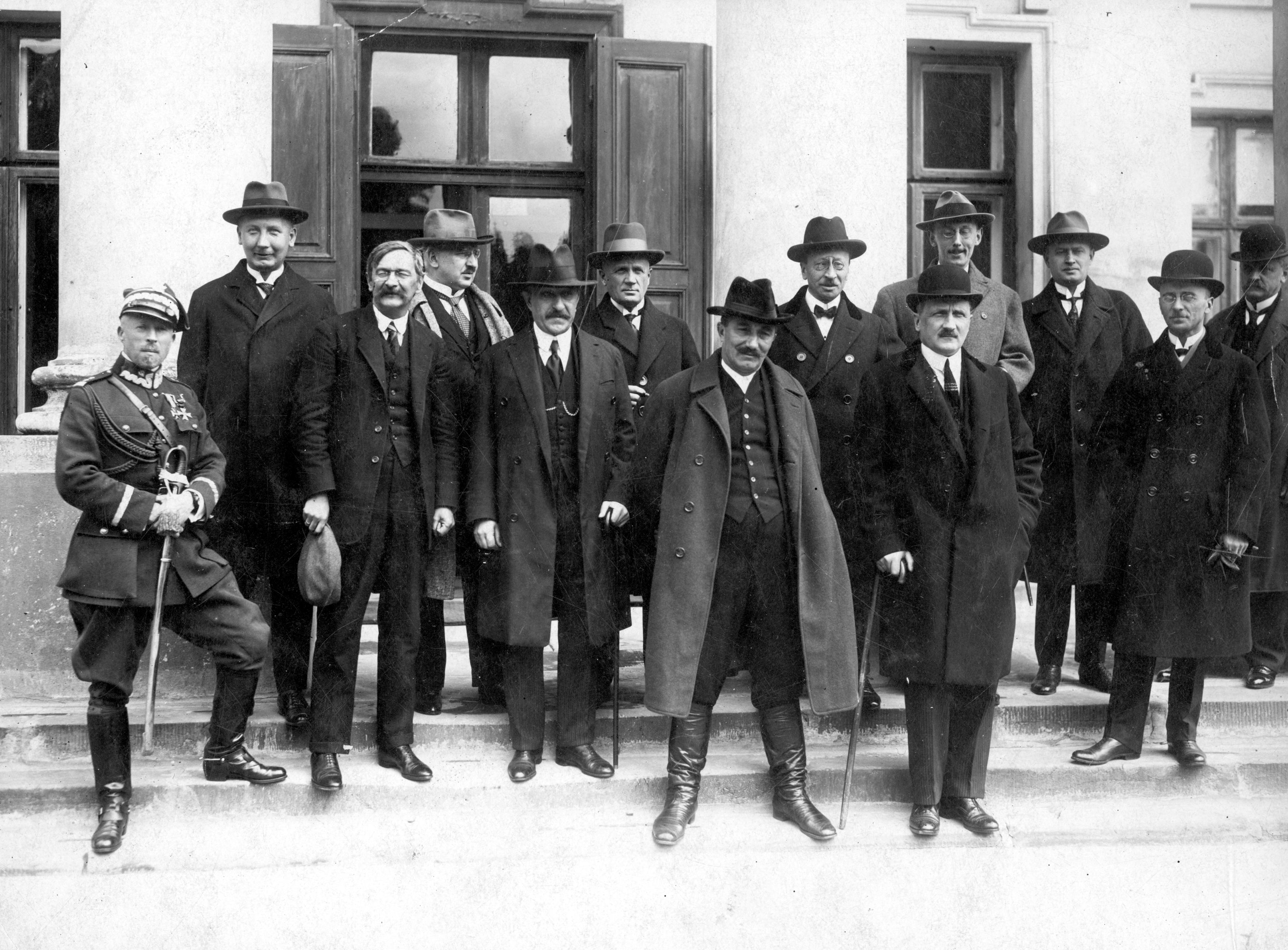
Trzeci rząd Wincentego Witosa tuż po zaprzysiężeniu, 1926

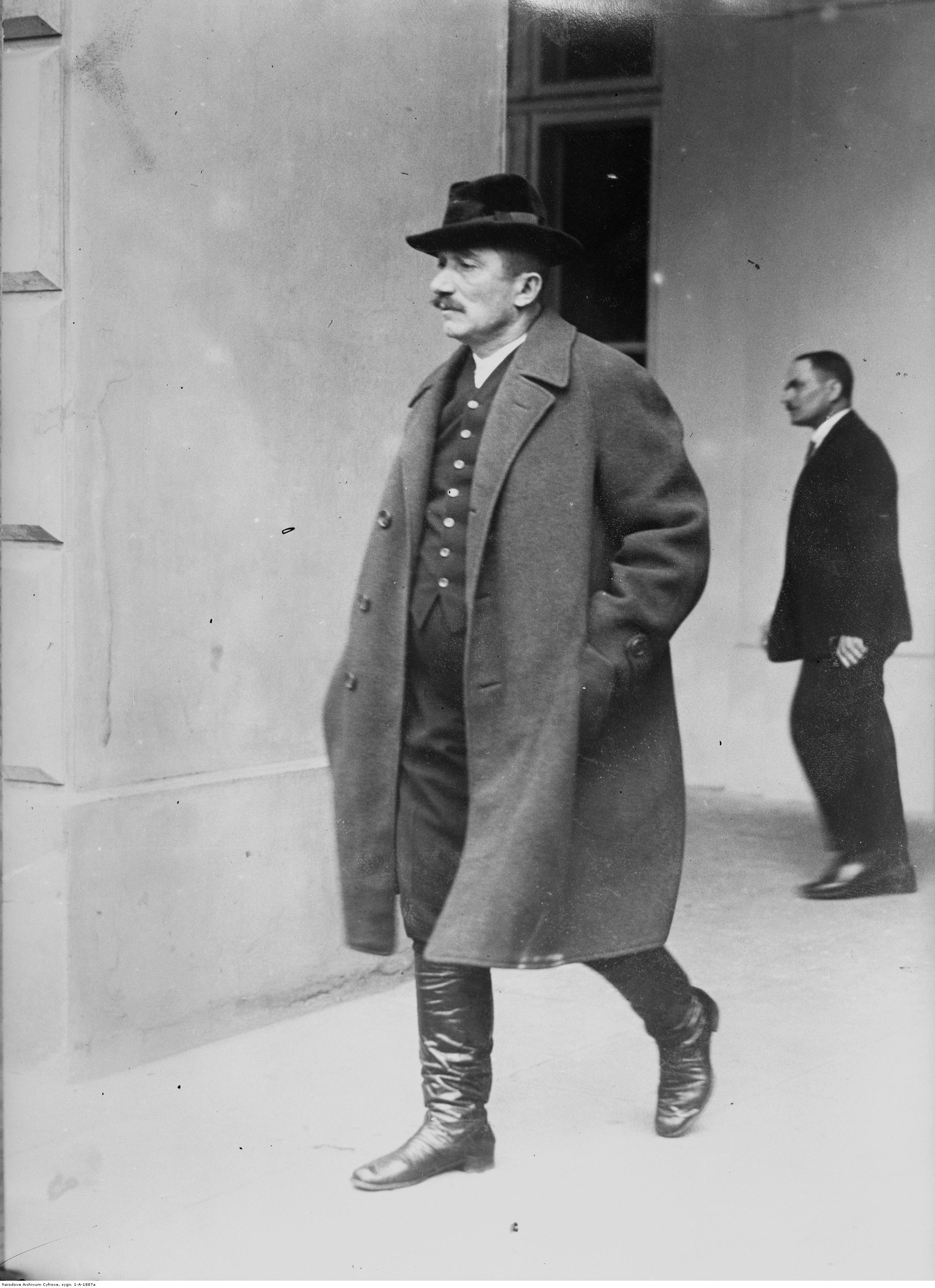
Poseł Wincenty Witos, 1928

Po upadku rządu Aleksandra Skrzyńskiego cztery partie centrum i prawicy sejmowej porozumiały się w sprawie powołania nowego gabinetu – ZLN, Polskie Stronnictwo Chrześcijańskiej Demokracji, NPR i PSL „Piast”. Zadecydowano, że premierem zostanie po raz kolejny Witos. Ten wahał się przed przyjęciem oferty, zwłaszcza że docierały do niego informacje o akcji szykowanej przez zwolenników Piłsudskiego. 9 maja ukazał się w „Nowym Kurierze Polskim” wywiad z desygnowanym na premiera Witosem, w którym zwracał się on do marszałka: 

Niechże wreszcie Marszałek Piłsudski wyjdzie z ukrycia, niechże stworzy rząd, niech weźmie do współpracy wszystkie czynniki twórcze, którym dobro państwa leży na sercu. Jeśli tego nie zrobi, będzie się miało wrażenie, że nie zależy mu naprawdę na uporządkowaniu stosunków w państwie.

 Według Macieja Rataja w pierwotnej wersji w wywiadzie znalazł się również następujący fragment: 

Mówią, że Piłsudski ma za sobą wojsko, jeśli tak, to niech bierze władzę siłą... ja bym się nie wahał tego zrobić; jeśli Piłsudski nie zrobi tego, to, zdaje się, nie ma jednak tych sił za sobą.

10 maja 1926 utworzono trzeci rząd Wincentego Witosa. Tego samego dnia Witos rozmawiał z prezydentem Stanisławem Wojciechowskim na temat niebezpieczeństwa zamachu. Prezydent odrzucił możliwość spisku ze strony Piłsudskiego. Jak pisał Witos: 

Kiedy mu nadmieniłem, że moim zdaniem największe niebezpieczeństwo stanowi Piłsudski, gdyż on knuje spiski, a nawet przygotowuje zamach, oświadczył bardzo stanowczo, nie dając mi zakończyć, że to jest nieprawda. On może ręczyć, że Piłsudski nie byłby zdolny do takiej zbrodni, był zresztą osobiście u niego przed paru dniami i dał mu słowo honoru, że o żadnym zamachu nie myśli. On zaś nie ma najmniejszego powodu, by jego zapewnieniom nie wierzyć, gdyż wie, że Piłsudski danego słowa zawsze dotrzymywał.

Jednocześnie Józef Piłsudski udzielił wywiadu „Kurierowi Porannemu”, w którym ostro skrytykował Witosa i jego rząd. Wywiad ukazał się 11 maja, ale Komisariat Rządu na miasto stołeczne Warszawę podjął decyzję o konfiskacie gazety. Znaczna część nakładu trafiła jednak do czytelników.

### Przewrót majowy
Po rozpoczęciu się zbrojnego przewrotu Witos zadecydował o przenosinach rządu z Pałacu Namiestnikowskiego do Belwederu. Ze względu na postępy zwolenników Piłsudskiego planował także przejazd całego gabinetu do Poznania. Nie zostało to jednak zrealizowane. Po powodzeniu sił rządowych 13 maja, następnego dnia zamachowcy przypuścili kontrnatarcie, które zmusiło rząd Witosa do ewakuacji do Wilanowa. Tam na naradzie premier opowiedział się za przerwaniem walk, wskazując na zagrożenia dla Polski jako całości wynikające z jej położenia międzynarodowego. Innego zdania byli generałowie, ale to stanowisko Witosa przeważyło. 14 maja 1926 o godzinie 17.30 rząd podał się do dymisji, a prezydent Wojciechowski złożył swój urząd. Obowiązki głowy państwa przejął marszałek Sejmu Maciej Rataj, który na premiera desygnował wskazanego przez Piłsudskiego Kazimierza Bartla. Rozpoczęły się rządy sanacji w Polsce.
Po złożeniu dymisji Witos udał się do rodzinnych Wierzchosławic. Do rogatek Warszawy kurtuazyjnie odprowadził go nowy komisarz na miasto stołeczne Felicjan Sławoj Składkowski.

### Centrolew

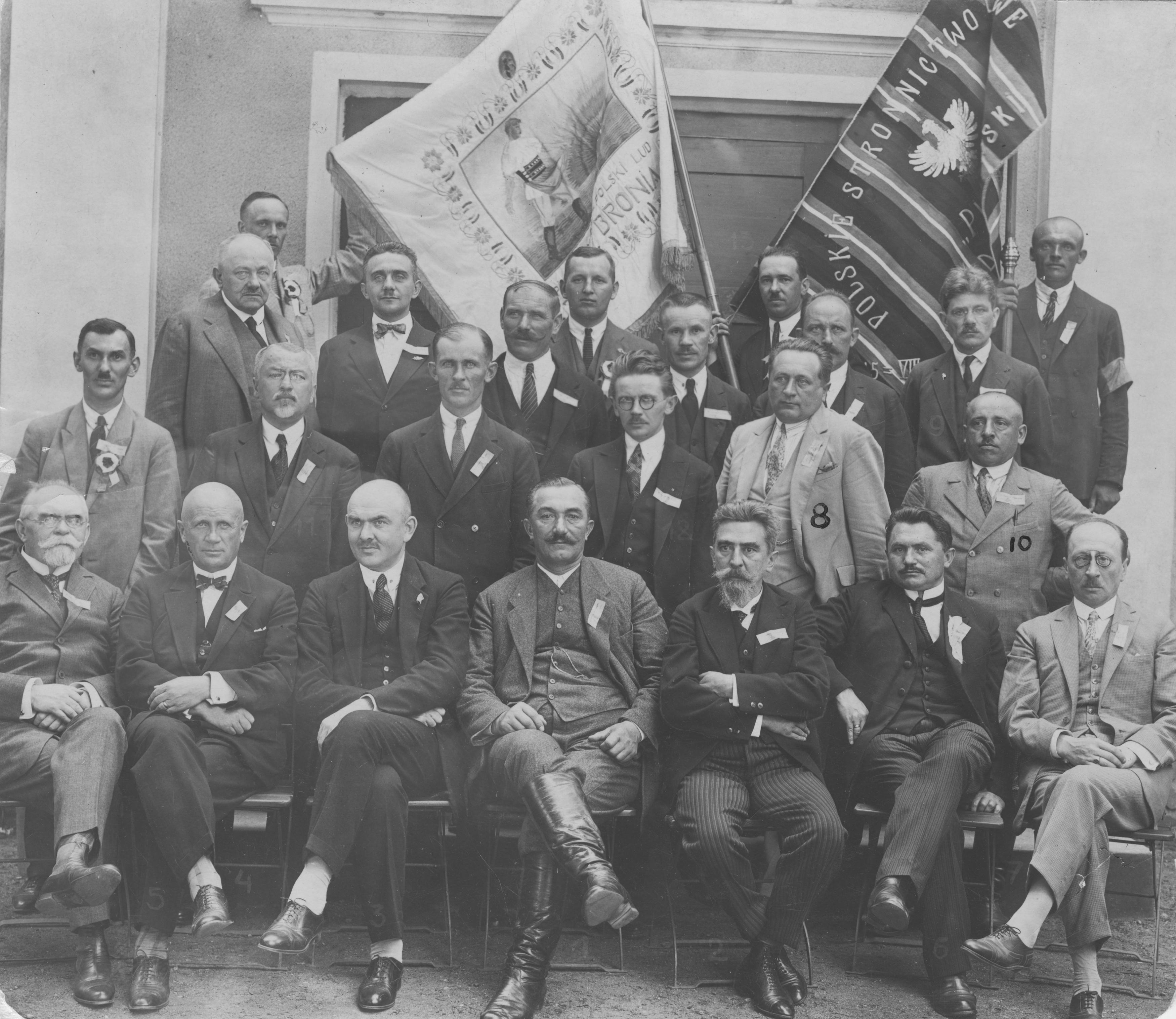
Aktywiści PSL „Piast” w 1927

Tuż po zamachu, 26 maja 1926 Wincenty Witos złożył rezygnację z pełnienia funkcji prezesa Klubu Poselskiego PSL „Piast”. Nie została ona jednak przyjęta. W 1927, na skutek ograniczenia pomocy finansowej państwa, zrezygnował natomiast z funkcji prezesa Małopolskiego Towarzystwa Rolniczego. 18 sierpnia 1927 krakowski Urząd Wojewódzki rozwiązał Związek Wójtów, utworzony przez Witosa i działający w Małopolsce pod jego przewodnictwem.
4 marca 1928 Witos został po raz kolejny wybrany do Sejmu. Wyniki głosowania okazały się jego sukcesem – uzyskał on największą liczbę głosów w tarnowskim okręgu wyborczym. Odmówił jednak pełnienia funkcji prezesa partii. Zastąpił go Andrzej Średniawski.
9 kwietnia 1929 wojewoda krakowski Mikołaj Kwaśniewski usunął Wincentego Witosa z samorządowego tarnowskiego zarządu powiatowego, do którego wybierano go od 1905.
Pozostawał w zdecydowanej opozycji wobec rządów sanacji. W latach 1929–1930 był jednym z przywódców porozumienia ugrupowań lewicowych i centrowych, którego działalność skierowana była przeciwko piłsudczykom – Centrolewu. Brał udział m.in. w Kongresie Obrony Praw i Wolności Ludu w Krakowie (zorganizowanym przez Centrolew) w czerwcu 1930, podczas którego wygłosił przemówienie.

### Proces brzeski

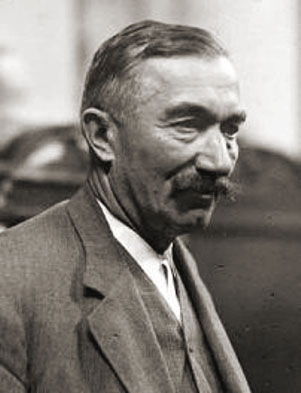
Witos podczas procesu brzeskiego

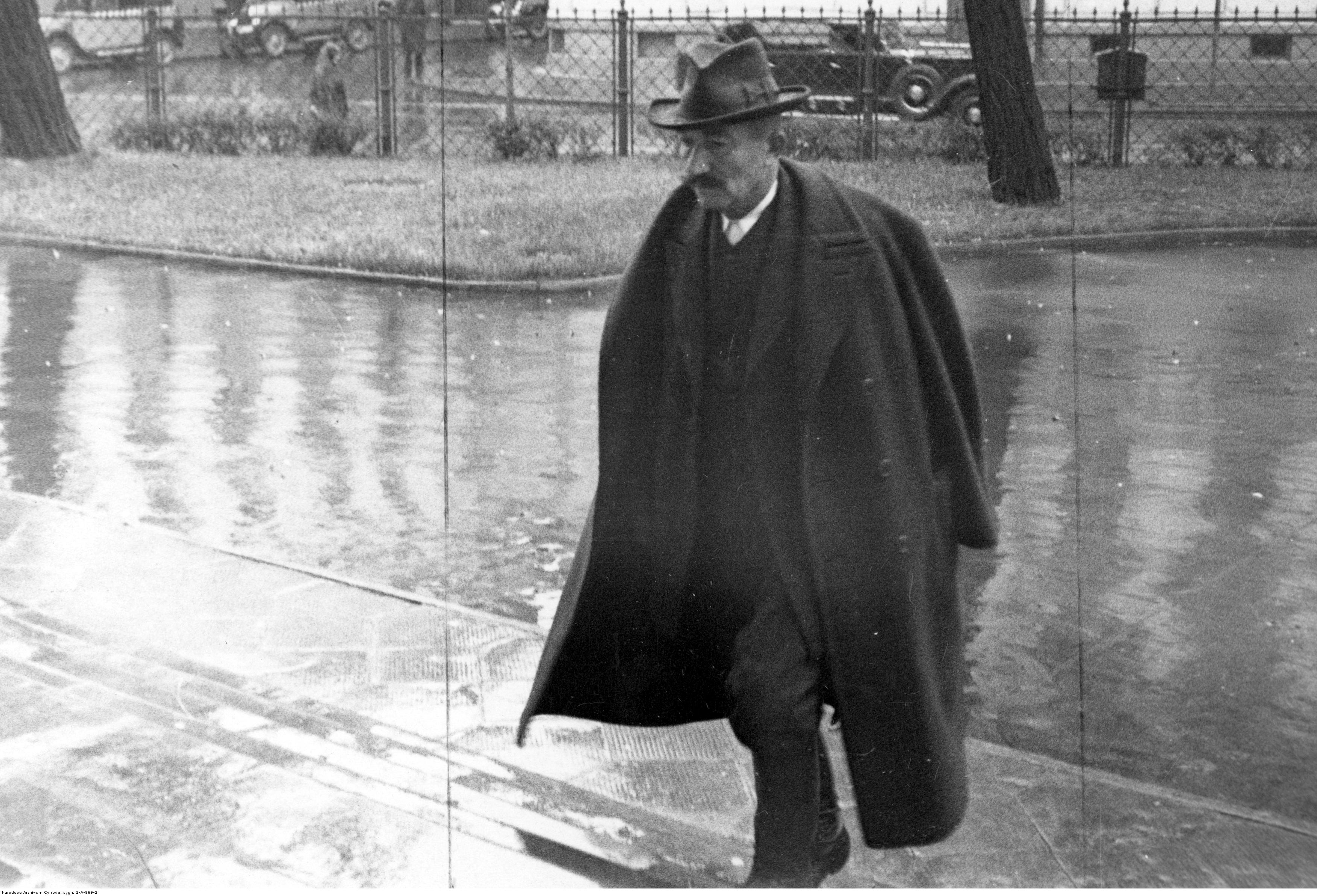
Witos w drodze do Sejmu, 1932

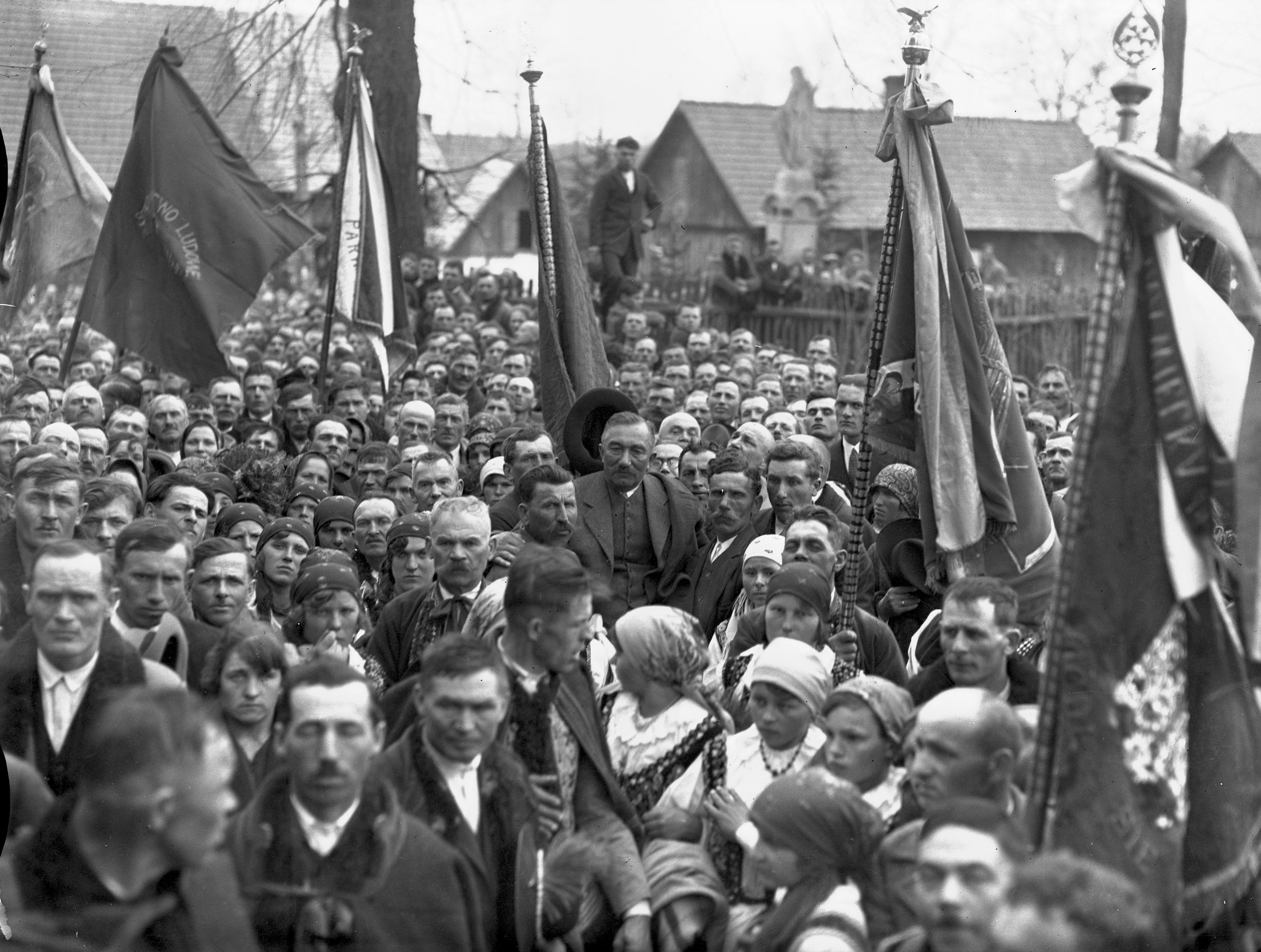
Uroczystość 25-lecia działalności politycznej Witosa w Wierzchosławicach, 30 kwietnia 1933

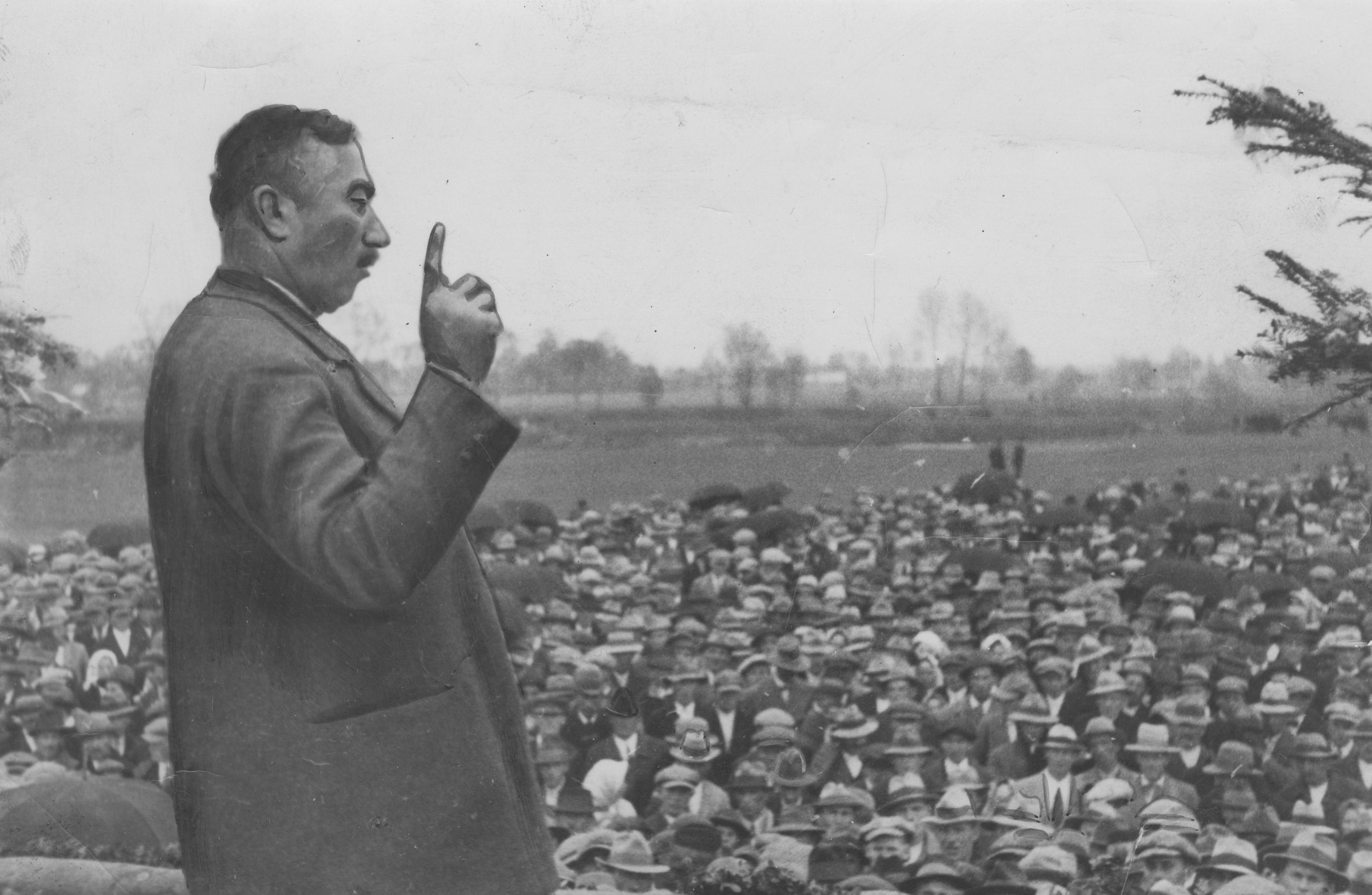
Witos przemawiający do tłumów w Rakszawie w 1933

W nocy z 9 na 10 września 1930 został aresztowany (w pociągu relacji Kraków – Tarnów w miejscowości Podgórze) i osadzony w twierdzy brzeskiej (bez postawienia politykowi żadnych zarzutów). Zatrzymanego (jak również jego współwięźniów, innych przeciwników sanacji) bito i upokarzano – Witosowi nakazano m.in. ręczne czyszczenie latryn i opróżnianie wiader na odchody. Nieco później przewieziono go do aresztu w Grójcu. Pomimo uwięzienia 27 listopada 1930 został ponownie wybrany na posła do Sejmu. Tego samego dnia opuścił więzienie za kaucją (10 tys. zł). W przygotowywanym procesie miał odpowiadać z wolnej stopy.
W obliczu walki obozu sanacyjnego z partiami ludowymi Witos głosił konieczność konsolidacji ugrupowań chłopskich. 15 marca 1931 powstało zjednoczone Stronnictwo Ludowe. Witos został prezesem Rady Naczelnej ugrupowania (prezesem Kongresu SL był Maksymilian Malinowski, a prezesem Naczelnego Komitetu Wykonawczego – Stanisław Wrona).

26 października 1931 rozpoczął się w Warszawie proces nazywany „brzeskim”. Witosowi oraz dziesięciu innym oskarżonym zarzucono, że w okresie od 1928 do 9 września 1930 po wzajemnem porozumiewaniu się i działając świadomie, wspólnie przygotowywali zamach, którego celem było usunięcie przemocą członków sprawującego w Polsce władzę rządu i zastąpieniu ich przez inne osoby, wszakże bez zmiany zasadniczego ustroju państwowego. W trakcie 55 rozpraw żaden z oskarżonych nie przyznał się do winy. Witos wykorzystał możliwość składania wyjaśnień do ostrej krytyki działań sanacji, poczynając od zamachu majowego. Mówił m.in.: 

Wysoki Sądzie, ja byłem prezesem tego rządu, który został przez zamach majowy obalony. Nie ja więc knułem, nie ja robiłem spiski, ale ja wraz z rządem stałem się ofiarą spisku i zamachu. Rząd ten nie był rządem uzurpatorskim, był rządem konstytucyjnym, w sposób zupełnie zgodny z prawem, w sposób zupełnie praworządny powołany przez prezydenta Rzeczypospolitej. Kto inny robił zamach, kto innych robił spisek, a na ławie oskarżonych siedzę ja!

Obrońcą Witosa podczas procesu był adwokat Stanisław Szurlej.
Oskarżonych uniewinniono od zarzutu przygotowywania zamachu stanu. Jednak skazano ich za działalność w Centrolewie. Witos został skazany na 1,5 roku więzienia i pozbawienie praw publicznych na 3 lata. Dodatkowo (podobnie jak na Kazimierza Bagińskiego) nałożono na niego karę grzywny w wysokości 80 zł. W dniach 7–11 lutego 1933 odbyła się rozprawa apelacyjna, która zakończyła się zatwierdzeniem wyroku pierwszej instancji. 9 maja 1933 Sąd Najwyższy skasował ten wyrok i skierował sprawę do ponownego rozpatrzenia. W dniach 11–20 lipca 1933 odbyła się druga rozprawa przed Sądem Apelacyjnym, który uznał pierwszy wyrok za uzasadniony. Wyrok ostatecznie zatwierdził Sąd Najwyższy, który w dniach 2–5 października 1933 ponownie rozpatrywał apelację obrońców.

Pięciu spośród skazanych zgłosiło się do więzień w celu odbycia kary. Wincenty Witos, Adam Pragier, Władysław Kiernik, Kazimierz Bagiński i Herman Lieberman udali się na emigrację (jeszcze przed zatwierdzeniem wyroku przez Sąd Najwyższy). We wspólnym oświadczeniu pisali 

Nie będziemy znowu zakładnikami dyktatury, jak w roku 1930... Kraj żąda od nas nie męczeństwa, lecz walki o usunięcie mafii, która panowanie swe ugruntowała na kłamstwie, krzywdzie i znieprawieniu charakterów. Opuściliśmy Polskę, aby dalej prowadzić walkę ze znienawidzoną dyktaturą.

Chłopski przywódca trafił do Czechosłowacji.

### Emigracja i powrót
28 września 1933 Wincenty Witos przekroczył (w okolicach Zakopanego) granicę polsko-czechosłowacką. Przebywał przez pewien czas w Pradze oraz w uzdrowisku w Karlovych Varach, gdzie leczył się z dolegliwości gastrycznych. Przez długi czas mieszkał w Rożnowie pod Radgoszczem na Morawach, gdzie odwiedzała go czasem córka, Julia Masiowa. Łączność z Polską utrzymywał poprzez działaczy ludowych z Cieszyna i Śląska Cieszyńskiego: Pawła Bobka, Edwarda i Pawła Kaletów, Helenę Niemiec, Pawła Niemca i Pawła Borutę. W tym okresie przez pewien czas odpoczywał w Gródku na Zaolziu, gdzie poddał się kuracji ziołowej, zaordynowanej przez znanego miejscowego zielarza, Karola Kaletę.

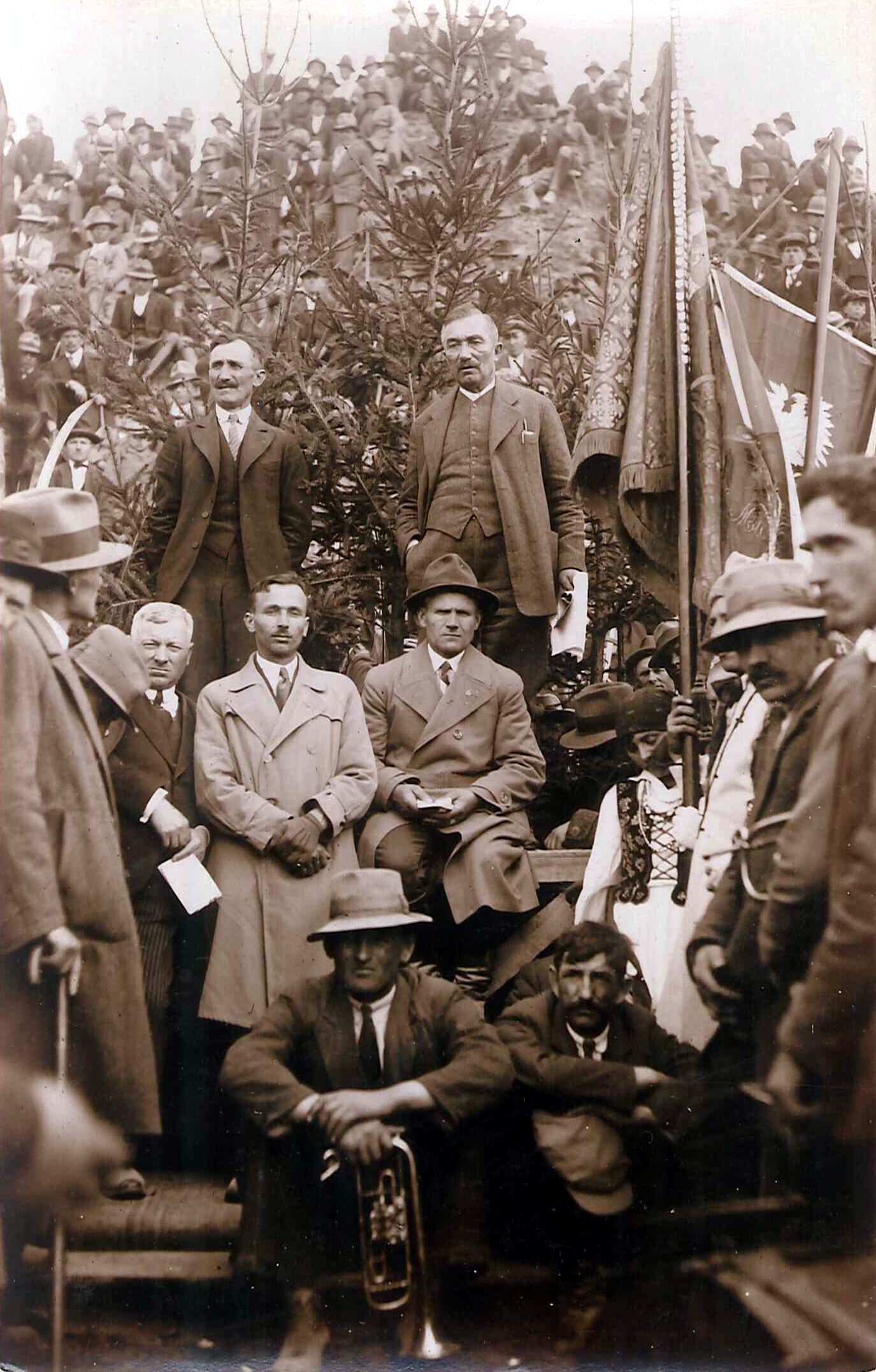
Witos pod Kopcem Kościuszki w Racławicach (1934)

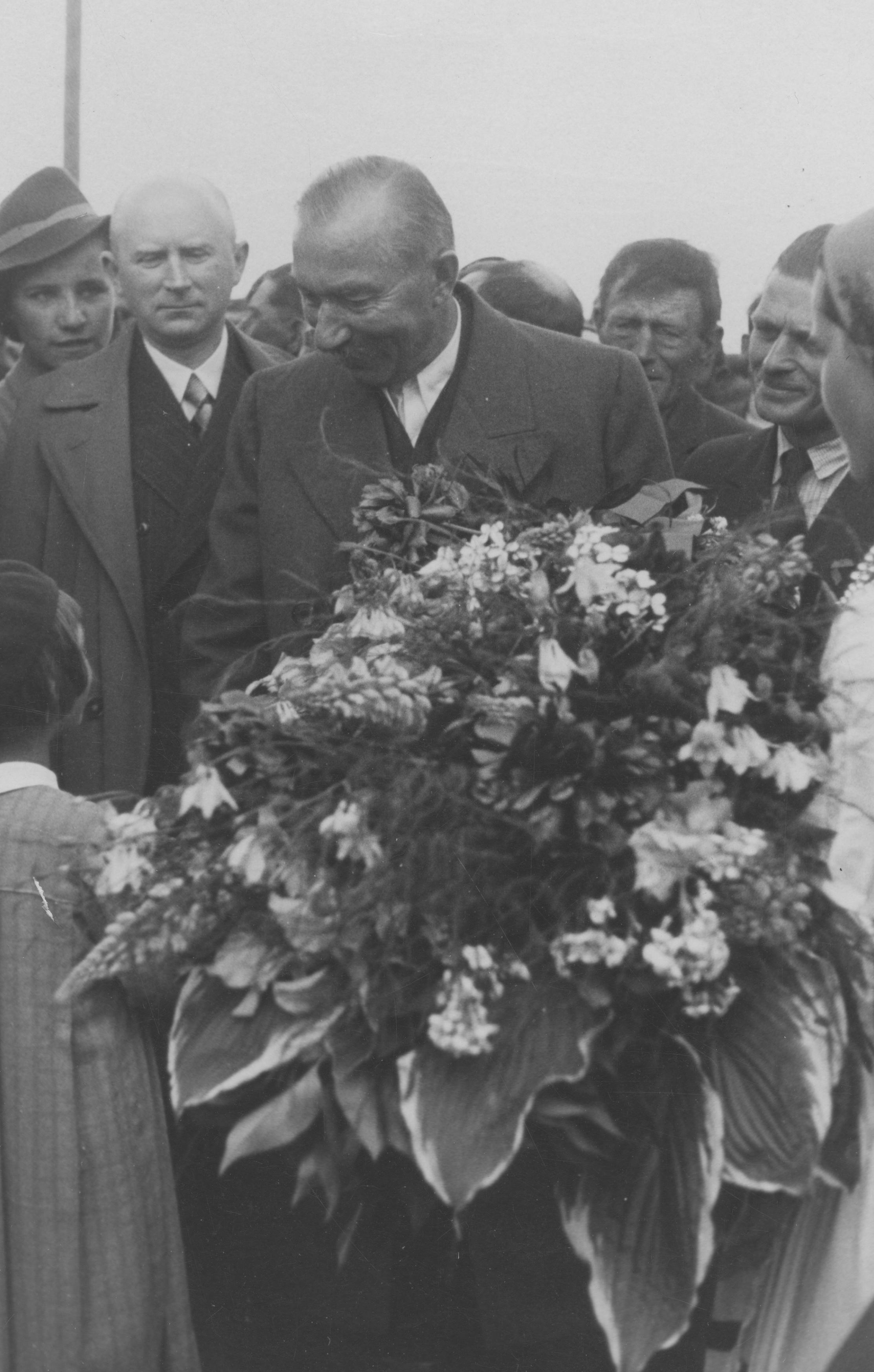
Wizyta Wincentego Witosa we wsi Munina. Jedna z mieszkanek wsi wręcza kwiaty byłemu premierowi (maj 1939)

W Czechosłowacji kontynuował działalność polityczną – utrzymywał kontakt z politykami ruchu ludowego, przebywającymi w kraju (Władysławem Kiernikiem, Kazimierzem Bagińskim, Stanisławem Mikołajczykiem), a także tymi za granicą. 8 grudnia 1935 został wybrany prezesem Naczelnego Komitetu Wykonawczego Stronnictwa Ludowego. W lutym 1936 przyjechał do szwajcarskiego Morges, gdzie rozmawiał m.in. z gen. Władysławem Sikorskim i Józefem Hallerem. Uważano go za faktycznego przywódcę krajowego Stronnictwa Ludowego, konsultowano z Witosem decyzje we wszystkich ważniejszych kwestiach politycznych. Z emigracji kierował także strajkami chłopskimi, które miały miejsce w 1937 w Polsce. Na emigracji powstały Moje wspomnienia Witosa, jak również Moja tułaczka w Czechosłowacji oraz cały szereg artykułów na temat bieżącej polityki.
Do Polski wrócił 31 marca 1939. Powodem powrotu było wkroczenie wojsk niemieckich do Czechosłowacji i utworzenie Protektoratu Czech i Moraw. 3 kwietnia stawił się w prokuraturze w Krakowie. Stamtąd został przewieziony do więzienia w Siedlcach i uwięziony. W areszcie przebywał jednak tylko trzy dni – wykonanie wyroku zostało zawieszone na okres 6 miesięcy.
17 maja 1939 został ponownie wybrany na stanowisko prezesa Stronnictwa Ludowego. Tego samego dnia, w związku z odczuwalnym niebezpieczeństwem agresji niemieckiej, wydał odezwę zawierającą wezwanie do obrony niepodległości kraju.
Latem 1939 odbył kurację w Truskawcu, po czym 22 lipca przybył do Wierzchosławic. 31 sierpnia 1939 umarła jego żona, Katarzyna. Następnego dnia rozpoczęła się II wojna światowa.

### II wojna światowa
Po wybuchu II wojny światowej próbował wrócić do życia politycznego, jednak ograniczany był przez zły stan zdrowia. Tuż po rozpoczęciu się konfliktu, 3 września Wincenty Witos wyjechał pociągiem do Lwowa. Jednak na stacji Rudki skład został trafiony przez bombę lotniczą, a sam polityk został ranny. 16 września został aresztowany przez Niemców w majątku Jana Józefa Drohojowskiego w Cieszacinie Wielkim. 20 września znalazł się w więzieniu w Rzeszowie. Tam zaproponowano mu utworzenie polskiego rządu kolaboracyjnego. Propozycja ta została zdecydowanie odrzucona. W 1939 roku grupa bułgarskich antyfaszystów, działająca pod kryptonimem Grupa B, podjęła działania mające na celu odbicie Witosa z więzienia w Rzeszowie, jednak z powodu złego stanu zdrowia Witosa, uniemożliwiającego jego ucieczkę, Grupa B zaniechała próby uwolnienia Witosa. W marcu 1940 Witos został przetransportowany do Berlina. Od 14 maja 1940 był internowany w pensjonacie w Zakopanem. 28 lutego 1941 został zwolniony wraz z zobowiązaniem do przebywania w Wierzchosławicach. Przebywał w Wierzchosławicach pod stałym nadzorem gestapo. W tym czasie stan jego zdrowia znacznie się pogorszył.
Podczas internowania współpracował z polskim Państwem Podziemnym. Planowano wywiezienie polityka za granicę. W 1944 ukrywał się w mieszkaniu inż. Bolesława Skąpskiego w Krakowie. Od grudnia 1944 do marca 1945 przebywał w okolicach Włoszczowy i Piotrkowa, gdzie w ukryciu oczekiwał na odlot do Londynu. Plan ten nie został zrealizowany. 23 marca 1945, po wkroczeniu Armii Czerwonej, powrócił do Wierzchosławic. 31 marca 1945 został stamtąd wywieziony przez Rosjan, którzy przetrzymywali go przez 5 dni w areszcie, próbując w ten sposób przekonać Witosa do współpracy z Krajową Radą Narodową. 12 kwietnia Rząd RP w Londynie wydał komunikat powiadamiający o aresztowaniu polityka. Wywołało to spore zainteresowanie mediów zagranicznych – w sprawie Witosa interweniował nawet u Józefa Stalina brytyjski premier, Winston Churchill. Informacjom o aresztowaniu chłopskiego polityka zaprzeczyła radziecka agencja TASS.

### Po wojnie
W 1945 powołano go na wiceprzewodniczącego Krajowej Rady Narodowej, jednak ze względu na ciężką chorobę nie podjął się pełnienia tej funkcji. Nie skorzystał także z zaproszenia do wzięcia udziału w rozmowach moskiewskich w sprawie utworzenia Tymczasowego Rządu Jedności Narodowej. Wraz ze Stanisławem Mikołajczykiem utworzył Polskie Stronnictwo Ludowe, od sierpnia 1945 był prezesem tego ugrupowania (zastępcą był Mikołajczyk).

W tym czasie stan zdrowia Witosa uległ dalszemu pogorszeniu. 15 sierpnia 1945 trafił do szpitala bonifratrów w Krakowie. We wrześniu wydał swą ostatnią odezwę, zatytułowaną Do braci chłopów, w której pisał: 

... i znowu po latach ciężkiej rozłąki, schodzimy się razem w wolnej, niepodległej Polsce... Budujemy więc to nasze państwo na ruinach, zgliszczach i popiołach, stawiamy gmach, w którym stale i niepodzielnie królować winny samodzielność, wolność, prawo i sprawiedliwość... Pomni przeszłości, budując w warunkach jak najtrudniejszych, baczmy pilnie, aby do tego gmachu nie dostały się zarazki zgnilizny i rozkładu mające go zniszczyć, gdy on ma stać wiecznie... Świadomi swoich praw i obowiązków, jak i odpowiedzialności przed przyszłością i narodem, stańcie razem do pracy, pracy wytrwałej, tworząc dobra konieczne dla współczesnych i potomnych...

Zmarł we wspomnianym szpitalu o 6.30 w środę 31 października 1945.
Witos pochowany został w Wierzchosławicach. Podczas pogrzebu utworzono kondukt żałobny, który w dniach 3–6 listopada przeszedł pieszo z Krakowa (gdzie w Kościele Mariackim miała miejsce msza poświęcona zmarłemu) do rodzinnej wioski polityka. W ostatniej drodze towarzyszyły mu tłumy zwolenników ruchu ludowego.

## Wnioski o kasację wyroku

### Wnioski PSL
W 2005 PSL złożyło w Ministerstwie Sprawiedliwości wniosek o kasację wyroku, jaki otrzymał podczas procesu brzeskiego Wincenty Witos. W 2006 resort odmówił, argumentując tę decyzję w sposób następujący: 

W stanie faktycznym sprawy, ustalonym przez sąd I instancji i zaakceptowanym przez sąd odwoławczy [w 1932 r.], zachowanie p. Wincentego Witosa i pozostałych oskarżonych, z formalnego punktu widzenia, wyczerpywało znamiona (...) rosyjskiego kodeksu karnego z 1903 r.

PSL ponowiło wniosek w 2008. Ministerstwo Sprawiedliwości ponownie odrzuciło tę prośbę, stwierdzając, iż nie zachowały się oryginalne akta procesu brzeskiego i z tego powodu nie jest możliwe wszczęcie procedury kasacyjnej wyroków, jakie w nim zapadły.

### Wniosek Rzecznika Praw Obywatelskich
Na wniosek Polskiego Stronnictwa Ludowego w 2020 r. Rzecznik Praw Obywatelskich, Adam Bodnar wniósł do Sądu Najwyższego kasację w sprawie Wincentego Witosa i pozostałych skazanych w procesie brzeskim. 25 maja 2023 roku w największej sali Sądu Najwyższego odbyła się rozprawa kasacyjna ws. „procesu brzeskiego” z lat 30. XX wieku, w którym skazano sześciu posłów Polskiej Partii Socjalistycznej, dwóch posłów Polskiego Stronnictwa Ludowego „Piast” (w tym Witosa) i dwóch posłów PSL „Wyzwolenie”. Po ponad 90 latach od orzeczenia warszawskiego Sądu Apelacyjnego Sąd Najwyższy uwzględnił w całości kasację Rzecznika Praw Obywatelskich i uchylił obydwa wyroki sądów warszawskich – okręgowego z 1932 roku i apelacyjnego z 1932 roku. Sąd uniewinnił wszystkich oskarżonych, wówczas polityków Centrolewu (w tym Witosa), od postawianych im w 1930 roku zarzutów udziału w spisku mającym na celu obalenie przemocą rządu.

## Dzieła WybraneWitosa
- W. Witos, Dzieła Wybrane, tom I: Moje wspomnienia, cz. I, Wyd. LSW, Warszawa 1988.
- W. Witos, Dzieła Wybrane, t. II: Moje wspomnienia, cz. II, LSW, Warszawa 1990.
- W. Witos, Dzieła Wybrane, t. III: Moja tułaczka w Czechosłowacji, LSW, Warszawa 1995.
- W. Witos, Dzieła Wybrane, t. IV: Publicystyka, LSW, Warszawa 2003.
- W. Witos, Dzieła Wybrane, t. V: Przemówienia, LSW, Warszawa 2007.

W 2024 r. publikacja została wznowiona nakładem Instytutu Pamięci Narodowej.

## Ordery i odznaczenia

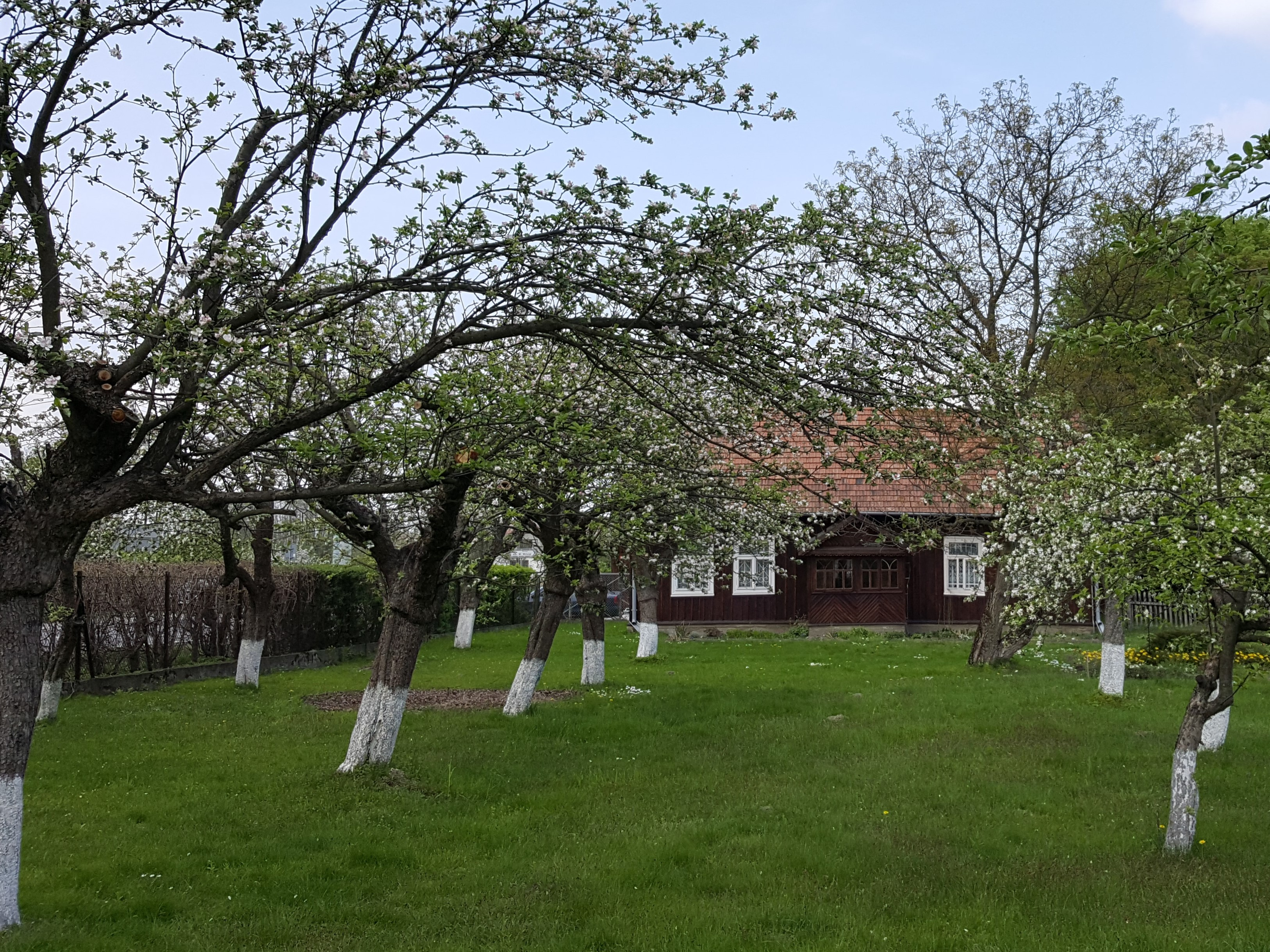
Zagroda Wincentego Witosa zbudowana w latach 1905–1913. Obecnie muzeum

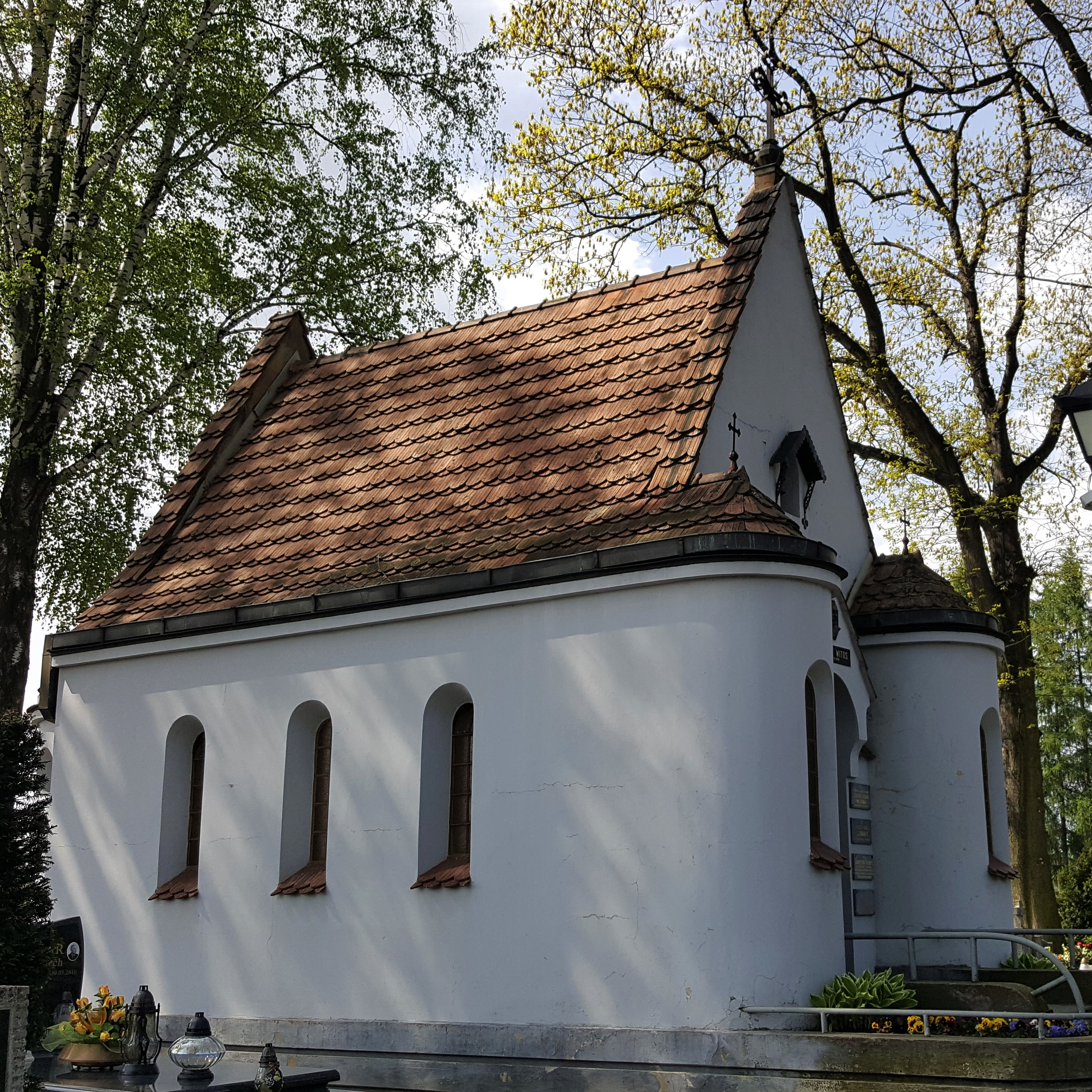
Kaplica grobowa rodziny Witosów na cmentarzu w Wierzchosławicach. Miejsce pochówku Wincentego Witosa

- Order Orła Białego (11 lipca 1921, odebrany w 1931, przywrócony w 1939[217])[218]
- Order Krzyża Grunwaldu I klasy (pośmiertnie, 2 listopada 1945)[219][220][221]
- Wielka Wstęga Orderu Lwa Białego (Czechosłowacja, 1925)[222]
- Wielka Wstęga Orderu Gwiazdy Rumunii (Rumunia)[223][224]

## Upamiętnienie

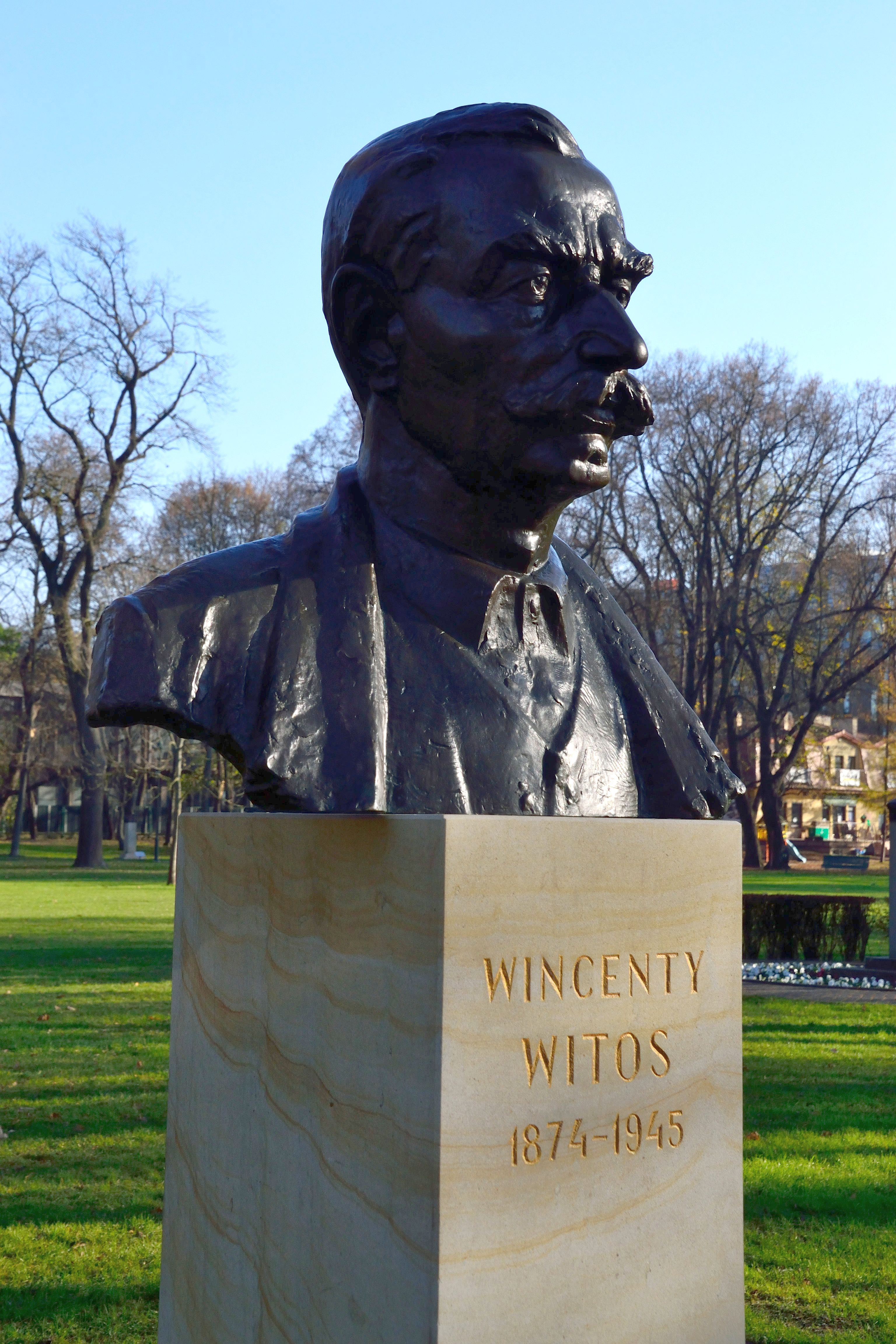
Pomnik Wincentego Witosa w Parku Jordana w Krakowie

- W 1985 odsłonięto pomnik Wincentego Witosa na placu Trzech Krzyży w Warszawie[225].
- Z inicjatywy Józefa Putka wydana została seria znaczków pocztowych, m.in. z podobizną Wincentego Witosa[226].
- W 1971 powstało Muzeum Wincentego Witosa.
- Jego wizerunek znajduje się na 15. stronie polskich paszportów wydawanych od 5 listopada 2018 roku[227].
- W 2018 Poczta Polska wydała w nakładzie 180 tys. sztuk należący do serii „100. rocznica odzyskania przez Polskę niepodległości” i zaprojektowany przez Marzannę Dąbrowską znaczek pocztowy o nominale 2,60 zł upamiętniający Wincentego Witosa[228].
- W 2023 pośmiertnie został honorowym obywatelem Tarnowa[229].
- Instytut Pamięci Narodowej w 2021 wydał komiks pt. „Wincenty Witos – premier rządu 1920” opowiadający o sprawowaniu przez Witosa urzędu premiera II Rzeczypospolitej w okresie wojny polsko-bolszewickiej[230]. W 2024 Biuro Wydarzeń Kulturalnych IPN przygotowało widowisko teatralne pt. „Trzy razy On” poświęcone trzykrotnemu sprawowaniu przez Wincentego Witosa urzędu premiera Polski. Premiera spektaklu, w reżyserii Leszka Zdunia, miała miejsce 17 sierpnia 2024 w Teatrze Dramatycznym im. J. Szaniawskiego w Płocku[231].
- Zarówno uchwałą Sejmu RP IX kadencji z 28 lipca 2023[232], jak i uchwałą Senatu RP X kadencji z 7 września 2023[233], rok 2024 został ustanowiony „Rokiem Wincentego Witosa”.
- W 2024 został patronem dworca kolejowego w Tarnowie[234].
- W 2025 Sejm RP przyjął ustawę powołujący Instytut imienia Wincentego Witosa[235]

## Galeria

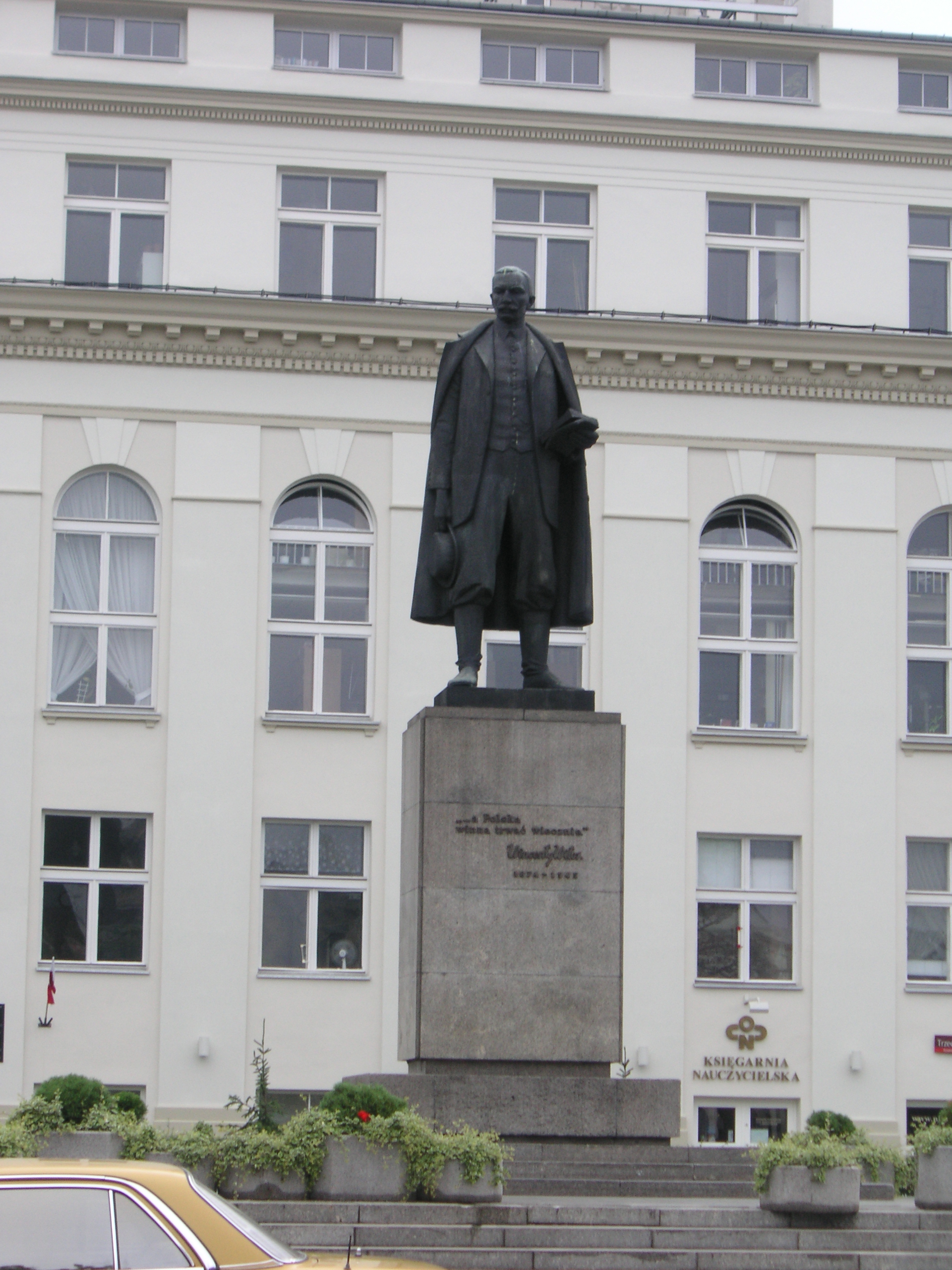
Pomnik Witosa na placu Trzech Krzyży w Warszawie
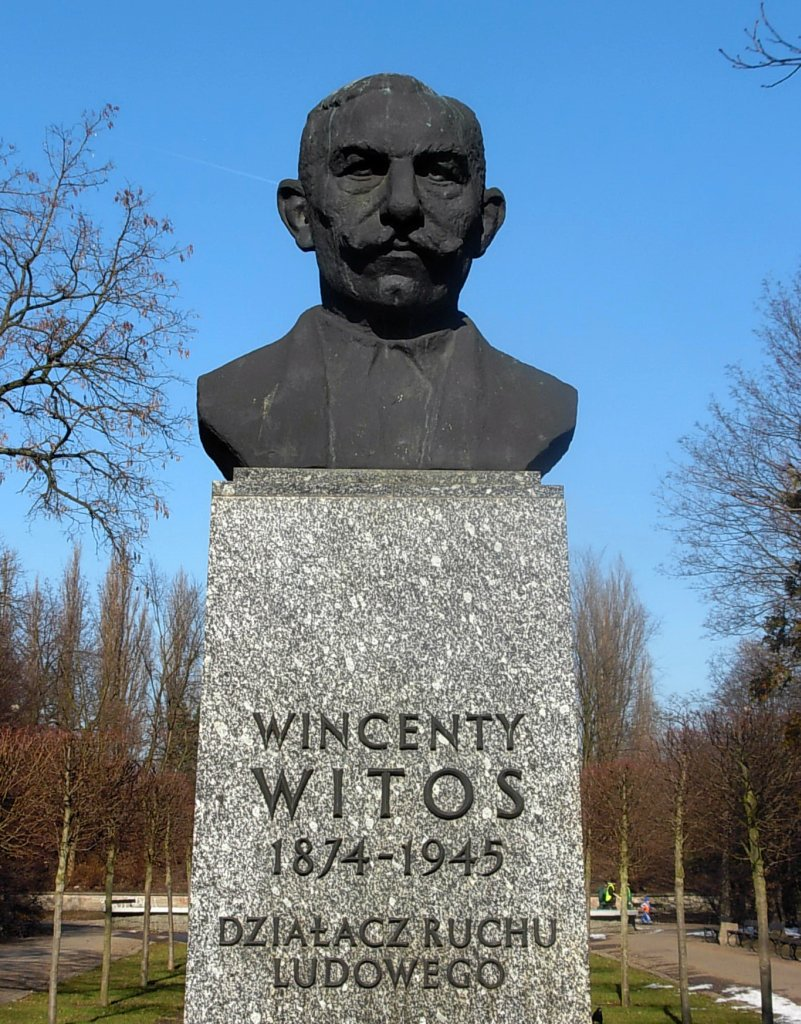
Popiersie Wincentego Witosa w Bydgoszczy w parku Ludowym, którego został ustanowiony patronem
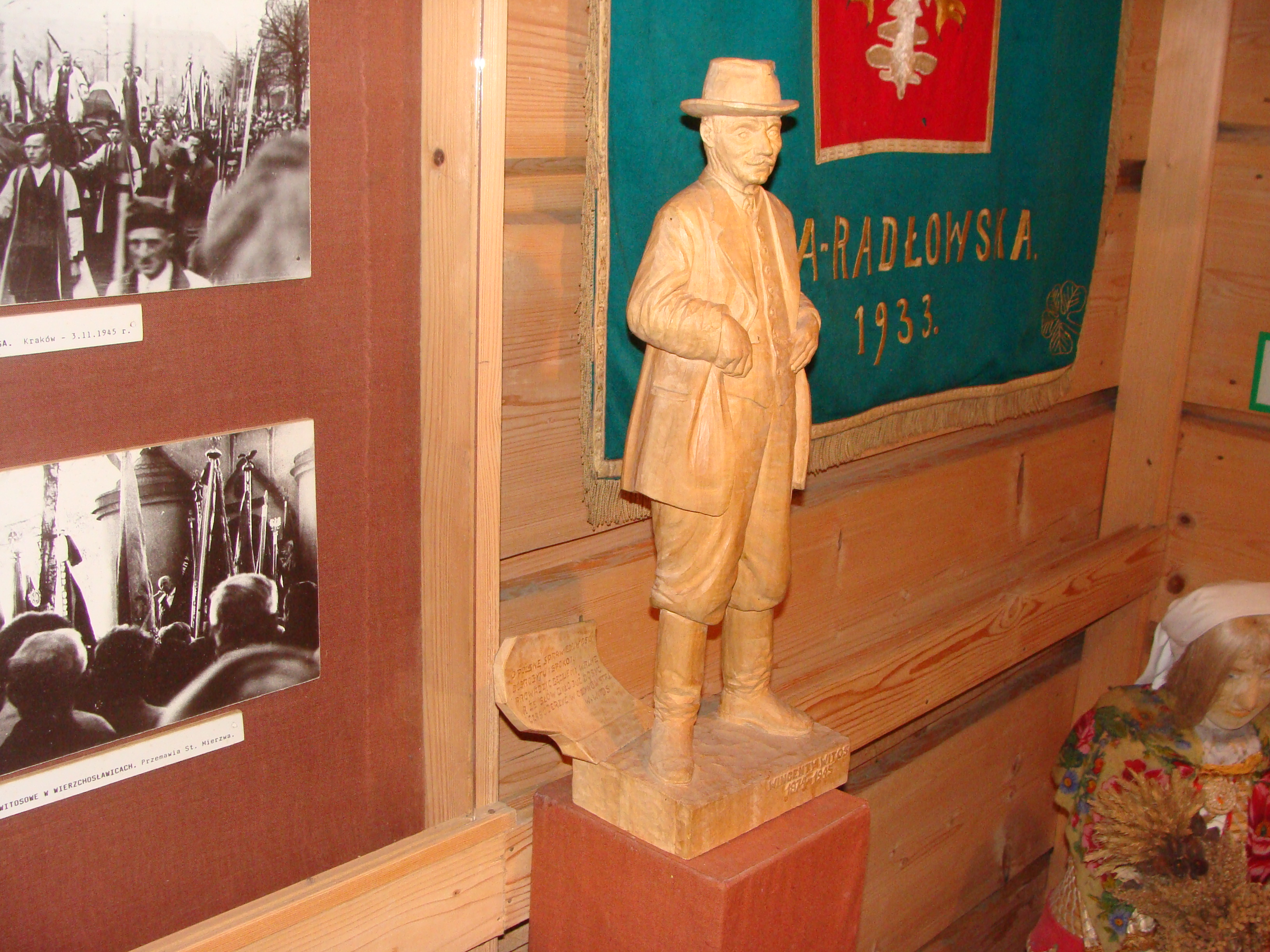
Wincenty Witos, rzeźba w drewnie w zbiorach Muzeum Wincentego Witosa w Wierzchosławicach
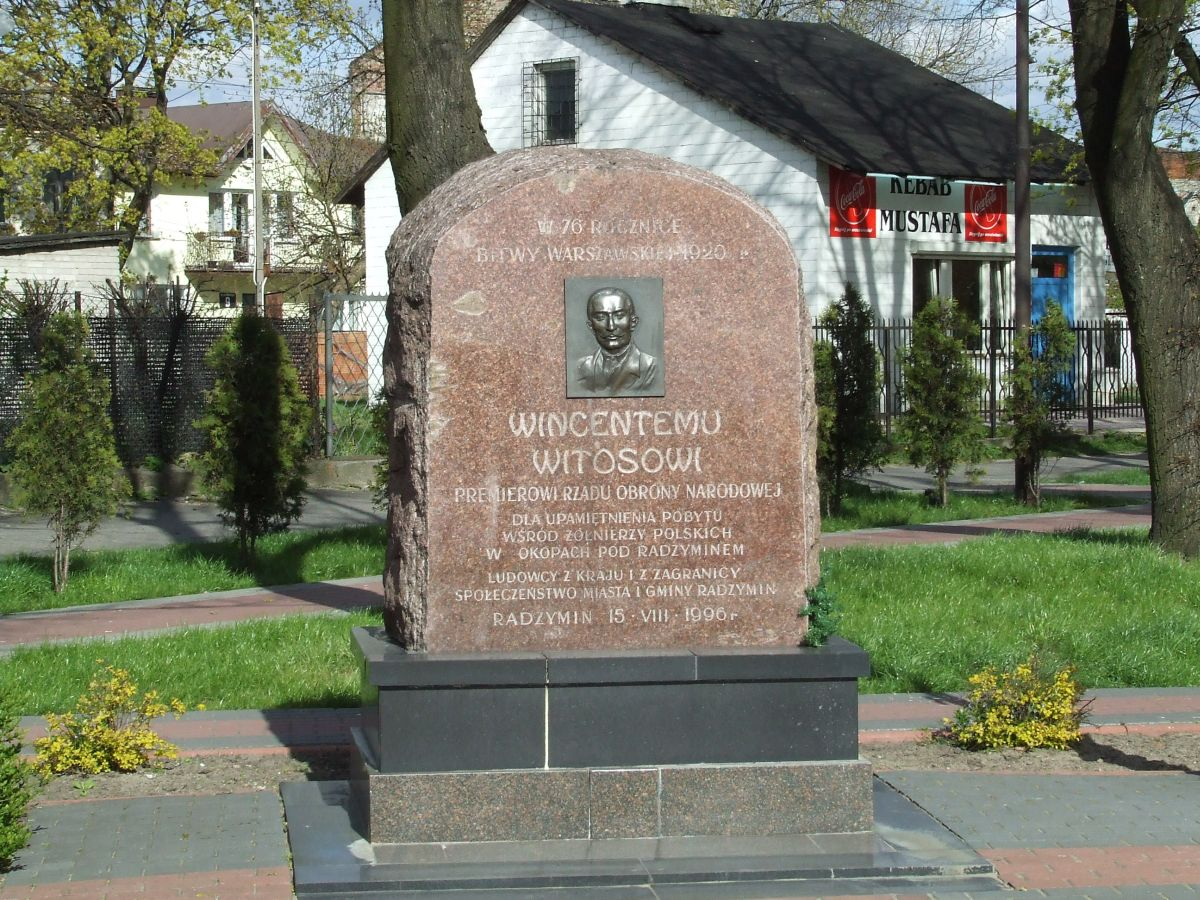
Obelisk w Radzyminie ku pamięci wizyty Wincentego Witosa w okopach w 1920, podczas wojny polsko-radzieckiej
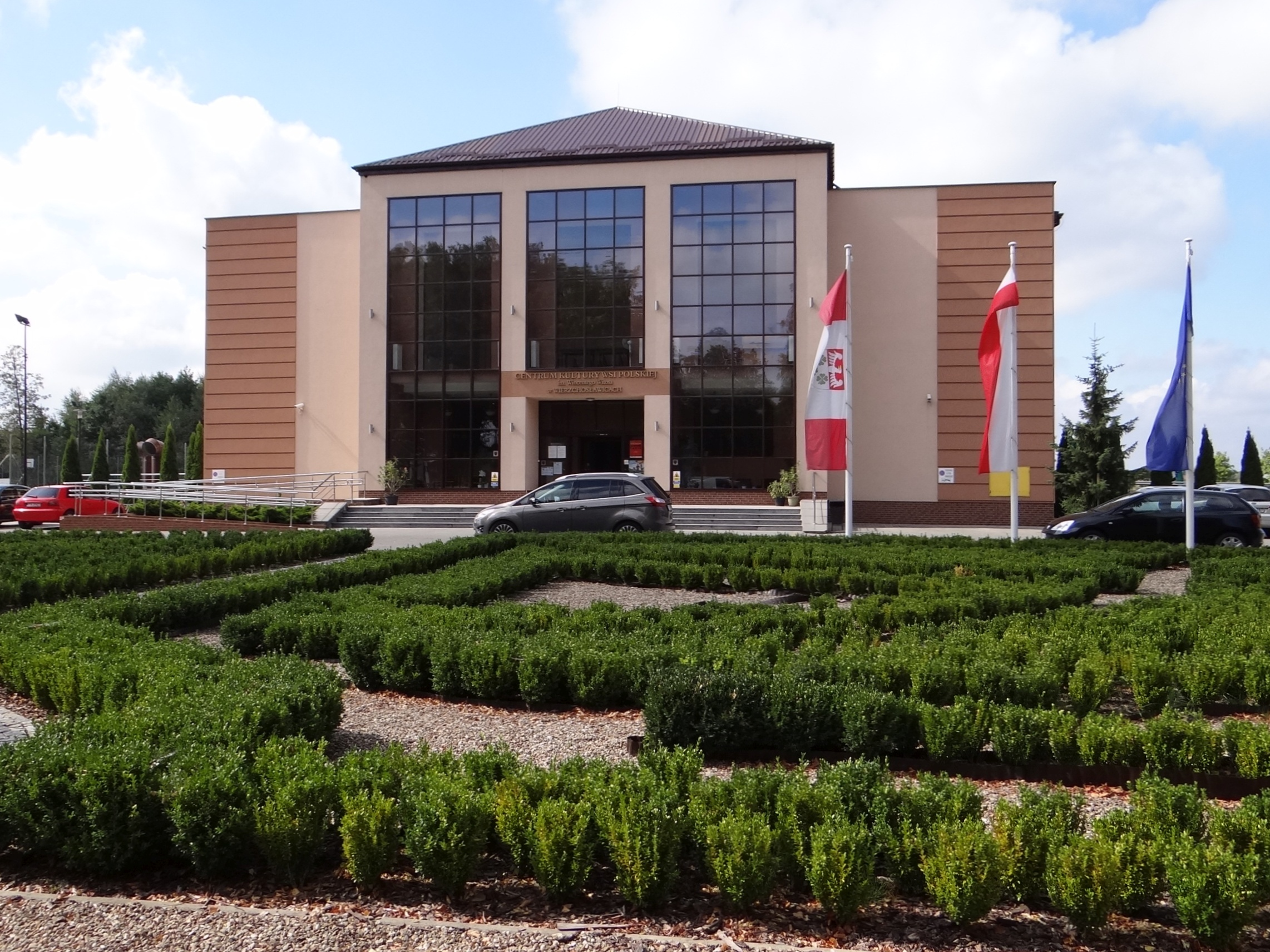
Budynek Centrum Kultury Wsi Polskiej im. Wincentego Witosa
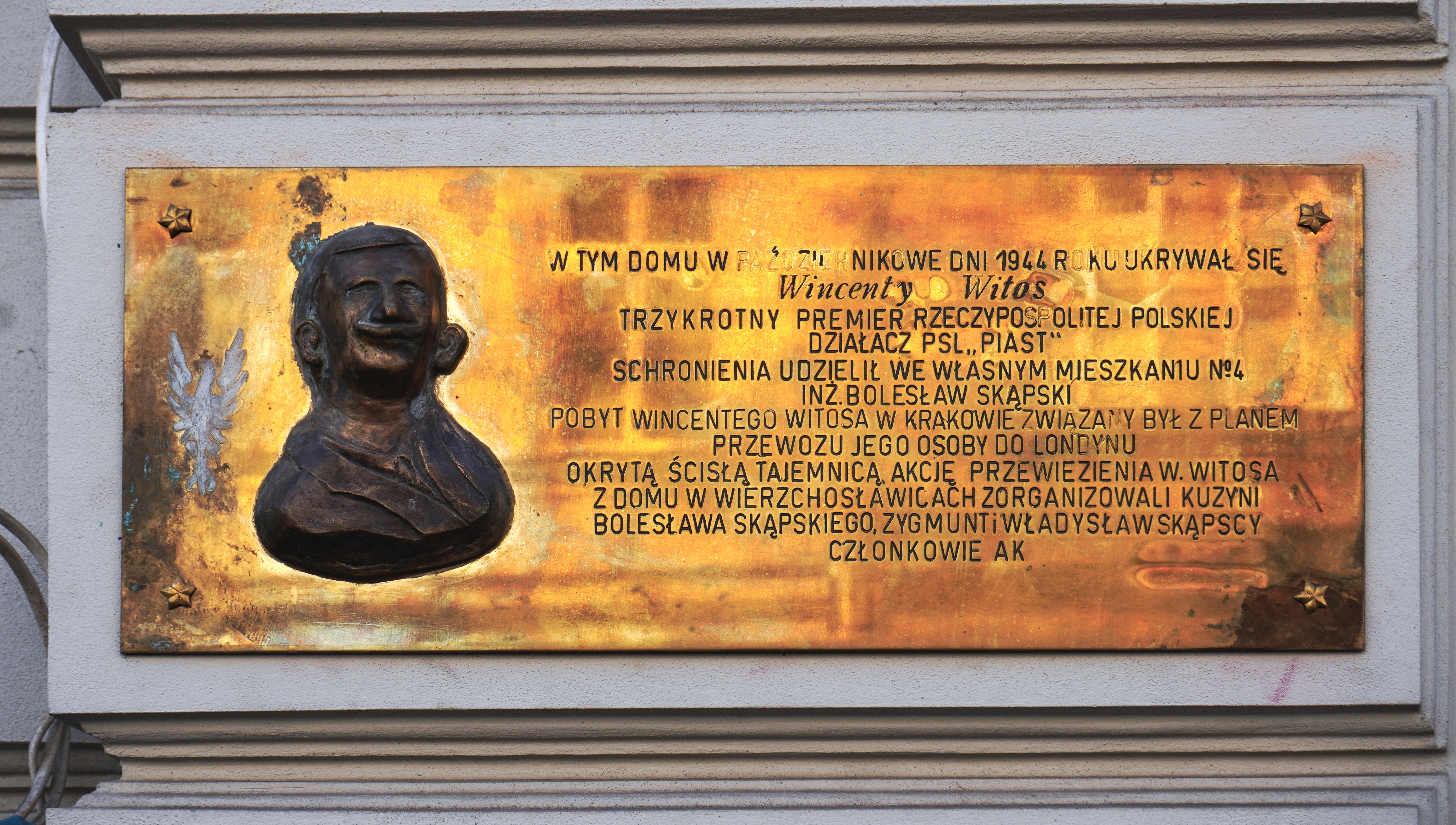
Tablica pamiątkowa poświęcona Wincentemu Witosowi w elewacji kamienicy przy ul. Starowiślnej 39 w Krakowie
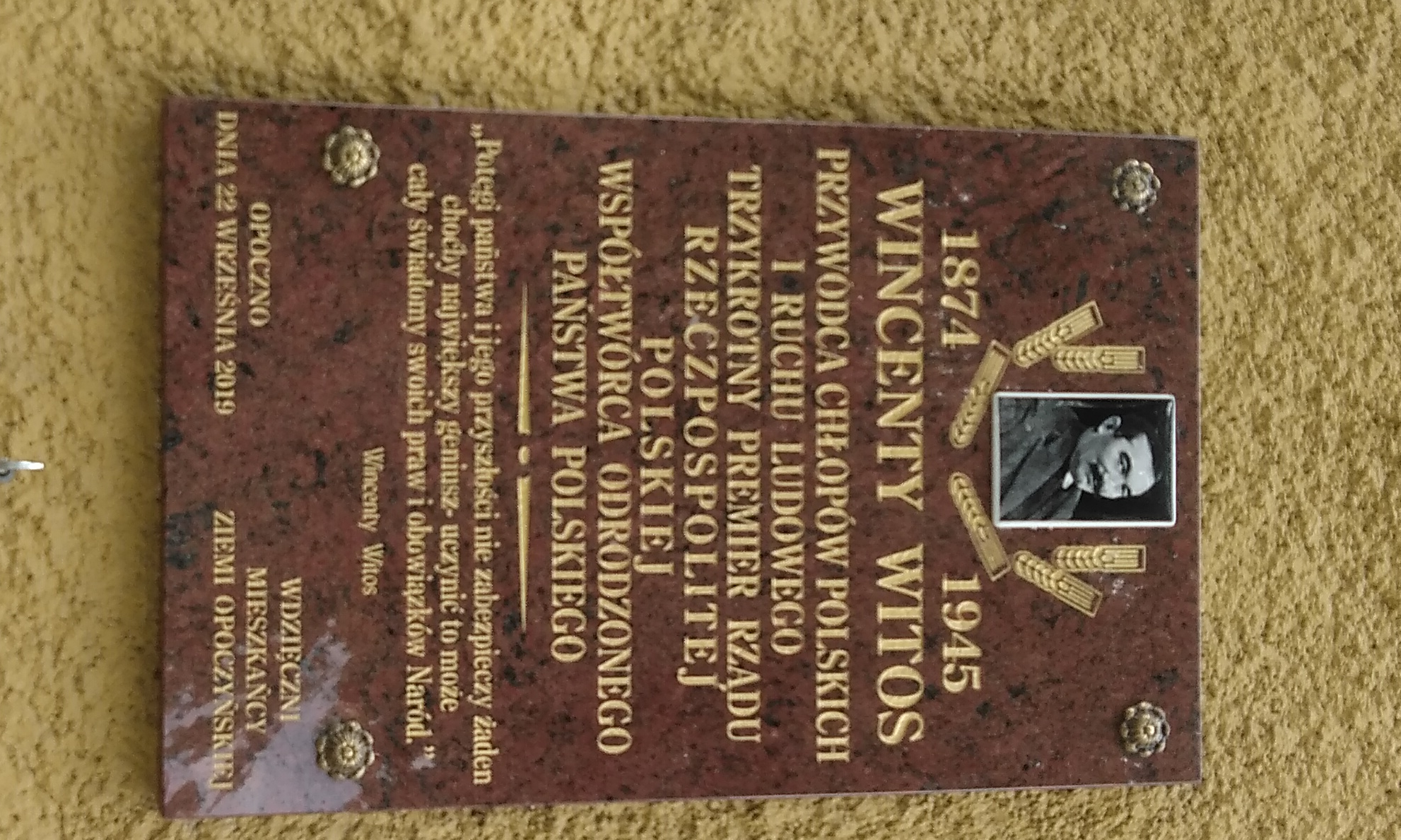
Tablica Wincentego Witosa w Opocznie

### Monety
Jego wizerunek został przedstawiony na polskiej monecie okolicznościowej o nominale 100 zł, wyemitowanej w 1984. Moneta ta została wykonana z miedzioniklu w nakładzie 2 530 100 egzemplarzy, miała średnicę 29,5 mm i wagę 10,8 g, rant ząbkowany. Wizerunek Witosa znajduje się także na srebrnej monecie kolekcjonerskiej wydanej w 1995 r. w celu uczczenia 100-lecia istnienia zorganizowanego ruchu ludowego. W 2020 r. Narodowy Bank Polski wydał dwie upamiętniające Wincentego Witosa monety kolekcjonerskie należące do serii „Stulecie odzyskania przez Polskę niepodległości”: srebrną o nominale 10 złotych oraz złotą o nominale 100 złotych.

## Wincenty Witos w filmie
Wincenty Witos jest jednym z głównych bohaterów w filmach: Śmierć prezydenta (w reżyserii Jerzego Kawalerowicza) i Zamach stanu (w reżyserii Ryszarda Filipskiego). W obu obrazach rolę tę grał Jerzy Sagan. W filmie 1920 Bitwa Warszawska Witosa zagrał Andrzej Strzelecki. W spektaklu Teatru Telewizji O prawo głosu w rolę Witosa wcielił się Olgierd Łukaszewicz.